# Terreur (Révolution française)
Pour les articles homonymes, voir Terreur.
La Terreur est le chrononyme communément employé pour désigner une période de la Révolution française s'étendant entre 1793 et 1794. Elle est caractérisée par la mise en place d'un gouvernement révolutionnaire centré sur le Comité de salut public et le Comité de sûreté générale. Ce gouvernement issu de la Convention nationale et la suspension temporaire de la Constitution de l'an I et donc de la légalité républicaine, se donne pour but de faire face aux multiples troubles que connaît alors la France : révolte fédéraliste, insurrection vendéenne, guerre extérieure menée par les puissances monarchistes d'Europe. La Terreur se caractérise ainsi par un état d'exception destiné à endiguer militairement, politiquement, et économiquement la crise multiple à laquelle le pays est alors confronté.
En effet, la France est depuis avril 1792 en guerre extérieure face aux monarchies européennes qui souhaitent rétablir Louis XVI dans ses droits. À la suite de la chute de la monarchie, le 20 septembre 1792, et de la bataille de Valmy en septembre, la République est proclamée, un nouveau travail constitutionnel se met donc en place sous l'autorité de la Convention nationale. Ces travaux ne se font pas sans remous, mettant aux prises royalistes, modérés et radicaux. À la suite de l’arrestation des députés girondins lors des journées d’émeute des 31 mai et 2 juin 1793, les députés montagnards prennent le pouvoir à la Convention. La Première République se retrouve donc engagée dans une guerre révolutionnaire extérieure, contre une coalition européenne et une guerre civile contre les royalistes et les fédéralistes, qualifiés de « contre-révolutionnaires ». La Convention nationale entre alors dans un processus de durcissement de son pouvoir, afin de contenir les contestations qui proviennent à la fois des royalistes, des girondins, des modérés, avant que les montagnards ne se déchirent entre eux et que soient à leur tour frappés les sans-culottes — aussi appelés les « hébertistes » — partisans d'une radicalisation de la Révolution et de la déchristianisation, puis les dantonistes et les Indulgents. À la suite de la victoire des armées républicaines, les députés de la Plaine, les anciens dantonistes et même les hébertistes ainsi qu'une partie des Jacobins s'unissent contre Robespierre et ses alliés, soupçonnés de vouloir instaurer une dictature. Ils finissent avec difficulté après de nombreux rebondissements par obtenir la chute de Robespierre qui, blessé dans des circonstances troubles au visage (par un tir de pistolet actionné par lui-même ou un tiers) dans la nuit à l'Hôtel de Ville, est finalement guillotiné avec ses partisans le 28 juillet 1794, moment qui vient marquer la fin de la Grande Terreur.
Au cours de cette période, de nombreuses arrestations, exécutions sommaires, procès expéditifs et massacres ont lieu, sous des autorités diverses et pour des motifs variés. On estime qu'environ 500 000 personnes furent emprisonnées et plusieurs dizaines de milliers furent exécutées par guillotine, fusillades ou noyades.
Moment paroxystique et dense de la Révolution, l'épisode de la Terreur jouit d'une image et d'un héritage ambivalents : tyrannie aveugle condamnant la Révolution dans son ensemble pour les uns, parenthèse contrainte par la force des événements pour les autres, son histoire et son historiographie sont complexes et denses. La période voit néanmoins un certain nombre d'innovations politiques, avec la première abolition de l'esclavage, la mise en place du premier suffrage universel masculin, dans le cadre de la Constitution de l'an I, la plus démocratique jamais élaborée en France, qui ne fut cependant jamais appliquée. Le mot même de Terreur pour désigner cette période est forgé et popularisé lors de la réaction thermidorienne et a pour but de condamner politiquement la période du fait de l'ensemble des violences qui se sont produites jusqu'au 28 juillet 1794 (le 10 thermidor de l'an II), moment de la chute de Robespierre. On élabore alors progressivement l'idée d'une sombre époque, repoussoir, marquée par un arbitraire des masses sous l'égide d'un dirigeant exalté, dont on souhaitait alors se détacher à l'époque du Directoire. Le nom même de terreur est né des exagérations dans le dosage de la répression, voire des atrocités commises par des représentants de la Convention se réclamant de l'autorité de l’État notamment en Vendée, à Lyon, dans le Nord et dans le Midi.
Le bilan humain de la Terreur fait l'objet de nombreuses controverses, de même que la qualification des faits de violence commis a été l'objet d'âpres débats historiographiques. Les dates même de cet épisode sont débattues : les historiens la font traditionnellement commencer à la création du deuxième tribunal révolutionnaire en mars 1793. D'autres situent son acte de naissance dans les massacres de Septembre de 1792. Certains enfin la font même commencer en juillet 1789, au moment des premières exécutions publiques menées par des révolutionnaires français à Paris. La définition de ces bornes n'est bien sûr pas exempte d'enjeux idéologiques.

## Chronologie
Les dates précises de ce qu'on appelle communément la terreur varient en fonction des auteurs et des critères retenus. Au nom de la guerre et du « salut public », une politique de répression est instaurée par le gouvernement révolutionnaire, sous la pression d’événements menaçant la sûreté de l’État. C’est l’application outrancière de ces sévérités nécessaires qui forme ce que l'on a appelé la terreur. On distingue deux périodes « visibles » de cette terreur : la terreur et la grande terreur.

### Genèse contextuelle
Avec la chute de la royauté, le 10 août 1792, s'ouvre une période de mise en place d'une nouvelle assemblée constituante, la Convention nationale, qui se réunit pour sa première session le 21 septembre 1792. Cette période voit la création d'institutions judiciaires exceptionnelles, qui furent couramment utilisées au cours de la terreur, notamment un tribunal criminel extraordinaire, qui est institué le 17 août 1792. Toute première ébauche du tribunal révolutionnaire, il est chargé de juger, sans possibilité de pourvoi en cassation, les auteurs des « crimes » du 10 août et de tous les participants au complot de la cour royale.

### Mise en place et diffusion du mot d'ordre
La fin du printemps 1793 est marquée par l'arrestation des députés girondins avec les journées d'émeute des 31 mai et 2 juin 1793. Avec les révélations de complots dans la lettre anglaise, publiée en juillet 1793 par la Convention, l'assassinat de Marat, le 13 juillet, le soulèvement de Lyon puis de la Vendée, la prise de Toulon, la Convention fait face à une pression inédite pour légaliser et institutionnaliser un régime d'exception, pour lui donner une substance et un cadre clairs.
Les différentes forces populaires et politiques exercent sur la représentation nationale une pression conjointe pour radicaliser la politique révolutionnaire, et la transformer en une politique de lutte à mort contre les dangers intérieurs et extérieurs menaçant la République. Progressivement, la « mise à l'ordre du jour de la terreur » revient de plus en plus fréquemment dans les discussions et se fait de plus en plus pressante de la part d'une partie des sections de la Commune de Paris et des mouvements insurrectionnels qui souhaitent l'élimination physique et radicale des contre-révolutionnaires. Entre-temps, la Convention proclame la levée en masse le 23 août.
Sous la pression populaire, en l'espèce la manifestation ouvrière du 4 septembre devant l'Hôtel de Ville, la Convention nationale donne une certaine légitimité, le 5 septembre, à la nécessité d'une mise à l'ordre du jour de la terreur, dans des conditions bien particulières. Sans la proclamer pour autant par décret ou par un quelconque acte normatif, elle lui reconnaît une forme de nécessité et de poids à la suite de la lecture de l'adresse rédigée conjointement par Hébert et Royer. La Convention prend alors acte du mot d'ordre, et lui donne une valeur performative. Cependant, la terreur n'est pas pour autant faite institution : selon Jean-Clément Martin « les conventionnels ne veulent pas se prononcer sur la terreur, mais sans refuser d'emblée le programme radical », l'historien d'ajouter que « la mise à l'ordre du jour n'a pas été effective institutionnellement, pourtant "la terreur" a bien été "à l'ordre du jour" dans de nombreux endroits à la suite d'initiatives individuelles ou de l'action de groupes armées ». Le 17 septembre est mise en place la Loi des suspects.
Les enragés reprennent bientôt à leur compte le mot d'ordre et consomment leur isolement du reste du mouvement révolutionnaire, considérant que la terreur est bien à l'ordre du jour et qu'elle constitue un cadre d'action propice : ainsi le 15 septembre, Hébert, substitut du procureur de la Commune de Paris, s'adressant aux comités révolutionnaires, développe et approfondit le lien entre l'exécution des mesures de salut public, la loi des Suspects, et le principe même de la terreur : « L'heure de la vengeance est arrivée, point de quartier ; la convention vous a donné la plus grande latitude de pouvoir ; elle a ordonné que tous les gens suspects soient arrêtés : eh bien ! Il faut mettre en état d'arrestation non seulement les aristocrates décidés, mais aussi ceux qui n'ont rien fait pour la liberté. Il faut que la terreur soit à l'ordre du jour ».
À l'initiative des Jacobins et des Cordeliers, mais aussi des Montagnards en mission, l'expression « terreur à l'ordre du jour » circule progressivement dans tout le pays à partir de la mi-septembre 1793, par le biais de lettres. Dans celles-ci, l'initiative de la terreur est généralement attribuée aux Conventionnels. Ainsi, selon Jacques Guilhaumou il y a transformation progressive du mot d'ordre et de sa valeur performative : « au départ, le réseau des adresses des sociétés populaires répercute le lien établi, au cours de la crise de l'été 1793, entre terreur et moyens de salut public. En fin de parcours, la terreur est perçue comme une force active auprès du gouvernement révolutionnaire, sans s'y confondre ».
L'état d'exception atteint son paroxysme à Paris et en province entre l'automne 1793 et l'été 1794. Le comité de sûreté générale, sorte de police judiciaire, fonctionne alors en liaison étroite avec le tribunal révolutionnaire. Le comité de surveillance ainsi que les comités de surveillance des sections parisiennes ont alors pour rôle d'établir une liste des personnes suspectées de comploter contre la révolution. Au mois de mars 1794, après le vote des lois de ventôse, les pouvoirs de l'État sont concentrés, hormis la partie financière, entre les mains du seul Comité de salut public.

### La Grande Terreur
La loi du 22 prairial (10 juin 1794) qui simplifia à l’extrême les procédures de mise en accusation et supprima toute défense en supprimant toutes audition de témoins sauf en l'absence de preuves matérielles ou morales tout en ne laissant aux jurés que le choix de l'acquittement ou de la mort, instaura, à Paris seulement, une série d’exécutions massives qu’on baptisa la Grande Terreur.
On a longtemps considéré que la Terreur s’achevait le 9 thermidor an II (27 juillet 1794) avec la chute de Robespierre et de ses partisans et leur exécution le lendemain ; les historiens sont aujourd'hui plus nuancés : ils rappellent que seule la loi du 22 prairial est abolie dans les jours qui suivent le 9 thermidor, et que le tribunal révolutionnaire et la loi des suspects ne sont pas supprimés avant de longs mois, tandis que les exécutions continuent.

## Contexte et mise en place

### Patrie en danger et «première» Terreur

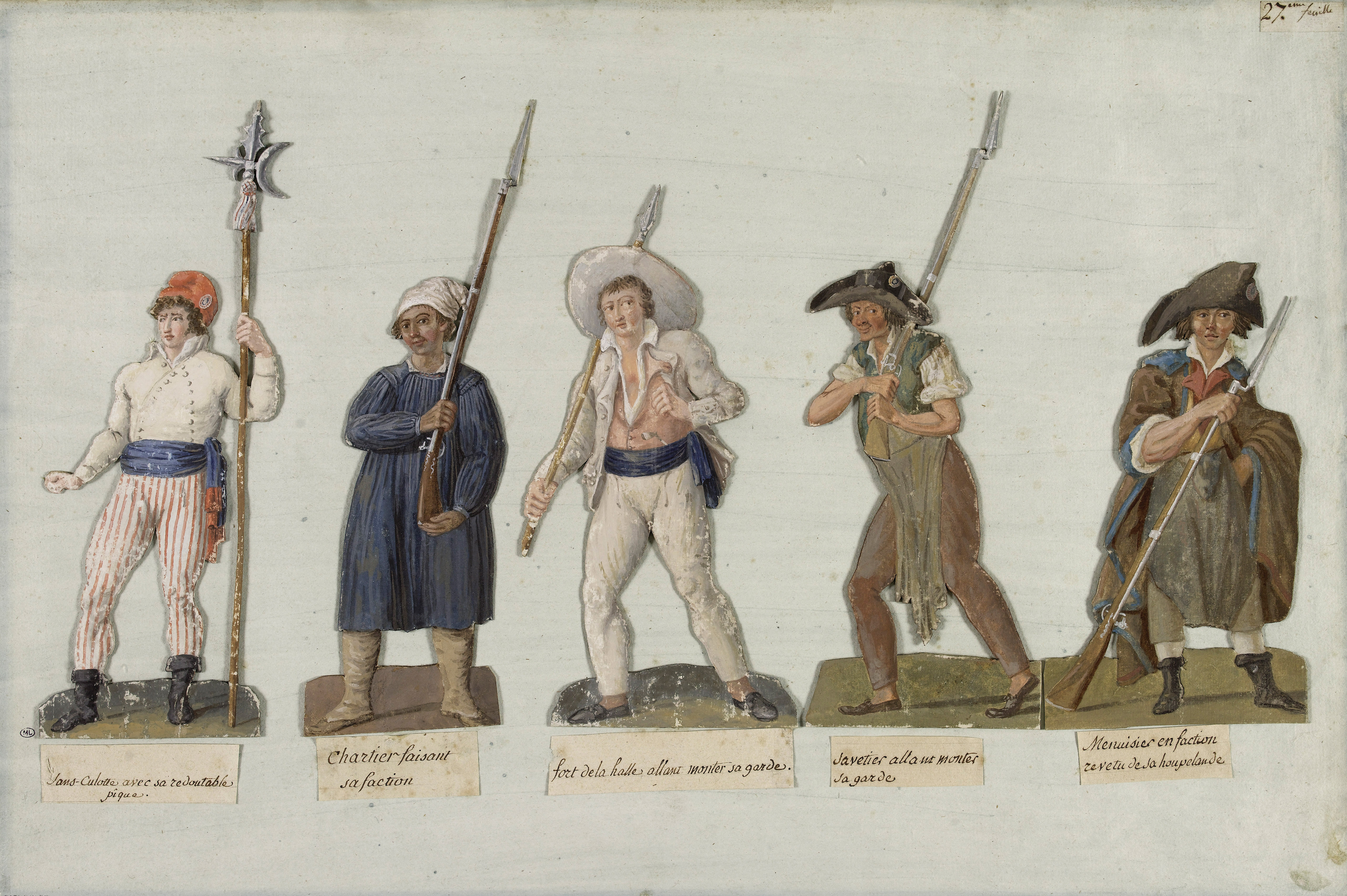
Sans-culottes en armes, gouache de Jean-Baptiste Lesueur, 1793-1794, musée Carnavalet.

Depuis le 20 avril 1792, la France a déclaré la guerre à deux des monarchies européennes solidaires de la famille royale française, l'Autriche et la Prusse. Les défaites successives de l'armée française et l'entrée en guerre de la Prusse (6 juillet) ont contraint l'Assemblée législative à proclamer, le 11 juillet suivant, la « patrie en danger ». La provocation publiée dans le manifeste de Brunswick (25 juillet 1792) dont le but principal est d'intimider les Parisiens en les menaçant de représailles en cas de violence contre le roi et sa famille, loin d'atteindre son objectif, contribue à précipiter les événements d'août et de septembre.
Le 10 août, les sans-culottes et les fédérés, entraînés par les principales têtes pensantes de la Commune insurrectionnelle de Paris, prennent d'assaut le palais des Tuileries où réside Louis XVI. Celui-ci est incarcéré à la prison du Temple avec la famille royale tandis que les armées étrangères pénètrent sur le sol français. Pendant cette période, dite de la « Première Terreur » (été 1792), le pays a un gouvernement transitoire dont l'exécutif est confié à la Commune insurrectionnelle de Paris, nouveau pouvoir auto-proclamé, qui dispose d'un conseil exécutif composé de six membres. L'Assemblée législative, que la nouvelle commune a décidé de supprimer, subsiste provisoirement, mais doit reconnaître celle-ci que des élections ont portée à 288 membres ; elle peut ainsi continuer de siéger normalement et valide le décret de suspension de Louis XVI le soir du 10 août. L'une de ses dernières initiatives sera d'envoyer des représentants en mission auprès des armées afin de purger le haut commandement et de lutter contre les accapareurs.
Dans le même temps, elle décide de mettre en accusation ceux que l'on appelle « les ennemis de la Révolution et les suspects », définition vague qui frappe pêle-mêle toutes sortes de citoyens : 3 000 personnes sont arrêtées, pour souvent être relâchées les jours suivants. Une partie des défenseurs du palais des Tuileries, lors de l'insurrection du 10 août, sont exécutés sommairement. Sous la pression des sans-culottes un tribunal d'exception est organisé le 17 août 1792, avec un jury populaire composé de membres des sections parisiennes ; ce sont aussi les sections parisiennes, qui à la même période, forment des comités de surveillance, lesquels organisent des visites domiciliaires, des perquisitions et des arrestations. L'annonce de la chute de Verdun aux mains des Prussiens (29 août 1792) et les rumeurs de complot créèrent un climat favorable aux « massacres de Septembre », qui se déroulèrent au début du mois de septembre 1792 dans les prisons.
Ces opérations furent décidées par le commandant de la garde nationale, le général Santerre (qui prit sur lui de couvrir l'opération) et les membres du Comité de surveillance de la Commune de Paris, à savoir Étienne-Jean Panis, Pierre Jacques Duplain, Didier Jourdeuil et Antoine Sergent. Ces responsables s'adjoignirent l'aide d'un certain nombre de personnes parmi lesquelles Jean-Paul Marat. Celui-ci annonça lui-même, la veille, les massacres dans son journal. Ces tueries préméditées à l'arme blanche contre lesquelles le maire de Paris Jérôme Pétion et le président de l'Assemblée nationale ne purent rien faire, durèrent trois jours et ne furent pas l'effet d'une folie collective ou d'une colère. Les massacres de septembre 1792, qui préludèrent à la terreur de 1793, firent entre 1 000 et 1 400 morts. Les réactions indignées des Parisiens, malgré la peur, commencèrent à s'exprimer à partir de la mi-septembre – Roch Marcandier et Olympe de Gouges furent les premiers à protester – et furent relayées par les députés de la Législative puis de la Convention qui réclamèrent une commission d'enquête parlementaire. Après les défaites à répétition de l'armée, la bataille de Valmy (20 septembre 1792) marqua un premier succès militaire – même si les raisons de ce succès sont obscures – et déclencha l'enthousiasme à Paris. La Première République fut proclamée le lendemain et la Convention nationale remplaça l'Assemblée législative.

### Débuts de la Convention nationale

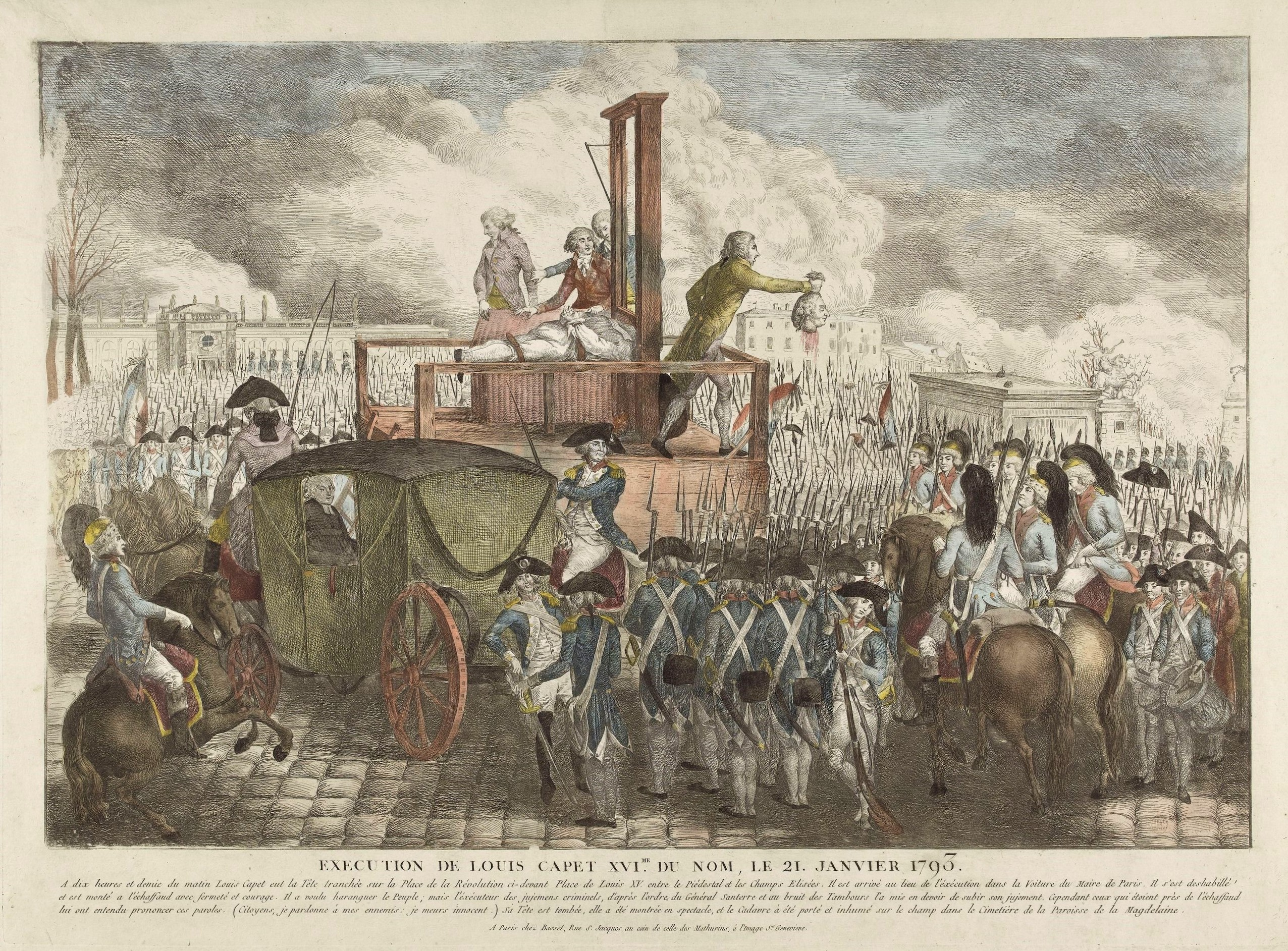
Exécution de Louis XVI, gravure anonyme (1793, Paris, musée Carnavalet).

La nouvelle assemblée de la Convention fut élue au suffrage universel, à charge pour elle de rédiger une nouvelle constitution pour le pays. Les députés siégèrent selon leur appartenance politique : en haut des tribunes de la salle du manège, située dans le jardin des Tuileries, se trouvaient les Montagnards ; les Girondins prirent l'habitude de s'asseoir ailleurs, dans la « plaine ». Le fossé entre les deux « partis » s'agrandit au cours des premiers mois de 1793. Les Montagnards et les Girondins ne s'entendirent pas sur le contenu à donner à la République. Beaucoup de députés, liés d'amitié profonde quelques mois plus tôt se séparèrent sur des questions d'hommes et de projets. Ils se divisèrent sur différentes questions importantes. La première, qui envenima leurs rapports jusqu'à l'élimination physique des uns par les autres fut celle des sanctions judiciaires à donner aux responsables des tueries de septembre. Puis ils se divisèrent sur les pouvoirs de la Commune, exorbitants aux yeux des Girondins qui redoutaient le poids de son bras armé sur l'indépendance et la sérénité des débats parlementaires. Le troisième point d'achoppement tint au procès de Louis XVI, à son principe et à sa forme puis à son déroulement ; et le dernier aux questions diplomatiques relatives à la Grande-Bretagne, à la Hollande et aux pays qui n'étaient pas encore entrés dans la coalition. Après le procès de Louis XVI, la Convention nationale vota l'exécution du roi (21 janvier 1793), ce qui fut l'une des causes de la formation d'une coalition européenne : les Britanniques attaquèrent les côtes méditerranéennes et du Nord-Ouest, les Espagnols tentèrent de passer les Pyrénées, les Sardes franchirent les Alpes ; les frontières du nord et de l'est cédèrent devant les armées austro-prussiennes. Les armées révolutionnaires reculèrent (défaite de Neerwinden, le 18 mars 1793), à cause des faiblesses du commandement et des effectifs. Les émigrés français étaient souvent d'anciens officiers : même si leurs forces sont en réalité très faibles, elles alimentent l'idée du complot aristocratique.
Pour pallier le manque de soldats, la Convention décréta en mars 1793 la levée en masse de 300 000 hommes, sur le principe du volontariat. Devant le manque de volontaires, on décida de procéder à un tirage au sort. Les départements de l'Ouest refusent de partir à la guerre et dénoncent les privilèges accordés aux notables. Avec la guerre de Vendée, l'unité de la République est mise en péril. La Convention réagit d'abord en envoyant des contingents armés en Vendée et prit des mesures radicales : tout insurgé serait condamné à mort et des listes de résidents seraient affichées sur les portes des immeubles de la capitale. Au cours du printemps 1793, des pillages de magasins et de boulangeries eurent lieu dans Paris. L'approvisionnement que gérait la Commune, se faisait mal et on fit courir le bruit que la faute en incombait aux « aristocrates ». Le 4 mai la Convention para les manœuvres destinées à faire soulever la population en fixant un maximum des prix pour les grains et les farines, afin d'arrêter le renchérissement des denrées.
Dans la rue et dans les sections parisiennes, les quelques meneurs de la Commune qui avaient la force armée pour eux, réclamèrent l'arrestation des députés girondins qui réclamaient avec insistance le renvoi des meneurs de la Commune devant le tribunal révolutionnaire. Devant l'intimidation créée par les canons de la Commune sur la Convention, et pour éviter de nouveaux massacres, les députés décidèrent de prendre des mesures radicales et exceptionnelles. Danton affirmait : « Soyons terribles pour éviter au peuple de l'être ».

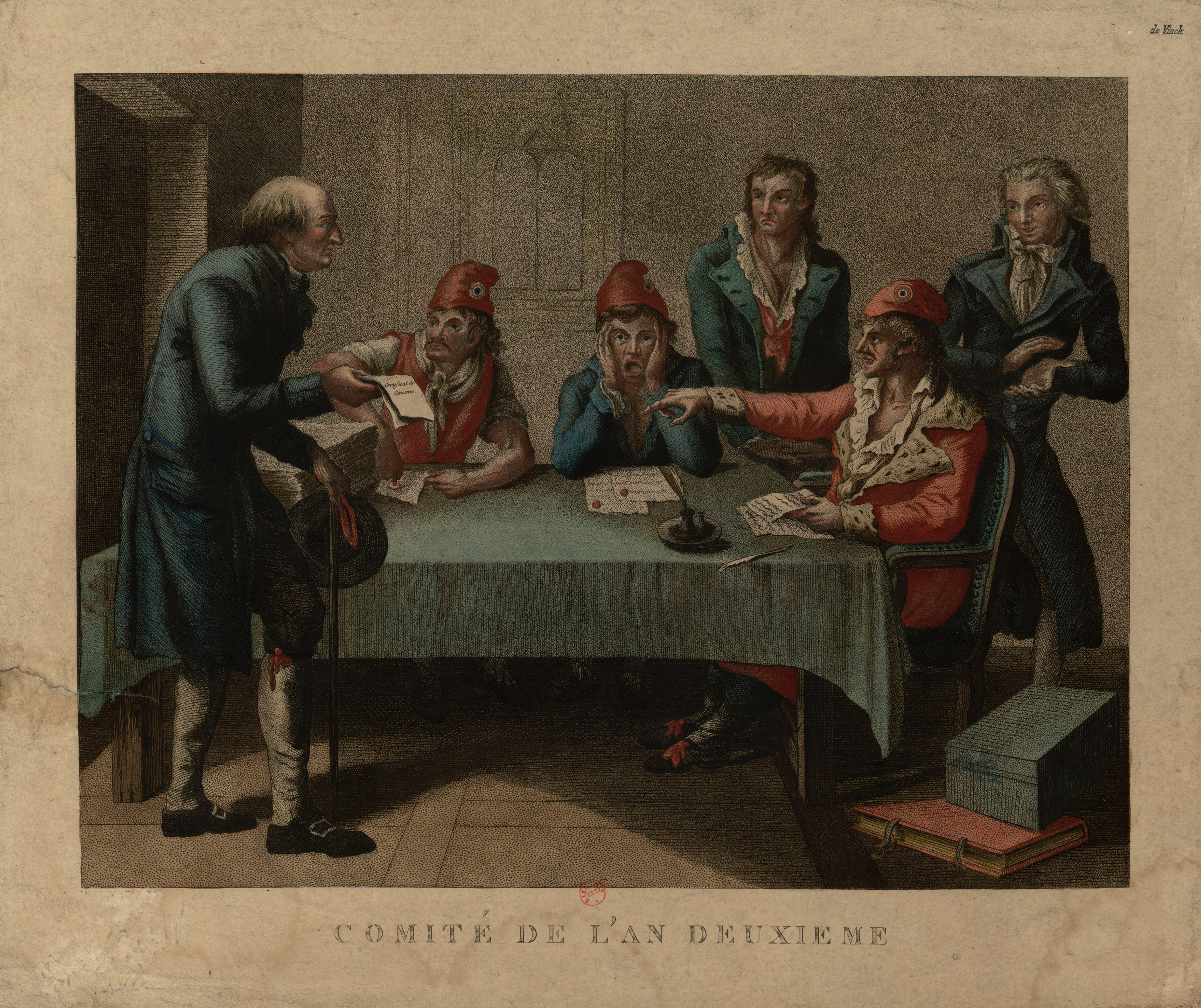
Un comité de surveillance révolutionnaire vérifie un certificat de civisme (vers 1793-1794, Paris, BnF, département des estampes).

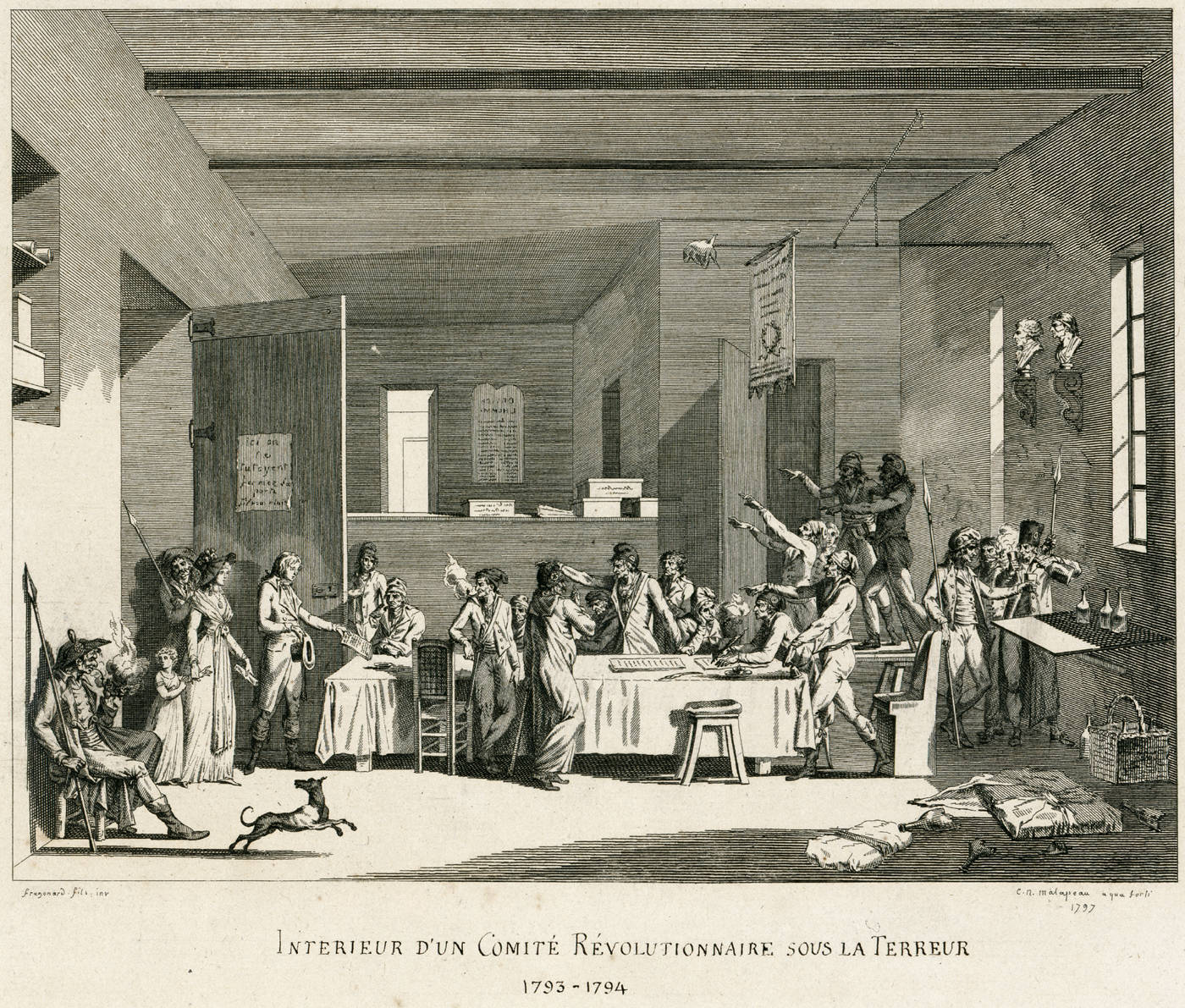
Intérieur d'un Comité révolutionnaire sous la Terreur. Gravure de Berthault et Malapeau d'après un dessin de Fragonard (1802, Paris, BnF, département des estampes).

Le Comité de sûreté générale, principal organe de la répression eut des pouvoirs d'investigation étendus. Il était issu du Comité des recherches de la Constituante auquel s'était substitué sous la Législative un comité de surveillance et de sûreté dont les principaux membres furent François Chabot, Claude Basire et Merlin de Thionville. Sous la Convention, le comité de surveillance fut trois fois réorganisé : le premier comité de surveillance, issu le 2 octobre 1792 de l'installation de la Convention, fut considérablement restructuré en janvier 1793, et il fonctionna avec la même composition de X membres jusqu'au 14 septembre suivant ; à cette date, des scandales multipliés avaient amené le Comité de salut public et la Convention à réorganiser entièrement et à recomposer le Comité de sûreté générale (à l'exception de Amar) que Barère plaça sous l'autorité de son ami Vadier : c'est le « grand » comité de sûreté générale qui donna consistance à la répression, débouchant très vite sur la période dite de terreur. Outrepassant ses droits au nom de l'efficacité révolutionnaire, pratiquant le zèle par calcul politique, le Comité de sûreté générale fut une véritable police inquisitoriale, qui monta des affaires politico-policières et cultiva le secret sur ses opérations. Son influence dévastatrice fut combattue par Robespierre mais maintenue par Barère, Billaud-Varenne et Collot d'Herbois jusqu'au 9 thermidor. Au niveau local, les comités de surveillance et les comités révolutionnaires de section qui furent institués le 21 mars, complétèrent le dispositif de contrôle politique par les citoyens, y compris pour dénoncer les « ennemis de la République ».
Un tribunal révolutionnaire réclamé par les députés de tous les bords fut chargé de juger les « ennemis de la République » selon une procédure d'exception fondée par le décret du 10 mars qui énumérait ses prérogatives. Il fonctionna en liaison étroite avec le Comité de sûreté générale auquel il était subordonné dans les faits. Ses membres principaux (présidents successifs, accusateurs publics, substituts et adjoints), et également la composition de son jury, à Paris, se caractérisèrent, dès le début, par une forte homogénéité politique de tendance exagérée.

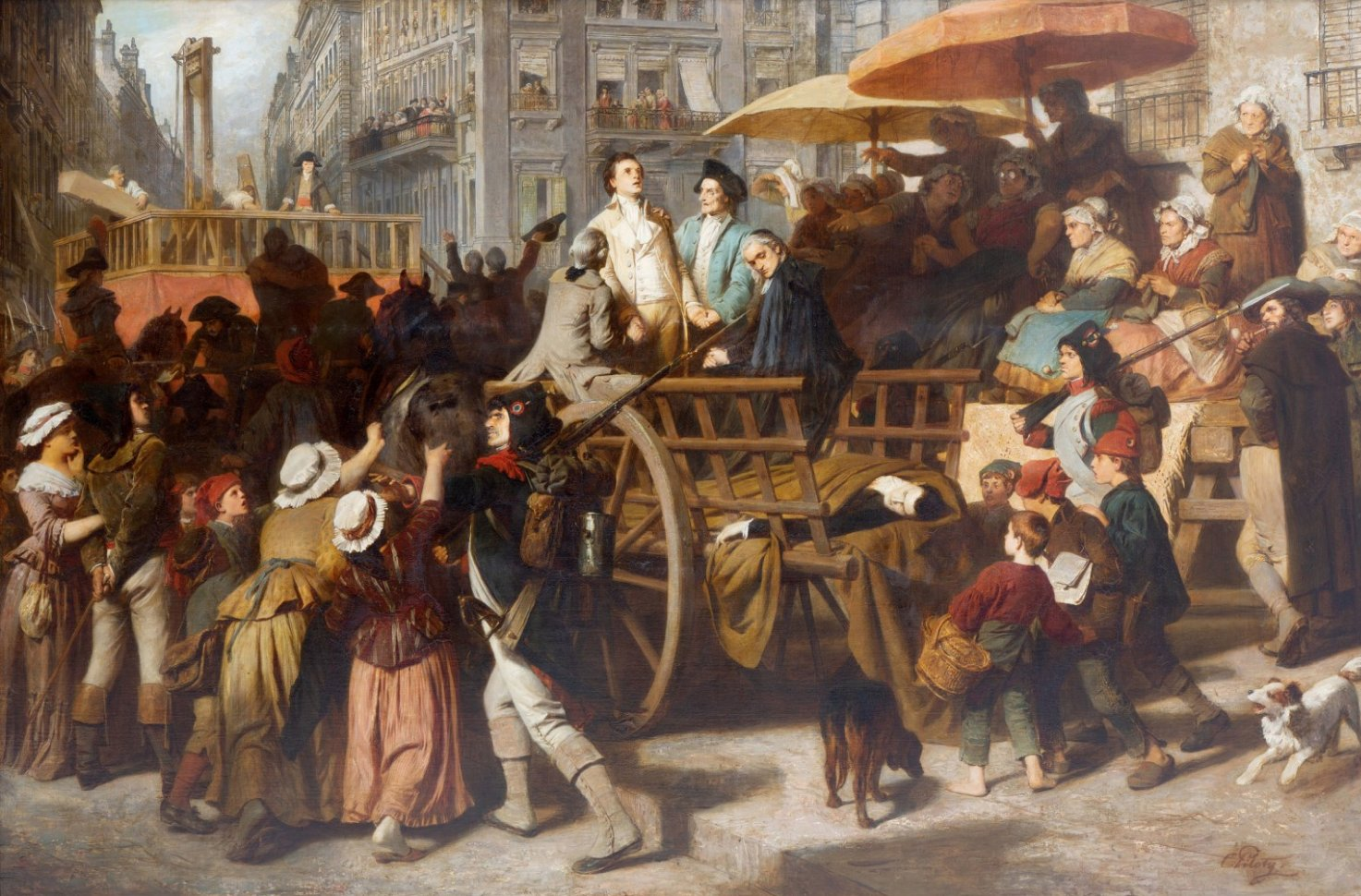
Derniers moments des Girondins, 31 octobre 1793, huile sur toile de Carl Theodor von Piloty, 1880.

Le 28 mars, l'appareil législatif contre les émigrés rentrés fut revu et durci (Loi des témoins). Enfin et surtout le grand Comité de salut public où entrèrent Bertrand Barère de Vieuzac et Georges-Jacques Danton fut mis en place par décret le 6 avril, en remplacement du comité de défense général : organe de gouvernement révolutionnaire, il était en principe subordonné à l'Assemblée et devait permettre de concentrer le pouvoir exécutif. Bientôt, la Convention nationale, débarrassée en deux fois d'une centaine de députés Girondins, entérina ses décisions dans la crainte puisque le Comité de salut public s'était donné le droit de faire arrêter les députés « suspects » à titre préventif. Composé de neuf puis de douze membres, le Comité de salut public fut l'un des organes de coordination de la répression.
Si à la suite des demandes des sections parisiennes, son rapporteur Barère de Vieuzac déclare bien devant la Convention le 5 septembre 1793 : « Plaçons la Terreur à l'ordre du jour. C'est ainsi que disparaîtront en un instant et les royalistes et les modérés et la tourbe contre-révolutionnaire qui vous agite » rendant la date symbolique, Jean-Clément Martin fait remarquer que dans la réponse de l'ex-président Thuriot, la Convention n'inscrit pas la terreur mais place le courage et la justice à l'ordre du jour. C'est de cette époque et sur cette question du terrorisme comme instrument de gouvernement que devait se fissurer l'unité apparente qui avait prévalu au sein du Comité de salut public. Les divisions – qui devaient déboucher sur le 9 thermidor – sont en effet directement en rapport avec la question cruciale de la poursuite de la guerre et de la reconnaissance de la république, puisque, indépendamment des neutres (Suède, Danemark, Turquie), plusieurs États, comme la Prusse et l'Espagne, se disaient prêts – si l'on arrêtait le terrorisme – à négocier et reconnaître la République.
Le 4 frimaire an II (24 novembre 1793) fut présenté le décret relatif à l'organisation du gouvernement révolutionnaire, qui renforçait la centralisation du gouvernement.
Saint-Cyr Nugues devient directeur des bureaux du Comité de salut public le 21 novembre 1793 poste qu'il conserve jusqu'au 15 octobre 1794

## Mesures

### Guerre contre les coalisés

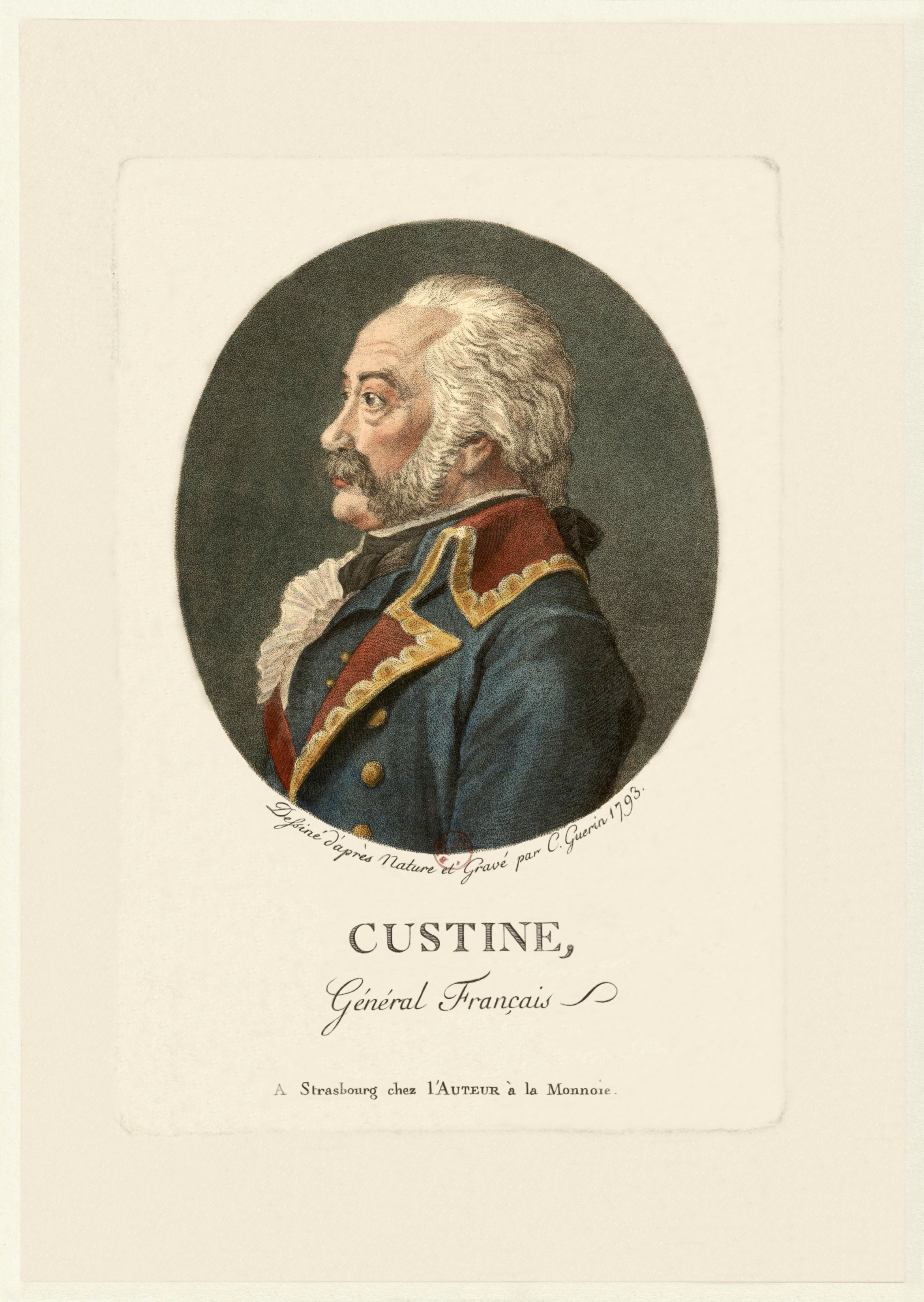
Le général Custine, condamné par le tribunal révolutionnaire et guillotiné en août 1793.

Plusieurs mesures sont prises pour rétablir la situation militaire de la République et éviter un coup d’État : des représentants en mission sont envoyés pour inspecter les armées et surveiller les généraux. Cette surveillance aboutit à des exécutions de généraux jugés trop tièdes ou traîtres : en 1793, 11 d’entre eux sont exécutés comme Adam Philippe de Custine ou Jean Nicolas Houchard, 31 en 1794 (voir aussi Liste des généraux de la Révolution et du Premier Empire ayant été exécutés). Ces généraux sont remplacés par de jeunes officiers sortis du rang et fidèles à la République. Ils mettent en pratique la stratégie offensive décidée par le Comité de salut public. Ensuite, les étrangers sont bannis de l’armée car ils sont considérés comme suspects.

#### Réorganisation des armées
Les armées républicaines sont réorganisées, notamment par Lazare Carnot, surnommé l’Organisateur de la victoire : les effectifs augmentent grâce à la levée en masse (23 août 1793), qui porte momentanément les effectifs de l’armée à 750 000 hommes fin 1794 (contre 270 000 fin 1792 et 550 000 fin 1793). Tous les hommes célibataires de 18 à 25 ans sont mobilisés de force. Le budget consacré à l’effort de guerre est augmenté.
Les régiments sont transformés en demi-brigades, par l’amalgame de l’armée royale et des volontaires : chaque bataillon de soldats de l’armée d’Ancien Régime reçoit deux bataillons de volontaires ; ces derniers, plus jeunes et généralement plus enthousiastes envers la Révolution, bénéficient de l’expérience des premiers, les entraînent lors des combats et les surveillent, ce qui évite les trahisons d’unités entières. L’amalgame est achevé en 1796.

#### Mobilisation de tous pour l’effort de guerre
Pour combler le déficit d’armes et de munitions, le Comité de salut public crée, en 1793, la Commission des armes et des poudres, qui multiplie les manufactures d’armes et réorganise la collecte des matières premières, et confie au comité militaire, réduit à un rôle technique et consultatif, l’organisation des levées d’hommes et leur encadrement, le développement de la cavalerie et la réquisition des charrois, la surveillance des hôpitaux militaires et des troupes cantonnées à Paris. La production d’armes augmente. Pour améliorer la qualité des métaux utilisés et les techniques de fabrication, le mathématicien Gaspard Monge et l’ingénieur des mines Jean Henri Hassenfratz sont chargés de l’organisation de la manufacture d’armes de Paris, le chimiste Jean-Antoine Carny de faciliter l’extraction du salpêtre, Claude Louis Berthollet et Pierre Choderlos de Laclos de travailler sur la composition de la poudre et expérimenter de nouveaux projectiles. Le 14 frimaire an II (4 décembre 1793), tous les citoyens, y compris les enfants, sont invités à récolter le salpêtre sur les murs de leurs caves. La Convention décide le 26 juillet 1793 la construction de relais pour le télégraphe par sémaphore de Claude Chappe ; la première ligne est installée entre Lille et Paris durant l’été 1794. Dès l’automne 1793, l’armée utilise des ballons captifs, dont le général Jourdan se sert notamment à Fleurus. Des camps d’entraînement pour les nouvelles recrues sont aménagés.
Le 15 novembre 1793, la Convention décrète que l’approvisionnement des armées doit l’emporter sur celui des civils. En décembre 1792, le ministre de la Guerre Jean Nicolas Pache a remplacé les intendants des armées, système qui favorise la corruption, par la régie directe, pratique abandonnée par son successeur Beurnonville en février 1793. Finalement, un décret du 27 juillet 1793 résilie tous les marchés passés et leur substitue la régie, et l’approvisionnement devient l’un des domaines de prédilection des envoyés en mission.

#### Résultats
Après l’été 1793, la situation militaire semble se redresser : le 2 septembre, Toulon est reprise par les armées républicaines après un long siège. Ces dernières remportent plusieurs victoires dans le nord et l’est : Hondschoote (8 septembre 1793), Wattignies (16 octobre 1793), Tourcoing (18 mai 1794) et enfin Fleurus (26 juin 1794). Par ces victoires, la République se renforce et exporte ses idéaux révolutionnaires en dehors de la France.
Le but premier de la guerre est, pour la Convention, de détruire les forces contre-révolutionnaires et de libérer les peuples européens qui leur sont soumis. Les premières Républiques-sœurs sont constituées en 1793 (République rauracienne, dans le Jura en Suisse, et République de Mayence). Pourtant, les objectifs initiaux sont vite dévoyés et font place à une politique d’occupation des territoires conquis. L’armée doit réquisitionner du matériel et de la nourriture.

## Loi des suspects et répression

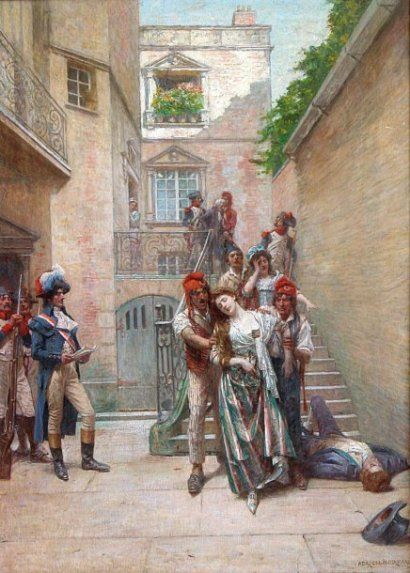
Une arrestation sous la Terreur, huile sur toile d'Adrien Moreau, fin du XIXe siècle.

En juillet 1793, l’assassinat de Marat par Charlotte Corday renforce les sentiments antiroyalistes. Les insurgés fédéralistes de Normandie marchent sur Paris mais sont finalement arrêtés à Pacy-sur-Eure (Bataille de Brécourt). Il faut attendre le mois d’octobre pour que Bordeaux et Lyon soient reprises par le gouvernement. En août, les sujets britanniques résidant en France sont menacés d’être arrêtés et en octobre est instituée la loi contre les Anglais. Lors de la séance du 12 août 1793 à la Convention, Danton déclare : « Les députés des assemblées primaires viennent d'exercer parmi nous l'initiative de la terreur contre les ennemis de l'intérieur. Répondons à leurs vœux. » Puis il demande l'arrestation de tous les hommes suspects.
Dans une intervention qui suit celle de Danton, Robespierre reprend le terme de terreur : « Que le glaive de la loi, planant avec une rapidité terrible sur la tête des conspirateurs, frappe de terreur leurs complices ! Que ces grands exemples anéantissent les séditions par la terreur qu’ils inspireront à tous les ennemis de la patrie ! ».
La loi des suspects est adoptée le 17 septembre 1793. Sont jugés « suspects » d’après l’article 2 : « Ceux qui, soit par leur conduite, soit par leurs relations, soit par leurs propos ou leurs écrits, se sont montrés partisans de la tyrannie ou du fédéralisme et ennemis de la liberté […]. Ceux à qui il a été refusé des certificats de civisme. Les fonctionnaires suspendus ou destitués de leurs fonctions par la Convention nationale ou ses représentants. Les nobles, les maris, les femmes, pères, mères, fils ou filles, frères ou sœurs, qui n’ont pas constamment manifesté leur attachement à la Révolution. Ceux qui ont émigré du 1er juillet 1789 au 8 avril 1792, bien qu’ils soient rentrés en France. » La justice révolutionnaire est chargée de juger les suspects : elle est exclusivement parisienne après la création du tribunal révolutionnaire de Paris en mars 1793, puis elle se trouve étendue à la province par plusieurs représentants en mission, avec la création de commissions révolutionnaires ou militaires dans les zones de guerre civile.
Le 10 octobre 1793 est proclamé le gouvernement révolutionnaire : la Constitution de 1793 n’est pas appliquée et les libertés sont suspendues en attendant le retour à l’ordre et à la paix. Le pouvoir est concentré et centralisé. Grâce à la création du Bulletin des lois de la République, les décisions de la Convention sont connues et applicables immédiatement. C’est à partir de cette date que Robespierre prend de plus en plus d’ascendant sur les différents acteurs politiques à Paris. Le comité de sûreté général ainsi que les comités locaux sont chargés d’appliquer les lois et de trouver les suspects. Ils font leur rapport hebdomadaire devant le Comité de salut public. En province, les institutions locales sont purgées. Finalement les agents nationaux surveillent les districts. Malgré les victoires contre les fédéralistes (Lyon tombe le 9 octobre 1793), la Terreur continue en province comme à Paris. La loi de ventôse an II (février-mars 1794) permet la redistribution des biens des opposants vers les alliés des dirigeants politiques du moment. L’obtention d’un certificat de civisme devient une nécessité vitale pour les nombreuses personnes suspectes. Et en application du décret d'abolition de l'esclavage, les 17 et 19 ventôse an II-7 et 9 mars 1794, les colons esclavagistes de Saint-Domingue présents en France sont arrêtés.

## Dans l'Ouest

### Luttes internes dans les armées

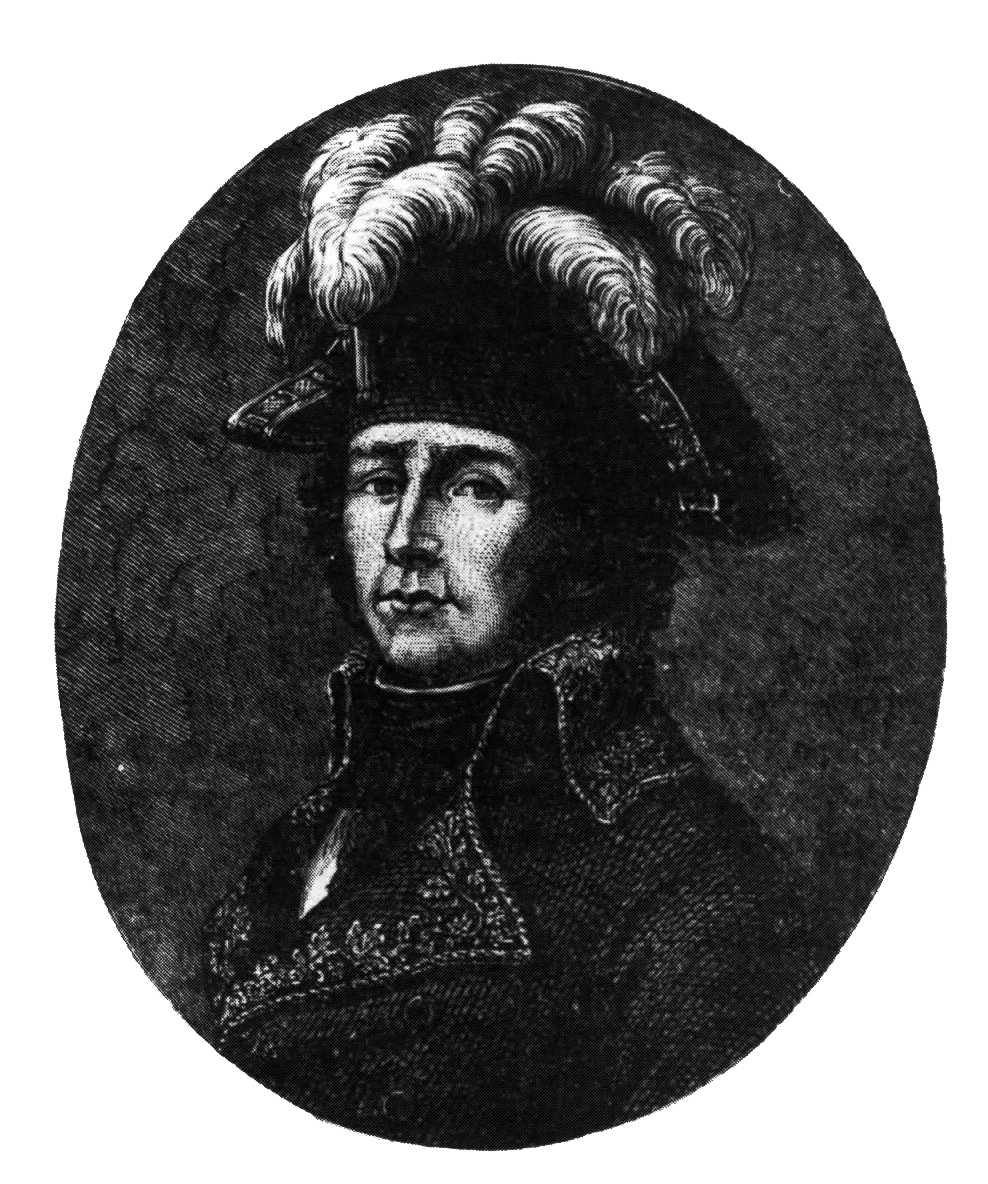
Jean Rossignol.

En mars 1793, de nombreuses révoltes paysannes éclatent dans l'Ouest, en Bretagne, en Anjou, dans le Poitou et le Bas-Maine en réaction à la levée en masse. Si au nord de la Loire, les insurgés sont vaincus en moins d'un mois, au sud, les troupes républicaines sont mises en fuite. Non seulement les gardes nationaux sont repoussés, mais le 19 mars une colonne de 2 300 soldats de métier est écrasée par les paysans à la bataille de Pont-Charrault. Vainqueurs, les rebelles créent une armée catholique et royale. Débute alors la guerre de Vendée. Pour les Conventionnels, cette défaite, due en réalité à une maladresse tactique, est inexplicable. Le commandant de la colonne, le général Louis de Marcé, est alors accusé de trahison et de complicité avec Dumouriez dans un complot contre-révolutionnaire. Au cours de la guerre, d'autres généraux républicains subissent la même accusation. Pierre Quétineau, battu à la bataille de Thouars, capturé par les Vendéens puis relâché, est accusé par ses propres soldats, il est emprisonné avec Marcé à la prison de l'Abbaye. En décembre 1793, Goupilleau de Montaigu réclame la comparution devant le tribunal révolutionnaire des généraux Marcé et Quétineau. Condamné à mort, Marcé est guillotiné le 26 décembre, Quétineau monte à son tour sur l'échafaud le 17 mars 1794.
Des querelles et des rivalités opposent également les généraux ; deux armées au lieu d'une seule se retrouvent à combattre les Vendéens ; l'armée des côtes de La Rochelle qui tient l'essentiel du front et l'armée des côtes de Brest opérant en Loire-Inférieure. La première surtout est sujette aux intrigues, Armand-Louis de Gontaut Biron, son général en chef, ci-devant, entre en conflit avec le général sans-culotte Rossignol et présente à plusieurs reprises sa démission. Accusé de trahison par Charles Philippe Ronsin, alors adjoint au ministre de la guerre, Biron est arrêté, puis décrété d'accusation sur proposition de Robespierre, il est guillotiné le 31 décembre 1793. À la suite d'une dispute, le général Westermann fait mettre aux arrêts le général Rossignol. Cependant, ce dernier bénéficie du soutien de Charles Philippe Ronsin. Reçu par le Comité de salut public, Rossignol obtient d'être renvoyé à l'armée, où quelques jours après, il est nommé général en chef de l'armée des côtes de La Rochelle. Destitué en août par les représentants en mission Bourdon et Goupilleau de Montaigu, il se défend devant la Convention. Soutenu par Danton, Robespierre, Bourbotte et Hébert, Rossignol est nommé général en chef de l'armée des côtes de Brest. D'autres généraux sont compromis dans les luttes politiques : Ronsin et Beysser, ce dernier pourtant proche des Girondins, sont exécutés avec les Hébertistes, Westermann avec les Dantonistes. Ces conflits divisent également les représentants en mission. Ainsi, Pierre Philippeaux, en mission à l'armée des côtes de Brest, et René-Pierre Choudieu, à l'armée des côtes de La Rochelle se querellent à chaque conseil militaire. Lemaignan est accusé de fédéralisme par Fayau, Duchâtel est accusé par Choudieu et Bourbotte d'être en correspondance avec les rebelles, Goupilleau de Montaigu et Carra entrent également en conflit.
En octobre, à la suite d'un nouveau décret de la Convention, l'armée de l'Ouest naît de la fusion des trois armées de La Rochelle, de Brest et de Mayence. De plus, sur l'initiative du ministre de la guerre Jean-Baptiste Bouchotte, les généraux ci-devants nobles, généralement compétents comme Canclaux, Grouchy et Aubert-Dubayet, sont remplacés par des sans-culottes hébertistes tels que Léchelle, Rossignol, Ronsin, Tribout, Muller, Carpantier, Grignon, Grammont ou Santerre qui se révèlent être de médiocres généraux. Mais une rivalité oppose bientôt les troupes sans-culottes parisiennes aux soldats d'élite de l'armée de Mayence, les déroutes des premiers étant raillées par les seconds. Léchelle, en particulier, nommé par le Comité de salut public général en chef de l'armée de l'Ouest est décrit par le général mayençais Jean-Baptiste Kléber comme « le plus lâche des soldats, le plus mauvais des officiers et le plus ignorant des chefs qu'on eût jamais vus ». L'incompétence de ce général et des sans-culottes ne tarde pas à devenir notoire pour certains représentants tels que Philippeaux et Merlin de Thionville. De leur côté, les sans-culottes se méfient de l'esprit peu révolutionnaire des Mayençais. Ainsi, Rossignol juge Kléber « Bon général, mais il sert la République comme il servirait un tyran. » Choudieu et Bourbotte étalent leurs préventions contre les Mayençais. Début décembre, Prieur de la Marne menace même de faire guillotiner Kléber. Bien que proche des sans-culottes, Carrier soutient néanmoins Marceau et Kléber et fait grand éloge des Mayençais.

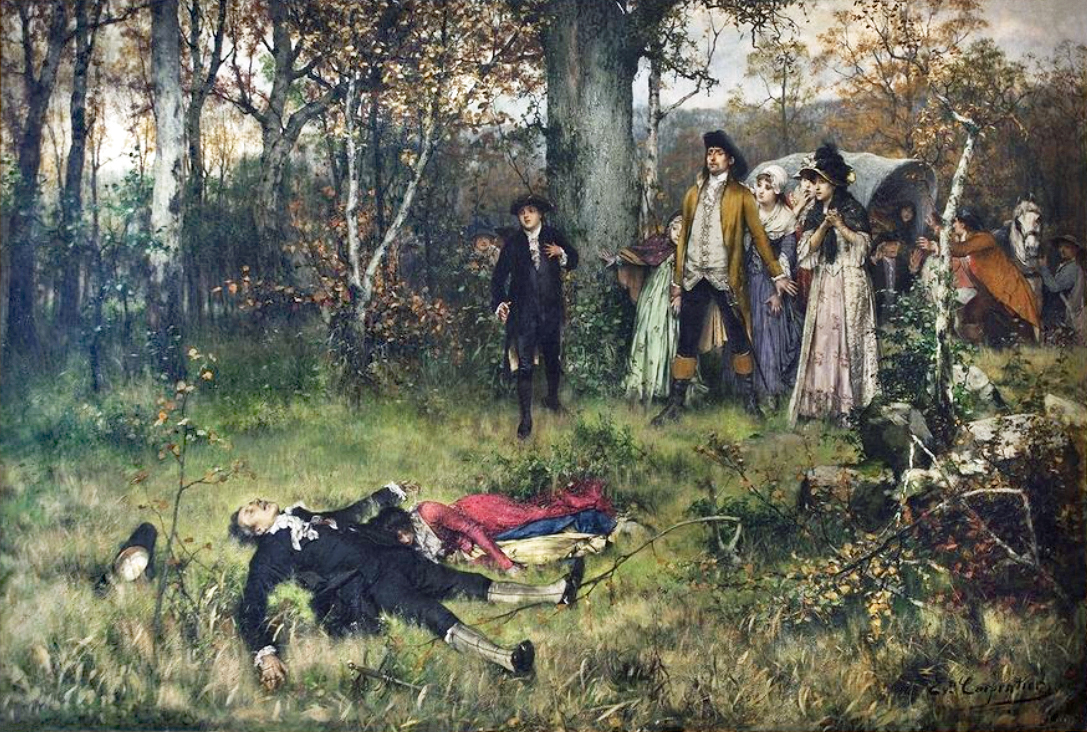
Du temps de la Terreur. Par Évariste Carpentier, huile sur toile, 1882. Collection privée.

Le renfort de l'armée de Mayence se révèle déterminant. Commandés de fait par Kléber, les Républicains remportent une victoire décisive à la bataille de Cholet le 16 octobre. Cependant, dix jours plus tard, lors de la poursuite des Vendéens engagés dans la virée de Galerne, le plan du général Léchelle pousse les Républicains au désastre lors de la bataille d'Entrammes. Mais le Comité de salut public en tient les Mayençais pour responsable et décrète que « l'Armée de l'Ouest sera purgée de tous les Mayençais. » L'armée de Mayence est dissoute et ses effectifs amalgamés à l'armée de l'Ouest à partir du 1er novembre. À cette même période, le Comité de salut public écrit aux représentants en mission de « se défier de Kléber et de Haxo comme de deux royalistes ». Rossignol est à nouveau nommé commandant en chef des forces combinées des armées de l'Ouest et des côtes de Brest, jusqu'à sa défaite à la bataille de Dol, après laquelle il offre sa démission. Mais celle-ci est refusée par Prieur de la Marne et les représentants en mission qui favorisent les généraux sans-culottes et c'est le général d'état-major Nouvion qui est destitué. « Quand même, déclare Prieur de la Marne aux généraux, Rossignol perdrait encore vingt batailles, quand il éprouverait encore vingt déroutes, il n'en serait pas moins l'enfant chéri de la Révolution ». De même, Tribout, malgré sa déroute à la bataille de Pontorson, n'est pas suspendu. Le 3 décembre arrive le courrier de destitution de Kléber et Haxo, signé du ministre de la guerre Bouchotte, mais Rossignol ne fait pas suivre l'ordre. Finalement, le 27 décembre, le Comité de salut public nomme le général Louis Marie Turreau à la tête de l'armée de l'Ouest. Cependant, ce dernier est alors loin du théâtre du combat et l'intérim est confié au général Marceau sur proposition de Kléber. Sous son commandement, l'armée vendéenne est écrasée à la fin du mois de décembre à la bataille du Mans, puis à la bataille de Savenay.

### Décrets de la Convention

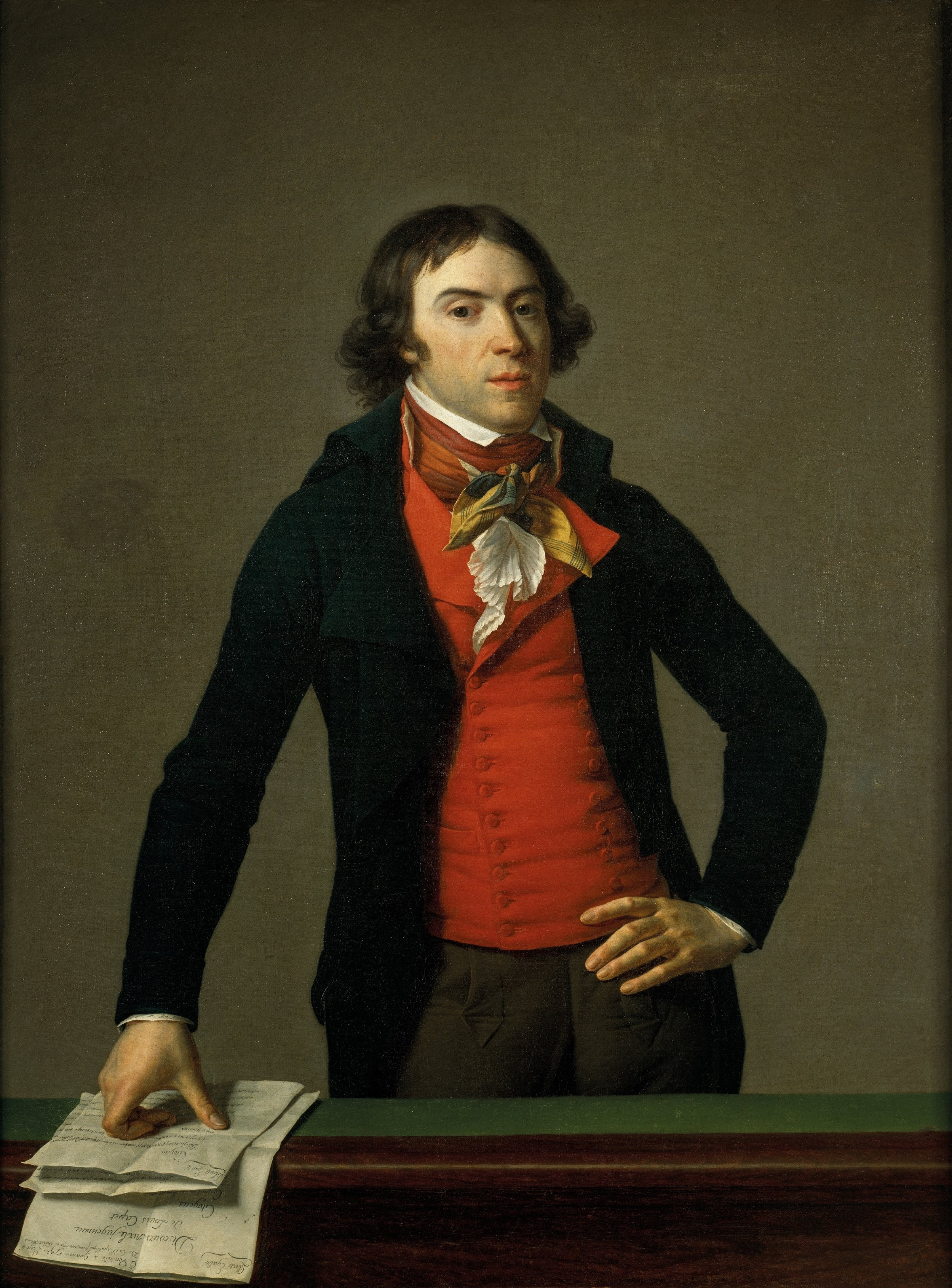
Bertrand Barère de Vieuzac, huile sur toile de Jean-Louis Laneuville, 1794, (Kunsthalle de Brême).

Dès le 19 mars 1793, soit quelques jours seulement après le début de l'insurrection vendéenne, la Convention nationale décrète la peine de mort pour tout insurgé pris les armes à la main ou porteur d'une cocarde blanche. Ceux-ci doivent être jugés par une commission militaire ou le tribunal criminel du département et la sentence exécutée dans les 24 heures. Le décret est modifié le 10 mai, sur l'initiative de Danton, de manière à ne viser désormais que les chefs rebelles. Néanmoins dans les mois qui suivent, plusieurs représentants en mission et commissions militaires continuent de prononcer des condamnations à mort au nom de la loi du 19 mars.
À Paris, les révolutionnaires sont rapidement excédés par les victoires vendéennes, qualifiées de « coups de poignards dans le dos ». Le 26 juillet 1793, devant la Convention nationale, Barère réclame la destruction de la Vendée et l'extermination des rebelles,. Le 1er août, la Convention nationale planifie la répression en prenant le décret relatif aux mesures à prendre contre les rebelles de Vendée ; la politique de la terre brûlée devra être appliquée en Vendée, la « race rebelle » des « brigands » sera exterminée, « Les forêts seront abattues, les repaires des rebelles seront détruits, les récoltes seront coupées […], pour être portées sur les derrières de l'armée, et les bestiaux seront saisis. Les femmes, les enfants et les vieillards seront conduits dans l'intérieur ; il sera pourvu à leur subsistance et à leur sécurité avec tous les égards dus à leur humanité »,.
Le 9 août 1793, toujours sur proposition de Barère, les soldats d'élite de l'armée de Mayence sont envoyés en Vendée. Ces derniers remportent une série de victoires et appliquent les ordres d'incendie et de destruction, avant d'être finalement repoussés à la bataille de Torfou. La Convention nationale adopte alors un second décret le 1er octobre, les troupes sont réorganisées et les généraux nobles sont destitués. Ce décret est accompagné d'une proclamation dans laquelle les conventionnels ordonnent aux « soldats de la liberté » d'exterminer les « brigands de la Vendée » avant la fin du mois d'octobre. Le 16 octobre, après la victoire républicaine de Cholet, les Vendéens, au nombre de 60 000 à 100 000, femmes et enfants inclus, traversent la Loire afin d'obtenir des secours des Britanniques, des Émigrés et des Chouans. C'est le début de la « Virée de Galerne ». L'armée de l'Ouest se lance alors à la poursuite des Vendéens et l'essentiel de la guerre se porte au nord de la Loire, dans le Maine et la Haute-Bretagne. De ce fait, l'application du plan d'incendie et d'extermination en Vendée est suspendue. Pour les Républicains, la priorité est de détruire l'armée vendéenne avant qu'elle soit en mesure de recevoir des secours de la part des Anglais, aussi le 1er novembre 1793 la Convention nationale décrète que « toute ville de la république qui recevra dans son sein des brigands, ou qui leur donnera des secours ou qui ne les aura pas repoussés » sera rasée. Ce décret ne sera cependant pas appliqué. De son côté, le Comité de salut public envoie ordres sur ordres réclamant « l'extermination des brigands » ayant traversé le fleuve.

### Massacres de la Virée de Galerne

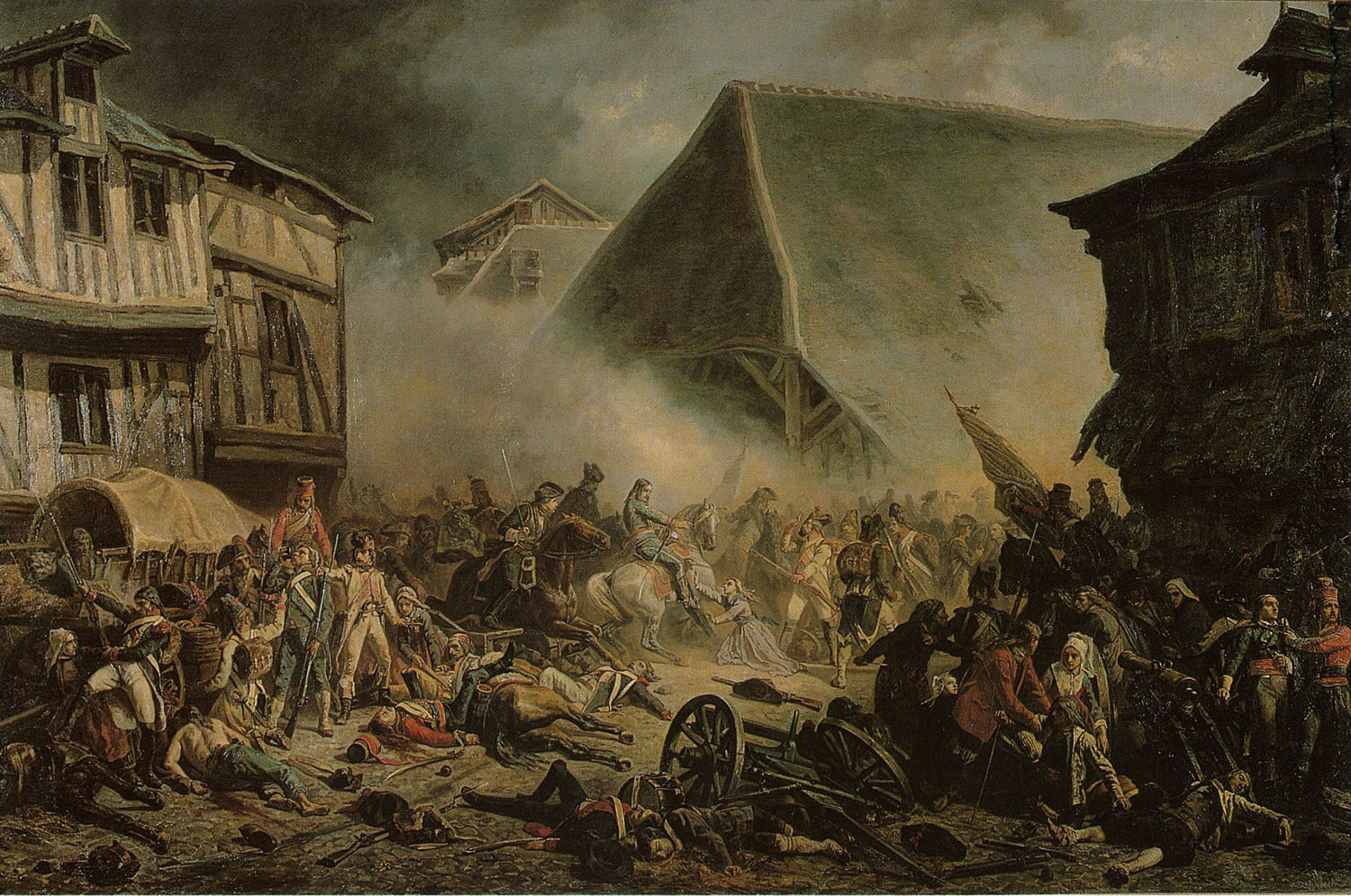
La bataille du Mans, huile sur toile de Jean Sorieul, 1852 (Musée de la Reine Bérengère, Le Mans).

Après la bataille de Cholet du 16 octobre 1793, les Vendéens, vaincus et acculés sur les bords de la Loire, se retrouvent forcés de traverser le fleuve. Les combattants, rejoints par une multitude de vieillards, de femmes et d'enfants fuyant les incendies et les dévastations des armées républicaines, pénètrent alors en Bretagne et dans le Maine où ils espèrent recevoir des secours des populations qui leur sont souvent favorables. Au total, ce sont 60 000 à 100 000 personnes selon les estimations, hommes femmes et enfants, qui franchissent le fleuve. Les Vendéens s'emparent de Laval, puis repoussent les Républicains lors de la bataille d'Entrammes. Espérant obtenir des secours des Britanniques et des Émigrés à Jersey, les officiers royalistes décident de prendre un port. Les Vendéens marchent alors vers les côtes de la Manche, prenant au passage les villes de Fougères, Dol-de-Bretagne et Avranches, ils attaquent le port de Granville le 14 novembre mais ils y sont repoussés après une journée de siège. Démoralisés et n'écoutant plus leurs chefs, les combattants font demi-tours, impatients de regagner la Vendée. L'exode prend alors une tournure particulièrement dramatique, la colonne vendéenne est décimée par le froid, la faim et surtout par le typhus, la dysenterie, le choléra et la gale,, elle laisse derrière elle de nombreux cadavres sur les routes et dans les villes, tandis que les malades et des blessés laissés en arrière sont systématiquement achevés par les Républicains lancés à leur poursuite. Ainsi dès le début de la Virée de Galerne, 400 blessés de la bataille de Cholet sont massacrés par les troupes de Westermann à Beaupréau. Quelques jours après, une trentaine de blessés abandonnés à Candé sont tués quand les patriotes reprennent la ville,. Puis après l'échec du siège de Granville, les Vendéens quittent la Normandie et laissent encore derrière eux de nombreux blessés et traînards. À Avranches, le 16 novembre la municipalité fait exécuter 55 à 60 Vendéens pris dans les hôpitaux, puis cinq jours plus tard, le représentant Laplanche fait fusiller plus de 800 prisonniers vendéens, la plupart malades ou blessés lors du massacre d'Avranches,. Le 18 novembre, les généraux Canuel et Amey reprennent Fougères, aussitôt les soldats torturent et massacrent 200 Vendéens dans les hôpitaux, dont de nombreuses femmes. De même à Mayenne, par peur des contagions, le représentant Letourneur fait fusiller 200 malades vendéens, touchés par la dysenterie. Le 10 décembre, en tête de la poursuite, le général Westermann tue et massacre 100 rebelles à La Flèche, puis fait égorger 600 autres traînards dans les villages des environs. Le lendemain, le général Kléber arrive dans cette même ville avec sa division et 300 malades et blessés sont encore massacrés.
À la suite de leur victoire à la bataille de Dol, les Vendéens peuvent regagner les bords de la Loire, mais ils ne parviennent pas à prendre Angers. Finalement des renforts républicains dégagent la ville et les Royalistes s'enfuient sur La Flèche avant de trouver un refuge temporaire au Mans. Le 13 décembre, les Républicains prennent la ville d'assaut et la bataille dégénère en massacre des blessés, des femmes et des enfants. Arrivé dans la ville en plein combat, le général en chef Marceau fait battre la générale pour rassembler les soldats et arrêter les tueries. Il sauve, provisoirement, des milliers de prisonniers alors que les fusillades et les viols se poursuivent devant la maison choisie par les représentants Prieur de la Marne, Turreau et Bourbotte qui laissent les tueries se poursuivre,. Une fois la ville prise, le général Westermann se lance à la poursuite des fuyards, tandis que ses soldats, aidés des paysans sarthois, continuent le carnage sur la route de Laval. Au moins 10 000 à 15 000 Vendéens sont tués tant par les combats que par les massacres alors que les Républicains ne déplorent que 30 à 100 tués. Les survivants fuient vers la Loire et le 16 décembre, ils sont à Ancenis. À Nort-sur-Erdre, Westermann massacre 300 à 400 traînards. Le général Westermann, commandant de la cavalerie et chef de l'avant-garde se distingue par chevauchées sanglantes et gagne le surnom du « boucher ». Le passage sur la Loire étant coupé par les chaloupes canonnières, les Vendéens se replient vers l'ouest mais ils sont rattrapés le 23 décembre à Savenay.
La Bataille de Savenay est un nouveau massacre, 4 000 à 7 000 Vendéens sont tués au combat ou fusillés. Le carnage se poursuit pendant plusieurs jours. Le 26 décembre, 500 à 600 Vendéens sont fusillés à la butte de Sem à Prinquiau. Dans les trois jours qui suivent la bataille, la commission Bignon fait fusiller 662 prisonniers pris les armes à la main tandis que les femmes et les enfants, au nombre de 1 679, sont envoyés dans les prisons de Nantes où ils disparaissent lors de la Terreur nantaise. Lors de ces trois mois de combats, plus de 5 000 soldats républicains ont été tués, 50 000 à 70 000 Vendéens et Chouans sont morts ; plus de 10 000 ont été faits prisonniers ; 4 000 seulement sont parvenus à regagner la Vendée militaire. Les autres trouvent des secours parmi les populations du nord de la Loire, certains combattants se joignent aux Chouans bretons et mainiaux.
Pendant la Virée de Galerne quelques combats se sont poursuivis en Vendée entre les forces républicaines du général Haxo et les troupes du chef vendéen Charette. Le 12 décembre Carrier écrit au général Haxo d'affamer les populations de la Vendée : « Il entre dans mes projets, et ce sont les ordres de la Convention nationale, d'enlever toutes les subsistances, les denrées, les fourrages, tout en un mot dans ce maudit pays, de livrer aux flammes tous les bâtiments, d'en exterminer les habitants ; car je vais incessamment t'en faire passer l'ordre. » Haxo, cependant, n'applique pas ces ordres de destruction.

### Représentants en mission et commissions militaires

#### La Terreur nantaise

##### Nantes fédéraliste

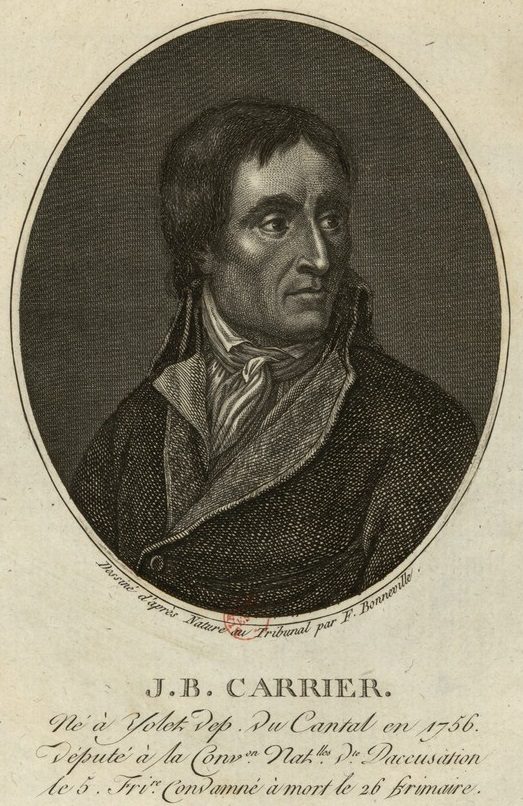
Jean-Baptiste Carrier,
estampe de François Bonneville, Paris, BnF, département des estampes, 1796.

La ville de Nantes compte le bilan le plus lourd de la Terreur en France. Dans le contexte de la guerre de Vendée, les premiers jugements de prisonniers détenus à Nantes sont rendus dès janvier 1793 par le tribunal criminel extraordinaire chargé également de statuer sur les crimes de droit commun. Divisé en deux sections, il prononce quelques condamnations à mort contre les insurgés, notamment quatre à Guérande par la première section. Plus active, la seconde section présidée par Gandon puis Phelippes-Tronjolly, juge plus de 800 personnes de mars à novembre 1793 ; 14 sont condamnées à mort, dont le chef rebelle Gaudin de La Bérillais, 46 à la déportation, 7 aux fers, 8 à la prison et 503 sont acquittés.
La population nantaise est cependant divisée entre le peuple, montagnard, et la bourgeoisie du négoce et du barreau girondine. En juin, la municipalité de Nantes et le département de la Loire-Inférieure, acquises aux Girondins, soutiennent l'insurrection fédéraliste, mais les révolutionnaires nantais restent unis et mobilisés contre les Vendéens de l'armée catholique et royale qui menacent Nantes. Cependant le maire de la ville, Baco de La Chapelle publie un arrêté par lequel la ville déclare s'opposer à la présence dans ses murs de tout représentant en mission, le texte est contresigné par le général Beysser, commandant de la place de Nantes, qui fait également libérer des suspects. En revanche, le général Canclaux, commandant en chef de l'armée des côtes de Brest et les représentants en mission Gillet et Merlin de Thionville se montrent hostile au mouvement fédéraliste. Le 29 juin, l'armée républicaine soutenue par des volontaires nantais repousse les Vendéens lors de la bataille de Nantes, mais en Normandie les troupes fédéralistes sont vaincues à la bataille de Brécourt.

##### Carrier à Nantes

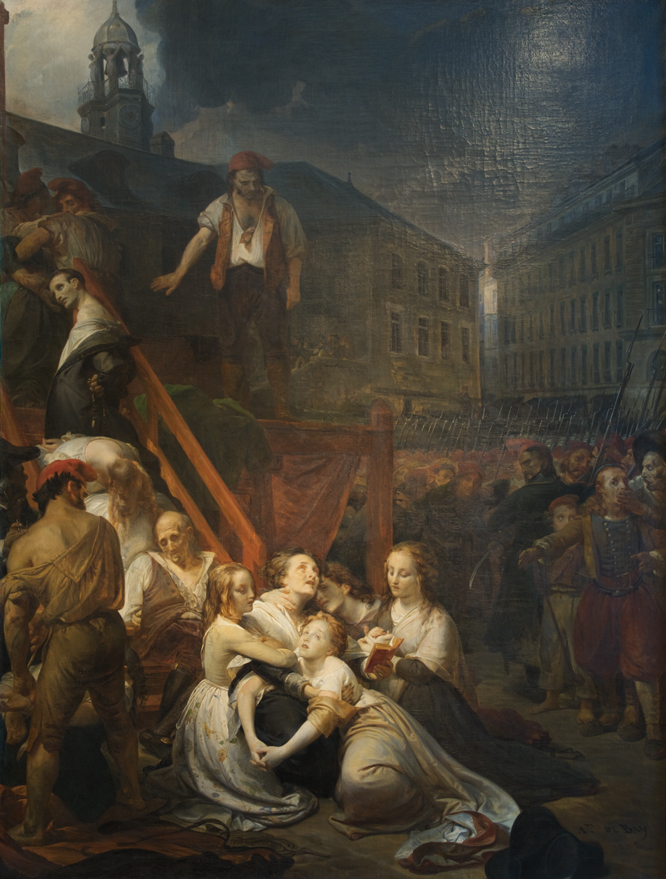
L'exécution des sœurs La Métairie, huile sur toile de Auguste-Hyacinthe Debay, 1838 (Château des ducs de Bretagne, Nantes).

Arrivés à Nantes, les représentants Philippeaux, Gillet et Ruelle destituent la municipalité en septembre, pour avoir soutenu l'insurrection fédéraliste. Ils instituent alors un nouveau Comité de surveillance, plus tard rebaptisé Comité révolutionnaire de Nantes, recruté parmi les Sans-culottes. Le 19 octobre, le représentant Carrier vient prendre la direction de la ville jusqu'au 4 février 1794. La solidarité née parmi la population de l'union contre la menace royaliste s'effrite devant le chômage qui frappe les classes populaires, également menacées par la disette. Malgré son rôle joué dans la bataille de Nantes, le général Beysser est destitué par les représentants, avant d'être décrété d'accusation par le Comité de salut public, de même que le représentant Coustard de Massi et plusieurs administrateurs nantais. Le maire Baco de La Chapelle accourt à Paris pour prendre leur défense devant la Convention, mais attaqué par Fayau et Legendre, il est à son tour arrêté. Baco est néanmoins relâché à la suite des sollicitations de la municipalité de Nantes, suivies d'une pétition signée notamment par Canclaux et Gillet, sa carrière politique à Nantes est néanmoins finie. Coustard est guillotiné le 6 novembre. Beysser, un temps rétabli dans son grade, est dénoncé par Carrier après sa défaite à la bataille de Montaigu, arrêté et guillotiné à Paris le 13 avril 1794,.
La répression contre les Vendéens prend davantage d'ampleur. La première commission militaire révolutionnaire de Nantes, la commission Pépin ou Lenoir, est établie le 30 octobre 1793 par les représentants en mission Carrier et Francastel pour juger les rebelles détenus dans les prisons de la ville. Elle fait également une expédition sur Paimbœuf au cours de laquelle, sur 162 personnes jugées, 103 sont condamnées à mort et fusillées ou guillotinées du 27 mars au 11 avril. Au total, du 5 novembre 1793 au 30 avril 1794, la commission juge 800 personnes et en condamne 230 à mort, dont le général vendéen La Cathelinière. 60 autres accusés sont condamnés aux fers et 46 à la prison, 167 sont renvoyés pour plus amples informations et 321 acquittés,.
En décembre 1793, la ville de Nantes, dirigée par le représentant Jean-Baptiste Carrier, voit arriver dans ses murs un afflux de prisonniers vendéens, capturés lors de la Virée de Galerne. Ces derniers, au nombre de 8 000 à 9 000, hommes, femmes et enfants, sont entassés dans la prison de l'Entrepôt des cafés. Les conditions sanitaires sont épouvantables, le médecin Pariset décrit les détenus comme des « spectres pâles, décharnés, couchés, abattus sur les planchers, ou s'y traînant en chancelant comme dans l'ivresse ou la peste. » Rapidement, une épidémie de typhus éclate dans les prisons de Nantes, elle tue 3 000 détenus,,,, dont 2 000 dans l'entrepôt, ainsi que des gardiens et des médecins et menace de s'étendre à la ville. Le représentant Carrier et les Sans-culottes nantais, recourent alors massivement aux fusillades et aux noyades pour vider l'entrepôt et les pontons. Après avoir jugé et fait fusiller les prisonniers vendéens pris lors des batailles du Mans et de Savenay, la commission Bignon est appelée à Nantes. Elle y tient ses séances presque chaque jour à la prison de l'Entrepôt des cafés du 29 décembre 1793 au 25 janvier 1794. Lors de cette période, elle condamne à mort 1 969 détenus et ne prononce que trois acquittements. Les condamnés sont fusillés dans les carrières de Gigant. La commission quitte ensuite l'entrepôt à cause du typhus. Les 2 et 3 avril, elle fait une expédition à La Montagne au cours de laquelle elle condamne à mort 209 habitants de Bouguenais, ces derniers sont fusillés lors du massacre du château d'Aux. À Nantes, du 27 janvier au 8 mai 1794, la commission prononce encore 53 condamnations à mort, 3 à la déportation et 27 acquittements. Au total, les fusillades de Nantes font 2 600 à 3 600 victimes au total.

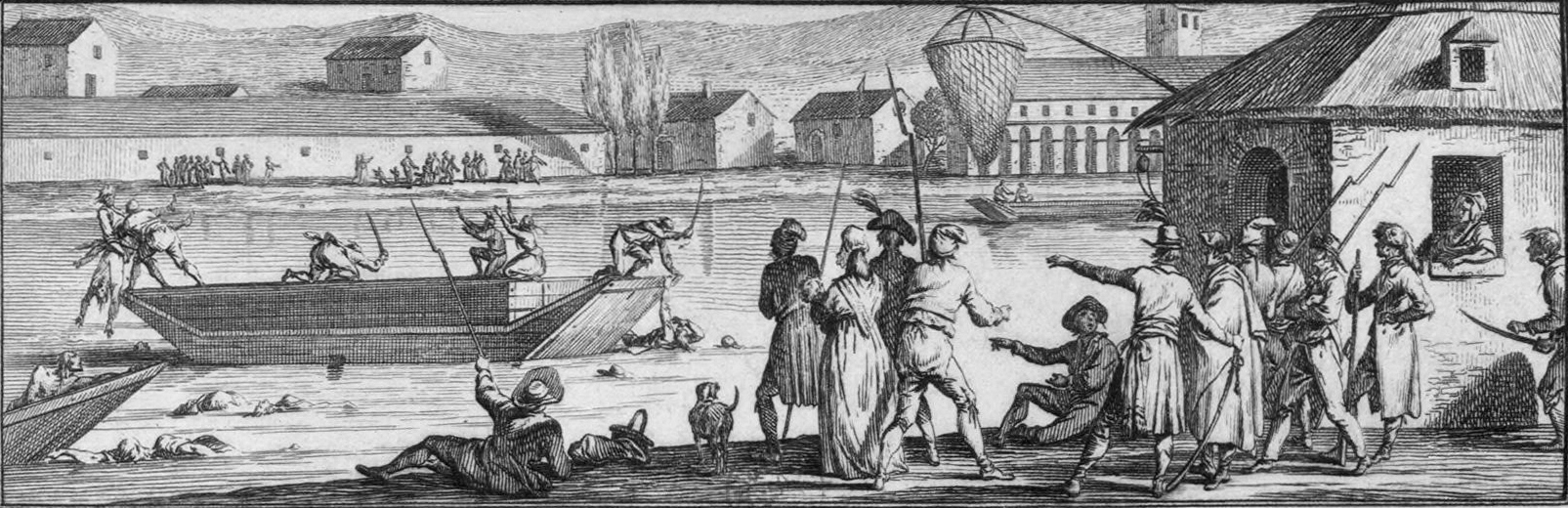
Les noyades de Nantes,
Paris, BnF, département des estampes, entre 1798 et 1817.

En plus des fusillades, des noyades de prisonniers sont effectuées sur l'ordre du représentant Carrier. Ces exécutions sont organisées par Lamberty, Fouquet, Grandmaison, Robin et les Sans-culottes de la compagnie Marat. Plusieurs noyades sont effectuées du 16 décembre 1793 au 27 février 1794, les prisonniers, hommes, femmes et enfants, souvent dépouillés, sont entassés sur de vieux navires qui sont coulés au milieu de la Loire avec leur chargement humain. Les premières victimes sont des prêtres réfractaires, puis des prisonniers du Bouffay, enfin en grande majorité les Vendéens détenus à l'Entrepôt des cafés et aux pontons. 1 800 à 4 860 personnes périssent au cours des noyades de Nantes,,.
144 personnes sont également guillotinées, place du Bouffay. En décembre, deux vagues d'exécutions effectuées sans jugement sur l'ordre de Carrier marquent particulièrement les esprits. Le 17, 24 paysans originaires pour la plupart de La Chapelle-Basse-Mer dont quatre enfants de 13 à 14 ans, sont exécutés. Le 19, 27 autres victimes suivent dont sept femmes âgées de 17 à 28 ans, parmi lesquelles figurent les trois sœurs La Métayrie.
Au total, sur les 12 000 à 13 000 prisonniers, hommes, femmes et enfants, que compte la ville, 8 000 à 11 000 périssent, dont la quasi-totalité des prisonniers de l'entrepôt. La grande majorité des victimes sont des Vendéens, on compte aussi des Chouans, des suspects nantais, généralement girondins ou fédéralistes, des prêtres réfractaires, des prostituées, des droits communs, ainsi que des prisonniers de guerre Anglais et Hollandais.
Les 2 et 5 janvier 1794, Marc-Antoine Jullien fils écrit à Robespierre et Barère, il dénonce les « actes tyranniques » de Carrier et réclame son départ mais ses lettres restent sans réponse. Jullien récidive le 3 février, dans deux courriers écrits à son père et à Robespierre. Carrier, lui-même demande son rappel et le 8 février, Barère lui répond qu'il peut venir reprendre sa place à la Convention nationale. Il est remplacé par Prieur de la Marne. À Nantes, les adversaires de Carrier se vengent alors sur Lamberty et Fouquet qui sont arrêtés. Malgré les protestations de l'ancien représentant en mission, les deux sans-culottes sont jugés par la commission Bignon, condamnés à mort et guillotinés le 16 avril. Le rôle joué par Robespierre dans le rappel de Carrier est controversé ; le 23 novembre 1794, devant la Convention le représentant en mission Joseph François Laignelot, Thermidorien, déclare : « Avant que Carrier fût dénoncé, j'allai voir Robespierre, qui était incommodé ; je lui peignis toutes les horreurs qui s'étaient commises à Nantes ; il me répondit : Carrier est un patriote ; il fallait cela dans Nantes ». À l'inverse, Charlotte Robespierre, écrit dans ses mémoires que plusieurs fois son frère « demanda, sans pouvoir l'obtenir, le rappel de Carrier que protégeait Billaud-Varenne ».

##### Répression en Loire-Inférieure
D'autres commissions militaires sont mises en place dans les villes de Loire-Inférieure. Du 31 mars au 26 avril 1793, la commission militaire d'Ancenis prononce 55 acquittements, 15 renvois environ devant le tribunal de Nantes et 24 condamnations à mort contre des paysans insurgés pris après le combat d'Ancenis. De mai à juin, une seconde commission est mise en place dans cette même ville, elle prononce 63 acquittements et aucune condamnation. En nivôse, la commission militaire de Châteaubriant fait fusiller 15 rebelles prisonniers. À Guérande, deux condamnations à mort en ventôse. Le 17 mars 1793, 3 insurgés sont exécutés à Paimbœuf après jugements du conseil militaire. Du 23 au 28 avril 1793, trois commissions militaires sont mises en place à Machecoul prise aux Vendéens par les Républicains du général Beysser, outre 6 acquittements et 8 renvois, 16 à 17 accusés sont condamnés à mort, dont René Souchu, principal responsable des massacres de Machecoul. En janvier, la commission de Legé mise en place par l'adjudant-général Carpentier, fait condamner à mort 64 prisonniers Vendéens, ceux-ci sont fusillés les 12 et 13 janvier 1794 lors du massacre de Legé. Les jugements rendus par la commission de Blain restent cependant inconnus.,
Le 27 février 1794, une noyade est ordonnée à la baie de Bourgneuf par l'adjudant-général Lefebvre et le commandant Foucault, 41 personnes : 2 hommes, dont un vieillard aveugle de 78 ans, 12 femmes, 12 filles, 10 enfants âgés 6 à 10 ans et 5 nourrissons sont embarqués à Paimbœuf sur un navire, conduits au large et précipités dans les flots,.

#### La Terreur angevine

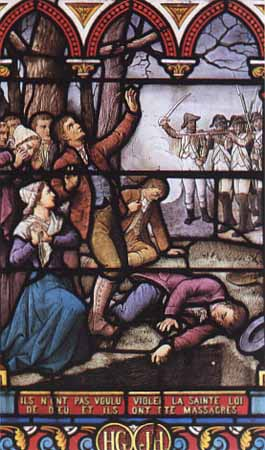
Fusillades d'Avrillé. Vitrail de l'église d'Avrillé par Jean Clamens, 1894.

En juillet 1793, les troupes républicaines reprennent la ville d'Angers, chef-lieu du département de Maine-et-Loire, abandonnée par l'armée catholique et royale. Arrivés avec l'armée, les représentants Bourbotte, Choudieu et Tallien remplacent aussitôt l'administration de la ville, dont une partie avait rallié les Vendéens, par un comité révolutionnaire. En 18 mois, ce comité fait arrêter et emprisonner au château d'Angers, 1 547 personnes, dont 203 femmes. 932 autres prisonniers sont également envoyés au château, sur ordre de diverses autres autorités révolutionnaires. Dès mars 1793, des commissions militaires sont mises en place pour juger les prisonniers. Elles supplantent rapidement le tribunal criminel du département qui avait prononcé un nombre de condamnations à mort assez modéré. La première instaurée est la commission Léger mais ses actions sont inconnues. Bien plus importante, la commission Parein-Félix est établie auprès de l'armée des côtes de La Rochelle dont le quartier-général se trouve à Angers, mais elle est également tenue de suivre l'armée dans ses opérations. Présidée par Pierre-Mathieu Parein du Mesnil, puis par Antoine Félix, la commission juge, du 23 juillet 1793 au 5 mai 1794, plus de 2 000 prisonniers et prononce 1 158 condamnation à mort.
À Angers même, 290 prisonniers sont fusillés ou guillotinés et 1 020 meurent en prison par les épidémies. Une tannerie de peau humaine est établie, 32 cadavres de Vendéens sont écorchés pour faire des culottes de cavalerie. La majorité des exécutions ordonnées par la commission Parein-Félix ont lieu à Avrillé. Les fusillades d'Avrillé, au nombre de neuf, du 12 janvier 1794 au 16 avril 1794, font 900 à 3 000 morts, les estimations les plus probables vont de 1 200 à 1 994.
Les jugements ont lieu principalement à Angers mais la commission Parein-Félix effectue également des déplacements à Saumur, Chinon, Doué, Les Ponts-de-Cé et Laval. La plupart des condamnés sont fusillés, la guillotine étant réservée aux nobles, aux religieux et aux fonctionnaires. Ainsi, sur ordre de la commission, 124 prisonniers vendéens sont fusillés à Juigné-sur-Loire le 2 décembre 1793. À Doué-la-Fontaine, du 6 au 12 décembre, 11 personnes sont guillotinées, et 200 fusillées contre 15 acquittements. Du 13 au 25 décembre, 29 prisonniers sont guillotinés à Saumur, 403 sont fusillés, 19 acquittés. De retour à Angers, la commission tient 109 séances du 31 décembre 1793 au 3 mai 1794. Pendant cette période, 143 personnes sont guillotinées et 199 fusillées, 97 religieuses sont déportées, 8 personnes sont condamnées à la prison, 2 aux fers, 400 sont acquittées, dont 128 soldats républicains, jugés le 8 mars pour fuite devant l'ennemi. Parallèlement, le Comité révolutionnaire d’Angers met en place des commissaires recenseurs. Ces derniers opèrent 43 recensements dans les sept prisons de la ville : à chaque visite et après un bref interrogatoire, les noms des détenus recensés sont accolés d’une lettre ; G pour guillotiner et F pour fusiller. 400 hommes et 360 femmes et filles sont ainsi condamnés à mort sans jugement par les commissaires recenseurs. Quelques prisonniers bénéficient cependant d’acquittements.
Aux Ponts-de-Cé, les représentants en mission Nicolas Hentz et Adrien Francastel font exécuter sans jugement 1 500 à 1 600 prisonniers, de fin novembre 1793 à la mi-janvier 1794, lors de 12 fusillades. Quelques exécutions par noyades font entre 12 et plusieurs dizaines de victimes. À Saumur, 1 700 à 1 800 personnes sont emprisonnées, 950 sont exécutés par les fusillades ou la guillotine, 500 à 600 périssent en prison ou meurent d'épuisement. À Doué-la-Fontaine, du 30 novembre 1793 au 22 janvier 1794, 1 200 personnes sont emprisonnées, 350 à 370 sont exécutées et 184 meurent en prison. De plus, 800 femmes sont emprisonnées à Montreuil-Bellay où 200 d'entre elles meurent de maladie, 300 sont transférées à Blois ou Chartres, où elles disparaissent pour la plupart. Près de 600 à 700 vendéens capturés lors de la Virée de Galerne sont évacués vers Bourges, où seule une centaine d'entre eux survivent. À Saint-Florent-le-Vieil, la garnison de la ville, commandée par le général Maximin Legros, effectue des rafles dans la population des environs, de décembre à mars, environ 2 000 hommes, femmes et enfants sont enfermés dans l'abbaye de Saint-Florent-le-Vieil avant d'être mis à mort lors des fusillades du Marillais,. Environ 1 500 à 1 800 prisonniers sont encore passés par les armes, à Sainte-Gemmes-sur-Loire, au cours de quatre fusillades entre le 27 décembre 1793 et le 12 janvier 1794.
Au total, en Maine-et-Loire, 11 000 à 15 000 prisonniers vendéens ou contre-révolutionnaires du nord de la Loire, hommes, femmes et enfants, sont emprisonnés, parmi ceux-ci 6 500 à 7 000 sont fusillés ou guillotinés et 2 000 à 2 200 meurent dans les prisons.

#### La terreur en Mayenne
En Mayenne, les représentants Bourbotte et Bissy instaurent le 23 décembre 1793, un tribunal baptisé Commission militaire révolutionnaire du département de la Mayenne qui fait « promener la guillotine » à travers les villes du département. En dix mois la commission juge 1 325 personnes parmi lesquelles 454 sont exécutées. Influencée par l’annonce du 9 thermidor, la commission modère ses sentences à partir d’août en prononçant une majorité d’acquittements. Finalement, 243 hommes et 82 femmes sont exécutés à Laval, et 116 hommes et 21 femmes dans les autres villes du département ; Mayenne, Ernée, Lassay-les-Châteaux, Craon et Château-Gontier,,.
En outre, deux commissions révolutionnaires d'Angers font un bref passage en Mayenne. Ainsi à Laval, du 18 au 21 novembre, la commission Félix condamne 12 personnes à mort, puis la commission Proust, du 22 au 29 décembre, prononce 28 condamnations à la peine capitale,.
François Delauney indique que : La consternation et la stupeur ont été si profondes à Laval pendant les mois de nivôse, pluviôse et ventôse, qu'il fut fait peu ou point d'affaires ; parce que le commerce était paralysé, que les citoyens les plus purs n'osaient sortir de chez eux. Ils ne se couchaient qu'avec la crainte d'être enlevés pendant la nuit. On disait publiquement qu'il fallait anéantir le commerce et imiter Carrier à Nantes.

#### Répressions au Nord de la Loire

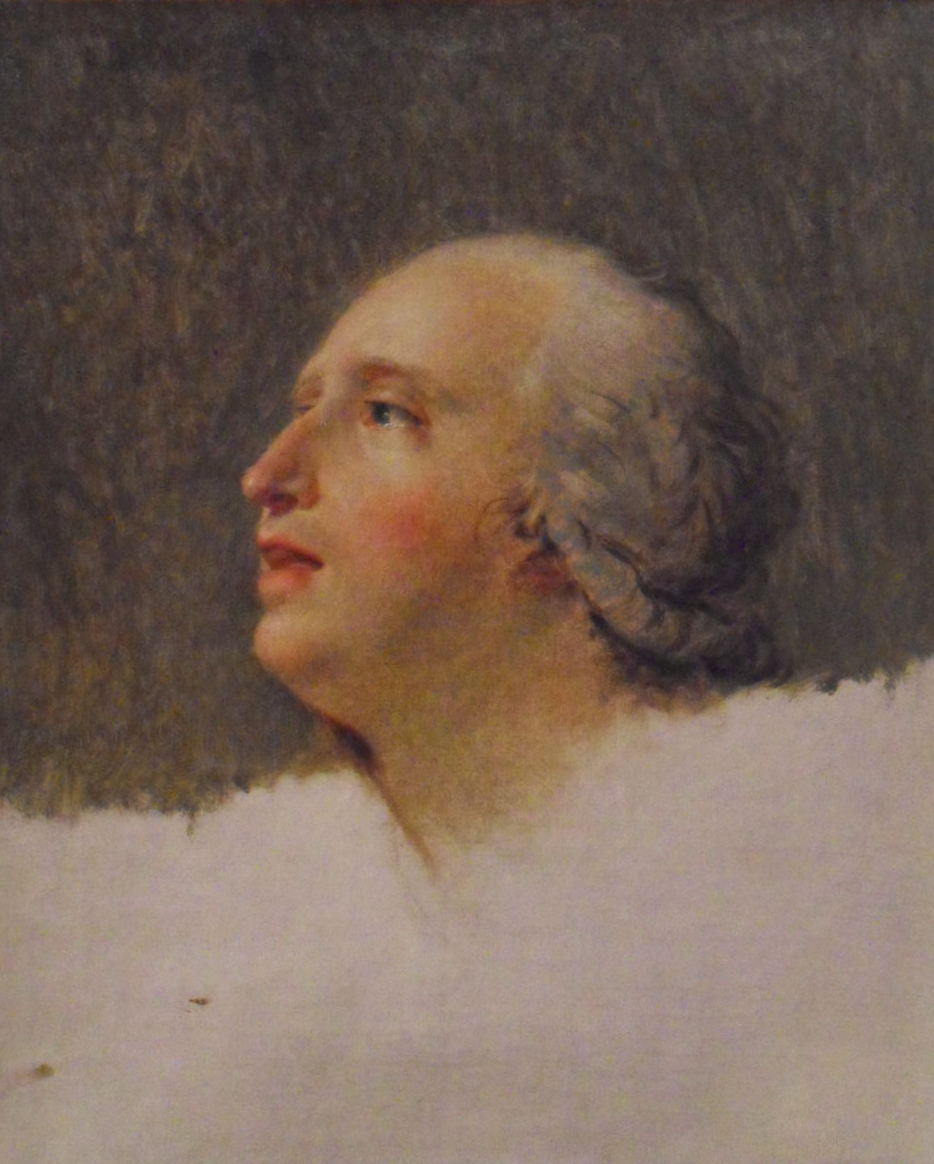
Portrait de Prieur de la Marne, huile sur toile de Jacques-Louis David, 1794. (Musée des beaux-arts et d'archéologie de Besançon).

Au nord de la Loire, après la Virée de Galerne, les représentants en mission établissent des commissions militaires pour juger les prisonniers vendéens et chouans. Dans la Manche, une commission militaire est établie par le représentant Le Carpentier aussitôt après le siège de Granville. Du 19 novembre 1793 au 11 mai 1794, au moins 43 condamnations à mort sont prononcées à Granville, il y en eut peut-être davantage. À Coutances, le tribunal criminel de la Manche prononce 13 condamnations à mort de mai 1792 à juillet 1794 ; essentiellement des Chouans ou des déserteurs, ainsi qu'un fabricant de faux assignats et un prêtre réfractaire. Le 6 juillet, Le Carpentier fait envoyer sur Paris 24 détenus accusés de fédéralisme et d'aristocratie. Ces derniers sont jugés par le tribunal révolutionnaire et 20 d'entre eux sont condamnés à mort et guillotinés. Le tribunal militaire de Cherbourg ne prononce qu'une seule condamnation à mort, le 11 juillet 1794, contre un religieux. À Alençon, dans l'Orne, dirigé par le représentant Le Tourneur, puis par Garnier de Saintes, le tribunal criminel prononce 189 condamnations à mort, dont 172 contre des prisonniers vendéens, dans les jours qui suivent le siège de Granville et la bataille du Mans.
Dans la Sarthe, une première commission militaire est établie au Mans, mais elle ne siège qu'un jour en condamnant à mort un prêtre réfractaire le 8 mai. De septembre à décembre, la première commission de Sablé-sur-Sarthe, créée par le représentant Didier Thirion, gagne Le Mans et condamne à mort 23 Vendéens et Chouans, dont 7 femmes, tandis que les enfants âgés de 8 à 15 ans sont soumis à la détention jusqu'à la paix. En même temps, est mis en place le tribunal criminel de la Sarthe qui, de septembre à décembre, ne condamne à mort qu'un autre prêtre à Sablé-sur-Sarthe. Le tribunal s'enfuit du Mans en décembre, à la suite de l'approche de l'armée vendéenne, il y revient après la bataille du Mans, accompagné du représentant Garnier de Saintes. Dans un arrêté, le représentant simplifie les formalités judiciaires pour juger les prisonniers vendéens, « les condamnés à mort seront fusillés ». Le tribunal tient ses séances du 7 au 16 janvier 1794, 135 accusés sur 148 sont condamnés à mort, les prisonniers âgés de 15 ans sont graciés. Protégées par la municipalité, les femmes évitent le jugement, néanmoins plusieurs périssent du typhus dans les prisons. Par la suite, les séances se font plus rares : du 17 janvier au 28 mai, le tribunal prononce 12 condamnations à mort, 3 déportations et 14 acquittements. En prenant en compte les jugements des commissions Bignon, de Sablé et d'Angers, dite Proust, cette dernière ne prononçant cependant que des acquittements, 185 personnes sont exécutées au Mans, sans compter cependant les massacres commis après la bataille du 13 décembre.
À Sablé-sur-Sarthe, une deuxième commission fait exécuter 32 prisonniers vendéens en janvier 1794. Puis 16 ou 17 autres prisonniers sont jugés du 1er au 4 janvier par la commission Proust, 10 sont condamnés à mort. À la suite d'une révolte dans la commune de Brûlon, 450 personnes sont encore emprisonnées dans la ville sans être jugées ou condamnées.
En Ille-et-Vilaine, la commission militaire Brutus Magnier est mise en place à Antrain le 21 novembre, par les représentants Prieur de la Marne, Turreau et Bourbotte, elle est chargée de juger d'abord les soldats accusés de pillages, indiscipline ou actes de lâcheté, puis les prisonniers vendéens et chouans. Après Antrain, la commission siège à Saint-Aubin-du-Cormier, Fougères, et Rennes. Du 21 novembre 1793 au 5 juin 1794, la commission Brutus Magnier tient 253 séances, juge 744 personnes (dont 258 militaires) et prononce 267 ou 268 condamnations à mort, dont 19 femmes. Sur l'ensemble des militaires, 169 sont acquittés, 2 condamnés à mort, 41 aux fers, 46 à la prison,.
La commission Vaugeois, mise place par le représentant Pocholle le 9 novembre 1793, siège initialement à Rennes où elle prononce 56 condamnations à mort, 17 peines de fers, 20 peines de prison et 37 acquittements. Elle se porte ensuite à Vitré, du 25 janvier au 8 juillet 1794 et, pendant ces sept mois, elle rend 28 condamnations à mort, 16 aux fers, 11 à la détention, contre 354 acquittements. Elle condamne notamment à mort le prince de Talmont, général de la cavalerie vendéenne, qui est guillotiné à Laval. À Saint-Malo, la commission militaire de Port-Malo ou commission O'Brien est instaurée par Prieur de la Marne, Turreau et Bourbotte le 17 novembre 1793, bien qu'elle soit par la suite remaniée par Bernard Tréhouart puis Le Carpentier. Du 2 décembre 1793 au 1er mai 1794, elle condamne surtout à mort des Vendéens capturés après la bataille de Dol. Le nombre des condamnés n'est pas connu avec certitude, 88 ont été identifiés par Prudhomme, tandis que le représentant Laplanche écrit le 31 décembre que « les commissions militaires et révolutionnaire de cette commune ont délivré la République de plus de 200 rebelles ». En outre, Le Carpentier fait conduire à Paris, 27 prisonniers malouins, dont 12 femmes, accusés de fédéralisme, tous sont guillotinés le 20 juin 1794.
À Rennes, le tribunal criminel condamne à mort 76 hommes et 11 femmes, 80 personnes reçoivent des peines modérées, et 331 sont acquittées. Parmi les condamnés, on compte 33 hommes et 2 femmes, insurgés contre la levée en masse lors des révoltes paysannes de mars 1793, 17 émigrés, 23 prêtres réfractaires ainsi que 9 femmes exécutées pour avoir caché des prêtres, et 1 homme, pour conspiration. Au total 500 à 700 personnes sont exécutées dans le département d'Ille-et-Vilaine, dont 307 à Rennes de mars 1793 à juillet 1794 et 44 à Fougères. Sans compter les nombreux prisonniers morts du typhus ou de leurs blessures dans les prisons.

#### Au sud de la Vendée militaire

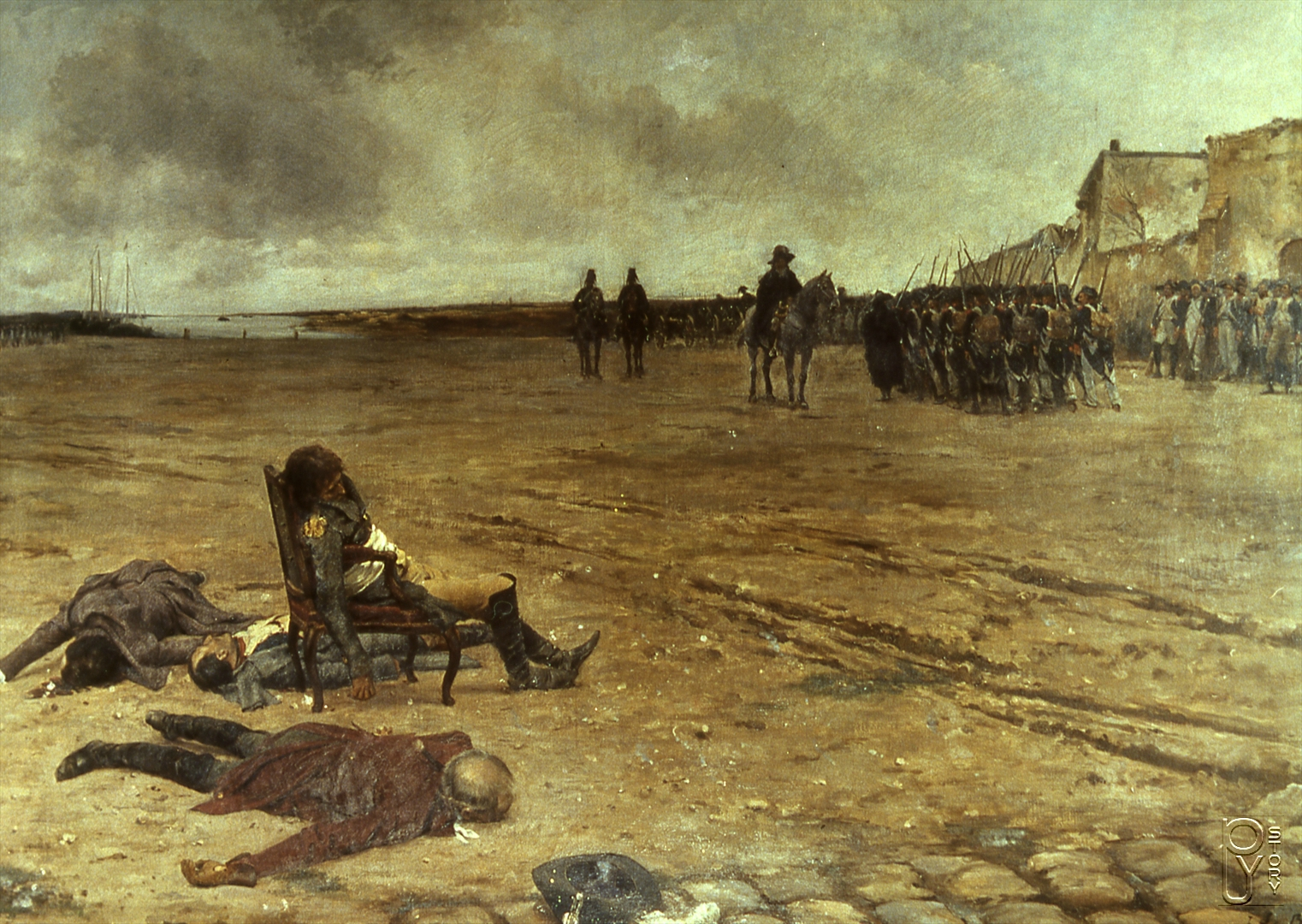
Mort du général D'Elbée, huile sur toile de Julien Le Blant, 1878 (musée du Château, Noirmoutier-en-l'Île).

Le 2 janvier 1794, l'armée républicaine attaque l'île de Noirmoutier : après plusieurs heures de combats les défenseurs capitulent pour obtenir la vie sauve. La promesse est accordée par le général Haxo, mais les représentants en mission Prieur de la Marne, Turreau et Bourbotte arrivés sur place, passent outre et instaurent une commission militaire pour « faire une prompte justice de tous ces traîtres. » La commission, dite commission Collinet, après une instruction sommaire, fait fusiller les 1 500 prisonniers Vendéens ainsi que quelques civils les 5 et 6 janvier. Parmi les victimes figure le général Maurice Gigost d'Elbée, qui blessé, est exécuté dans son fauteuil. Le 4 mai 1794, à la suite de deux arrêtés de Prieur de la Marne et de Francastel et Hentz, la commission Collinet est reformée à Noirmoutier. Du 5 mai au 14 juin 1794, elle prononce 28 condamnations à mort et un nombre important d'acquittements. À la suite d'un arrêté des représentants Bourbotte et Bô, la commission est renouvelée par des membres de la commission Félix d'Angers, celle-ci prononce 25 condamnations à mort, 18 à la déportation et 600 acquittements, du 17 juin au 14 août 1794. Au cours de l'année 1794, 1 300 personnes sont emprisonnées dans l'Île de Noirmoutier, plusieurs prisonniers y meurent en captivité ou sont fusillés, au nombre de 128 officiellement, peut-être 400 victimes en réalité.
Du 2 avril au 30 mai 1793, la commission militaire formée aux Sables d'Olonne prononce 73 condamnations à mort. Un temps abandonné, elle est reformée en octobre pour juger des prisonniers vendéens. Finalement, du 2 avril 1793 au 13 avril 1794 : 479 détenus sont jugés dont 127 sont condamnés à mort, 6 à la déportation, 20 aux fers, 12 à la détention provisoire, 124 sont renvoyés au tribunal criminel, et 189 sont remis en liberté. Une vingtaine de condamnés sont guillotinés, les autres sont fusillés. 105 prisonniers périssent également dans les prisons de la ville.

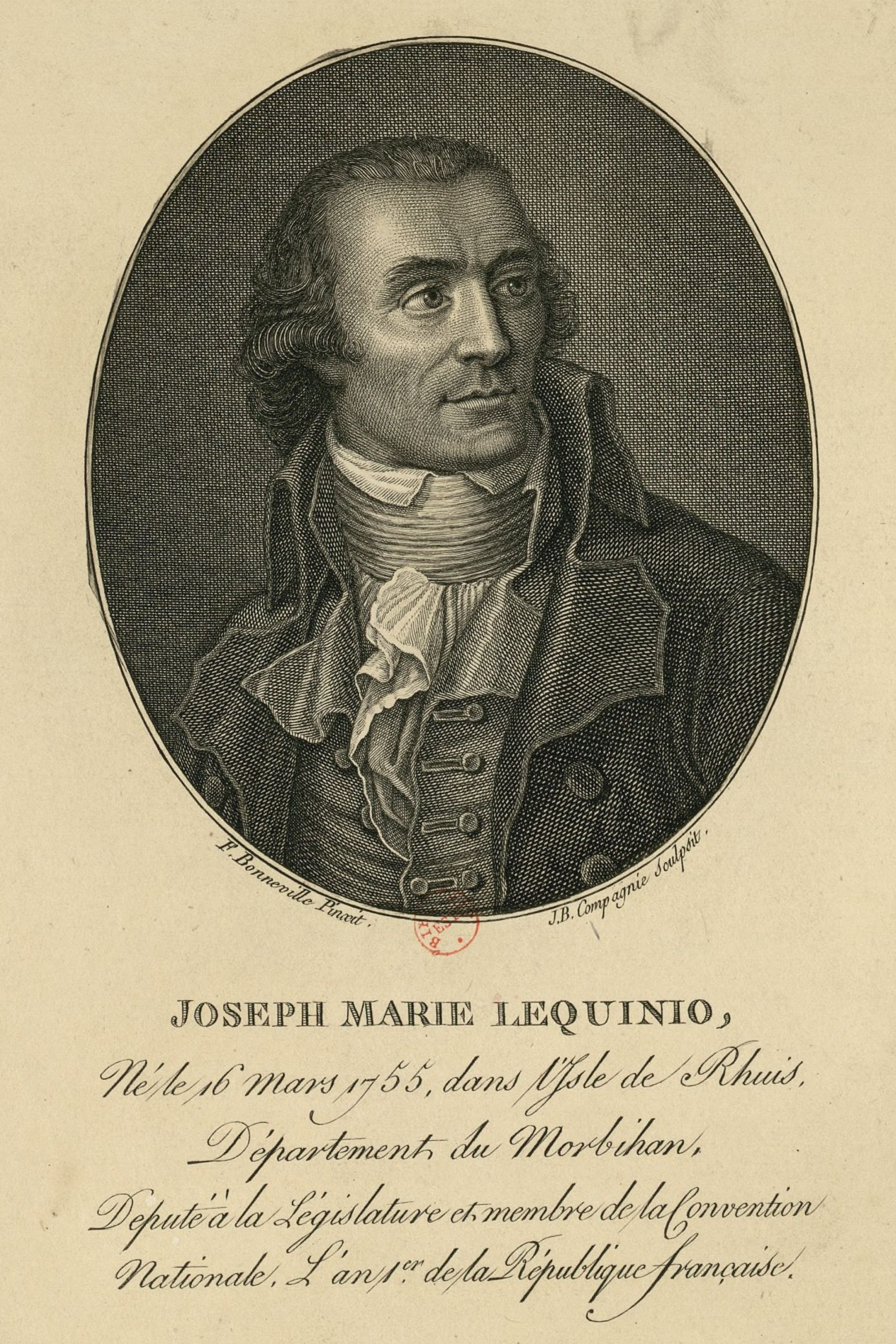
Joseph Lequinio.

À Fontenay-le-Comte, la répression est d'abord assurée par le tribunal criminel qui, du 29 septembre 1793 au 24 avril 1794, prononce 47 condamnations à mort, en quasi-totalité des Vendéens. Le représentant en mission, Joseph Lequinio, arrive dans la ville le 10 décembre 1793 et, dès le lendemain, est confronté à une mutinerie des 400 à 500 détenus des prisons. Lequinio met fin aux troubles en abattant lui-même d'un coup de pistolet l'un des prisonniers, deux autres sont tués la même journée. Aussitôt, le 11 décembre, le représentant en mission fait former une commission militaire qui, du 12 décembre 1793 au 31 mars 1794, juge 332 prisonniers et en condamne à mort 192, qui sont fusillés dans les vingt-quatre heures,. Cependant, le 9 avril 1794, le comité de surveillance de Fontenay-le-Comte fait arrêter le général de brigade Jean-Baptiste Huché, l'un des commandants des colonnes infernales. Le 11 avril, la commission militaire, alors présidée par l'adjudant-général Cortez, condamne à mort le capitaine Vincent Goy-Martinière, aide de camp de Huché, pour viol, massacre et incendie dans « un pays resté fidèle à la République. » Goy-Martinière est fusillé, tandis que Huché est conduit à Rochefort. Aussitôt, les représentants Hentz et Francastel accourent à Fontenay le 15 avril, ils révoquent la commission militaire, font arrêter des suspects relâchés par le représentant Laignelot et destituent l'adjudant-général Cortez ainsi que le maire de ville. Jugé à Rochefort, Jean-Baptiste Huché est acquitté. Défendu par Robespierre, il est renvoyé à son poste promu au grade de général de division malgré l'opposition de Carnot,. Au total, plus de 230 personnes ont été exécutées à Fontenay-le-Comte, du 1er janvier 1793 au 27 juillet 1794, un nombre important de détenus périssant également dans les prisons, des suites de maladies. En outre, le 25 avril 1794, à la suite d'un décret signé de Robespierre et Billaud-Varenne, 27 suspects de Challans - dont 20 femmes - sont envoyés à Paris, jugés par le tribunal révolutionnaire le 24 ou le 25 juin, et 25 d'entre eux sont condamnés à mort et guillotinés. Arrivés en août 1794 à Fontenay, les représentants Dornier, Auger et Guyardin font remettre en liberté les 400 détenus alors enfermés dans les prisons de la ville,.
Dans les Deux-Sèvres, le tribunal criminel de Niort se montre indépendant et relativement modéré, il dénonce notamment les exécutions sommaires commises par l'armée dans les campagnes. À Niort, 500 à 1 000 personnes sont emprisonnées, 107 à 200 sont jugées et 70 à 80 sont fusillées ou guillotinées,, majoritairement des rebelles vendéens ainsi que sept femmes et trois prêtres. Dix autres accusés sont condamnés à de la détention jusqu'à la paix, quatre aux fers, quatre à la déportation, les autres sont acquittés, 200 prisonniers cependant meurent de maladie dans les prisons.
Dans la Charente-Maritime, le représentant Joseph Lequinio établit, le 23 septembre 1793, une commission révolutionnaire à La Rochelle pour juger les 750 à 800 prisonniers vendéens enfermés dans les prisons de la ville. Selon les ordres du représentant en mission, la peine de mort n'étant appliquée qu'aux prêtres, aux bourgeois, aux nobles, aux maltôtiers, aux déserteurs et aux contrebandiers, 60 sont guillotinés. Les paysans et les ouvriers sont, de leur côté, condamnés aux travaux à la chaîne mais 510 meurent des épidémies. À Rochefort, les représentants Lequinio et Laignelot instaurent en octobre un tribunal révolutionnaire pour juger les équipages de L'Apollon, du Généreux et du Pluvier, impliqués dans l'insurrection de Toulon. Le 28 novembre, le verdict est rendu pour les accusés des deux premiers navires : sur 34, dix sont guillotinés, deux déportés, huit emprisonnés et 14 acquittés. Le 14 février, sept membres de l'équipage du Pluvier sont condamnés à mort, le six autres sont acquittés. D'autres exécutions suivent, telles celle de Gustave Dechézeaux, le 17 janvier 1794, puis celle du contre-amiral à la retraite, Nicolas Henri de Grimouard, le 7 février. Finalement, 52 personnes sont guillotinées à Rochefort, dont 19 officiers de marine.

#### En Basse-Bretagne

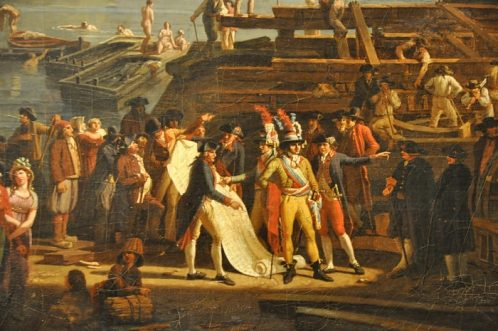
Vue de l'intérieur du port de Brest prise de l'ancienne cale de l'intendance (détail), huile sur toile de Jean-François Hue, 1795 (musée national de la Marine, Paris).

Dans les Côtes-du-Nord, une première commission militaire est instaurée à Lamballe où elle condamne à mort, le 2 avril 1793, 7 paysans pris les armes à la main après le combat de Lamballe. Le tribunal criminel des Côtes-du-Nord, siège à Saint-Brieuc, avec un passage à Lannion en avril, il prononce, du 19 avril au 16 juillet 1793, 25 condamnations à mort dont 15 pour attroupement armé, 3 pour émigration, 3 pour propos contre-révolutionnaires, 3 contre des prêtres réfractaires et 1 contre la femme Taupin, épouse du futur chef chouan Pierre Taupin, jugée à Lannion et exécutée à Tréguier pour avoir caché chez elle deux prêtres réfractaires. À Dinan, le 16 novembre 1793, 14 Vendéens, dont 3 femmes et 2 enfants, pris dans les environs de Dol-de-Bretagne, sont fusillés par une commission militaire en présence du représentant Prieur de la Marne.
Au Finistère, à mi-septembre, les représentants Tréhouart et Bréard sont envoyés à Brest, dont l'administration a mené l'insurrection fédéraliste en Bretagne. Les représentants procèdent à plusieurs arrestations d'administrateurs, de paysans rebelles de Léon, de prêtres réfractaires et de parents ou amis d'émigrés. En octobre, arrivent les membres du Comité de salut public, Prieur de la Marne et Jeanbon Saint André, ce dernier s'active notamment à réorganiser la flotte militaire du port. La Société des Amis de la Liberté et de l'Égalité est remplacée par une société populaire de sans-culottes sur arrêté de Bréard et Jeanbon Saint-André. La municipalité puis le district sont épurés. Le 8 janvier, trois compagnies de canonniers de l'armée révolutionnaire de Paris entrent dans la ville. Disposant ainsi d'un soutien militaire, les représentants Jeanbon Saint-André et Bréard créent un Comité de surveillance et un tribunal révolutionnaire le 5 février 1794. 975 personnes sont enfermées dans les prisons de Brest, parmi lesquels, 345 nobles, dont 239 femmes, 117 prêtres et religieux, 206 religieuses, 111 lingères, couturières ou domestiques, 56 cultivateurs, 46 artisans ou ouvriers, 17 marchands et 3 hommes de professions libérales. Du 9 février au 11 août 1794, le tribunal juge 180 accusés, prononce 71 condamnations à mort (dont 32 fédéralistes, 12 prêtres réfractaires, 8 parents d'émigrés), 70 acquittements et 28 peines de déportations, de fers ou de réclusion. Le procès le plus important est celui des 30 administrateurs du Finistère, parmi ces derniers, 4 sont acquittés les 26 autres sont condamnés à mort et guillotinés, dont l'évêque constitutionnel Expilly de La Poipe. Dans le même département, la ville de Quimper dispose également d'un tribunal criminel, mais malgré la présence de nombreux prisonniers, il ne prononce que trois ou six condamnations à mort.
Dans le Morbihan, les premiers jugements sont rendus contre les paysans insurgés en mars 1793 contre la levée en masse. De mars à août 1793, le tribunal criminel instruit plusieurs procès à Vannes, Auray et La Roche-Bernard. Il fait preuve d'une certaine indulgence, la plupart des accusés sont acquittés, seuls 7, généralement impliqués dans des assassinats, sont exécutés. Fin octobre Prieur de la Marne, accompagné de Marc-Antoine Jullien fils vient prendre la direction de la ville de Vannes et met en place un comité et un tribunal révolutionnaire. Le 22 octobre, Prieur est rejoint par une armée de 3 000 hommes afin de soumettre la ville, fédéraliste, et les campagnes, acquises aux Chouans. La ville est mise en état de siège et 200 suspects y sont incarcérés. Du 8 novembre 1793 au 3 août 1794, le tribunal révolutionnaire tient ses séances à Vannes mais se déplace également à trois reprises à Lorient et une fois à Auray et Josselin. Pendant cette période, il prononce 30 condamnations à mort, dont 10 contre des prêtres réfractaires, et 11 déportations à vie, contre 3 acquittements. En outre, dans les campagnes, l'armée commet un certain nombre d'exécutions sommaires contre les insurgés. Ainsi, le 22 novembre, 10 Chouans sont fusillés à Le Gorvello. Le 1er décembre 1793, à la suite du combat de Coëtbihan contre les Chouans, Le Batteux, envoyé par Carrier, fait piller le bourg de Noyal-Muzillac et fusiller huit habitants. À la suite de ces exactions, Le Batteux est arrêté sur ordre de Tréhouart et Jullien, avant d'être relâché à la suite de l'intervention de Carrier. Puis, en mars 1794, à la suite du combat de Mangolérian, 20 paysans sont fusillés à Plaudren, Grand-Champ, Saint-Jean-Brévelay et Bignan.

### Colonnes infernales en Vendée

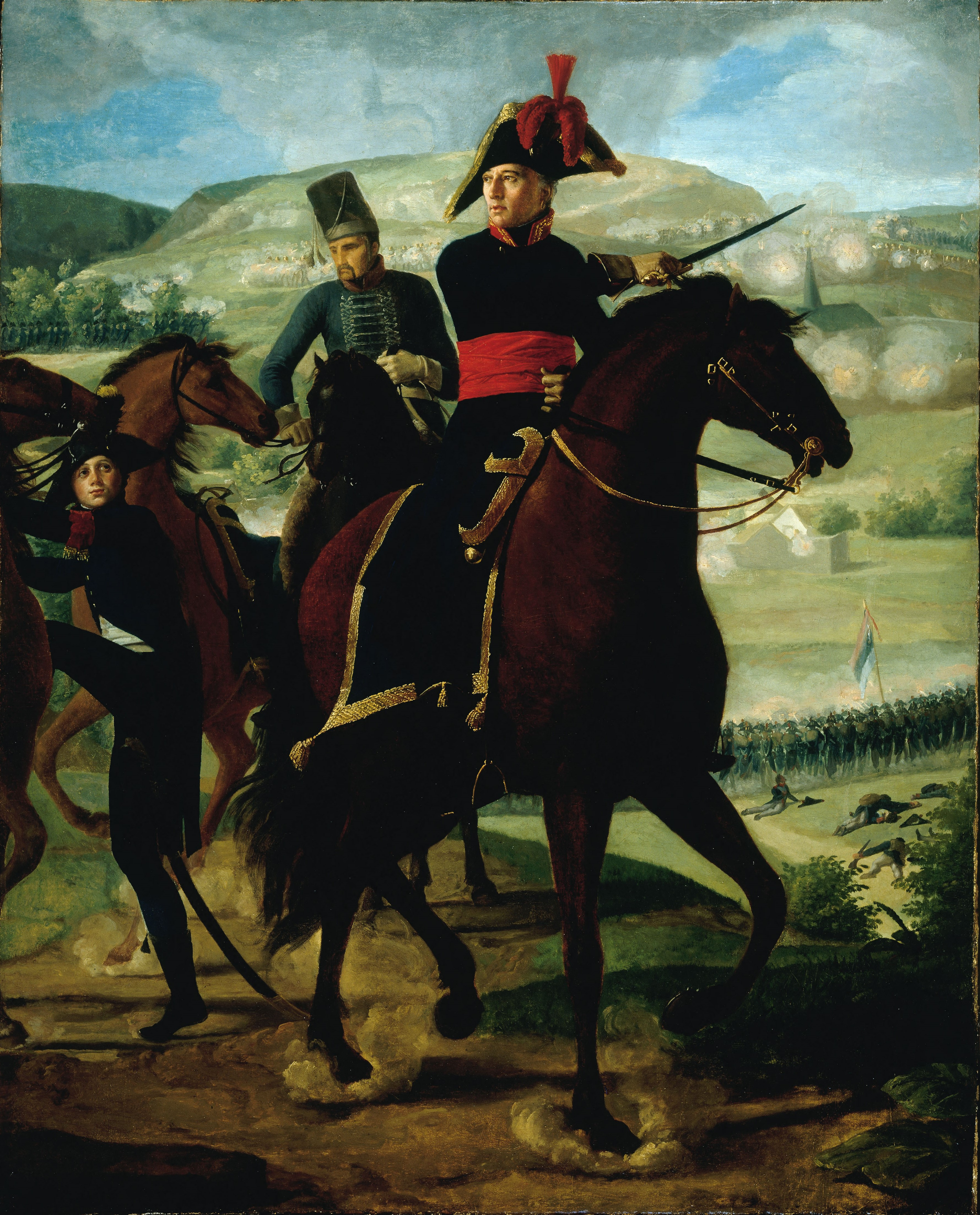
Louis Marie Turreau, huile sur toile de Louis Hersent, 1800 (Musée Carnavalet, Paris).

Fin décembre 1793, le général Turreau, proche des Hébertistes, prend la tête de l'armée de l'Ouest. Le même mois, le Comité de salut public et le ministre de la guerre annoncent au nouveau général en chef, leur intention de retirer des troupes de l'Ouest pour les redéployer sur d'autres fronts, estimant que les opérations dans l'Ouest sont presque achevées. Ainsi, le 19 décembre, Turreau propose d'abord à la Convention d'offrir une amnistie aux rebelles, mais il ne reçoit aucune réponse. Modifiant alors sa position, il déclare que les rebelles sont encore dangereux et rejette le plan de Kléber, qui propose de quadriller la région et de rétablir la discipline parmi les troupes pour gagner la confiance de la population. Le 7 janvier, Turreau demande des ordres clairs sur le sort des femmes et des enfants auprès des représentants en mission Francastel, Bourbotte et Louis Turreau qui ne lui répondent pas, se déclarant malades. Enfin, s'appuyant sur la loi du 1er août votée à la Convention nationale et sur divers décrets des représentants en mission, il met au point un plan de campagne dans lequel vingt colonnes mobiles, ultérieurement rebaptisées « colonnes infernales », sont chargées de dévaster et d'appliquer la politique de la terre brûlée dans les territoires insurgés des départements du Maine-et-Loire, de la Loire-Inférieure, de la Vendée et des Deux-Sèvres qui forment la Vendée militaire. Seules quelques villes indispensables à la marche des troupes doivent être préservées. À ses troupes, il donne pour consigne de passer au fil de la baïonnette tous les rebelles « trouvés les armes à la main, ou convaincus de les avoir prises, » ainsi que « les filles, femmes et enfants qui seront dans ce cas. » Il ajoute que « les personnes seulement suspectes ne seront pas plus épargnées, mais aucune exécution ne pourra se faire sans que le général l'ait préalablement ordonné. » En revanche les hommes, femmes et enfants dont le patriotisme ne fait pas de doute devront être respectés et évacués sur les derrières de l'armée.
Le Comité de salut public semble d'abord approuver le plan, le 8 février, Carnot écrit à Turreau que « ses mesures paraissent bonnes et ses intentions pures »,. Mais quatre jours plus tard, il intervient de nouveau à la suite de la stupéfaction causée par la prise de Cholet par les Vendéens le 8 de ce mois. Le 12, devant la Convention, Barère dénonce une « barbare et exagérée exécution des décrets », il reproche au général d'avoir incendié des villages paisibles et patriotes au lieu de traquer des insurgés. Le 13, Carnot somme Turreau de « réparer ses fautes », de mettre fin à sa tactique de dissémination des troupes, d'attaquer en masse et d'exterminer les rebelles enfin, « Il faut tuer les brigands et non pas brûler les fermes ». Ne se sentant pas soutenu, Turreau présente par deux fois sa démission le 31 janvier et le 18 février, elle est à chaque fois refusée malgré les dénonciations des administrateurs départementaux. Le Comité de salut public délègue alors ses pouvoirs dans l'Ouest aux représentants en mission Francastel, Hentz et Garrau, les jugeant les mieux placés pour apprécier les mesures à prendre sur place. Ces derniers donnent leur approbation au plan de Turreau, estimant qu'il « n'y aurait de moyen de ramener le calme dans ce pays qu'en en faisant sortir tout ce qui n'était pas coupable et acharné, en en exterminant le reste et en le repeuplant le plus tôt possible de républicains ».

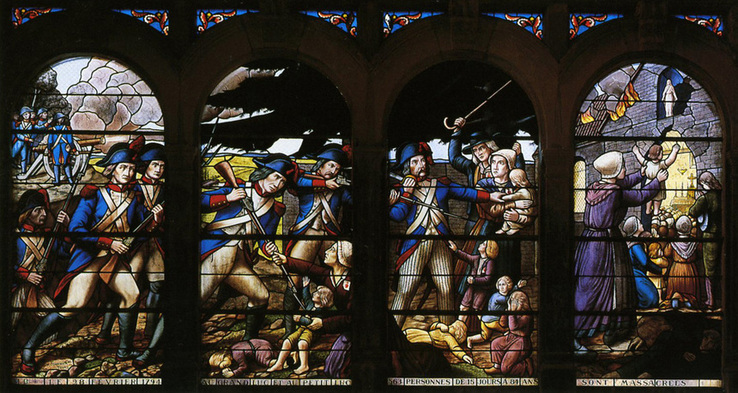
Massacre des Lucs-sur-Boulogne par les colonnes infernales
Vitrail de Fournier, les Lucs-sur-Boulogne, 1902.

Pendant cette période, de janvier à mai, le plan est mis à exécution. À l'est, Turreau prend personnellement le commandement de six divisions divisées en onze colonnes, tandis qu'à l'ouest le général Haxo dirige huit colonnes de tailles plus réduites. D'autres troupes sont envoyées former les garnisons des villes à préserver. Cependant les différents généraux interprètent librement les ordres reçus et agissent de manières très diverses. Certains officiers, notamment Haxo, n'appliquent pas les ordres de destruction et de tueries systématiques. De plus, les membres de la Commission civile et administrative créée à Nantes pour récupérer vivres et bétail au profit des Bleus, accompagnent les armées, ce qui permet d'épargner des vies et des localités. Cependant presque toutes les colonnes se livrent aux pillages, massacrent la population civile, violant et torturant, tuant femmes et enfants, souvent à l'arme blanche pour ne pas gaspiller la poudre, brûlant des villages entiers, saisissants ou détruisant les récoltes et le bétail. Des femmes enceintes sont écrasées sous des pressoirs, des nouveau-nés sont empalés au bout des baïonnettes. D'après des témoignages de soldats ou d'agents républicains, des femmes et des enfants sont coupés vifs en morceaux ou jetés vivants dans des fours à pain allumés,. Si la plupart des généraux respectent les ordres d'évacuations des populations jugées républicaines, les troupes commandées par Cordellier, Grignon, Huché et Amey se distinguent par leurs violences, au point d'exterminer des populations entières, massacrants indistinctement royalistes et patriotes. Mais la position de Turreau est fragilisée par son incapacité à détruire les dernières troupes insurgées. Son plan, bien loin de mettre fin à la guerre, pousse en réalité les paysans à rejoindre les armées vendéennes. Les représentants en mission se divisent quant à sa stratégie. Si certains le soutiennent tels que Francastel, Hentz, Garrau, et Carrier, d'autres comme Lequinio, Laignelot, Jullien, Guezno et Topsent réclament son départ. Le 1er avril, Lequinio présente un mémoire au Comité de salut public, peu après une délégation de Républicains vendéens est reçue à Paris afin de réclamer la distinction entre le pays fidèle et le pays insurgé.
Un dernier délai est accordé à Turreau qui précise ses objectifs ; « il faut exterminer tous les hommes qui ont pris les armes, et frapper avec eux leurs pères, leurs femmes, leurs sœurs et leurs enfants. La Vendée doit n'être qu'un grand cimetière national ; il faut expulser de son territoire les Royalistes non armés, les Patriotes tièdes, etc., et couvrir ce pays du plus pur de la Nation. Repeuplez-le de bons Sans-Culottes ». Mais sans résultat, Turreau est tenu en échec par les troupes vendéennes. Il est finalement suspendu le 17 mai 1794, et l'activité des colonnes infernales décroît progressivement au cours du printemps. Ceci traduit une reprise en main des rênes de l'État par le comité de salut public qui, « au prix d'une utilisation des mots d'ordre les plus fermes et d'une détermination de fer », parvient à contrôler les violences qui ensanglantent le pays.
Au cours de cette période, 20 000 à 50 000 civils vendéens ont été massacrés par les colonnes infernales,,. De l'automne 1793 au printemps 1794, les armées républicaines ont renoué avec une tactique de massacres et de destructions qui n'avait plus été observée en Europe depuis la guerre de Trente Ans. Des centaines de villages ont été brûlés, mais beaucoup d'habitants ont trouvé le moyen de se réfugier dans les bois et les bocages et de rejoindre les insurgés. La Vendée est profondément marquée par ce passage dramatique de son histoire et en conservera longtemps les stigmates, tant dans le paysage que dans les mentalités.

## La Grande Terreur

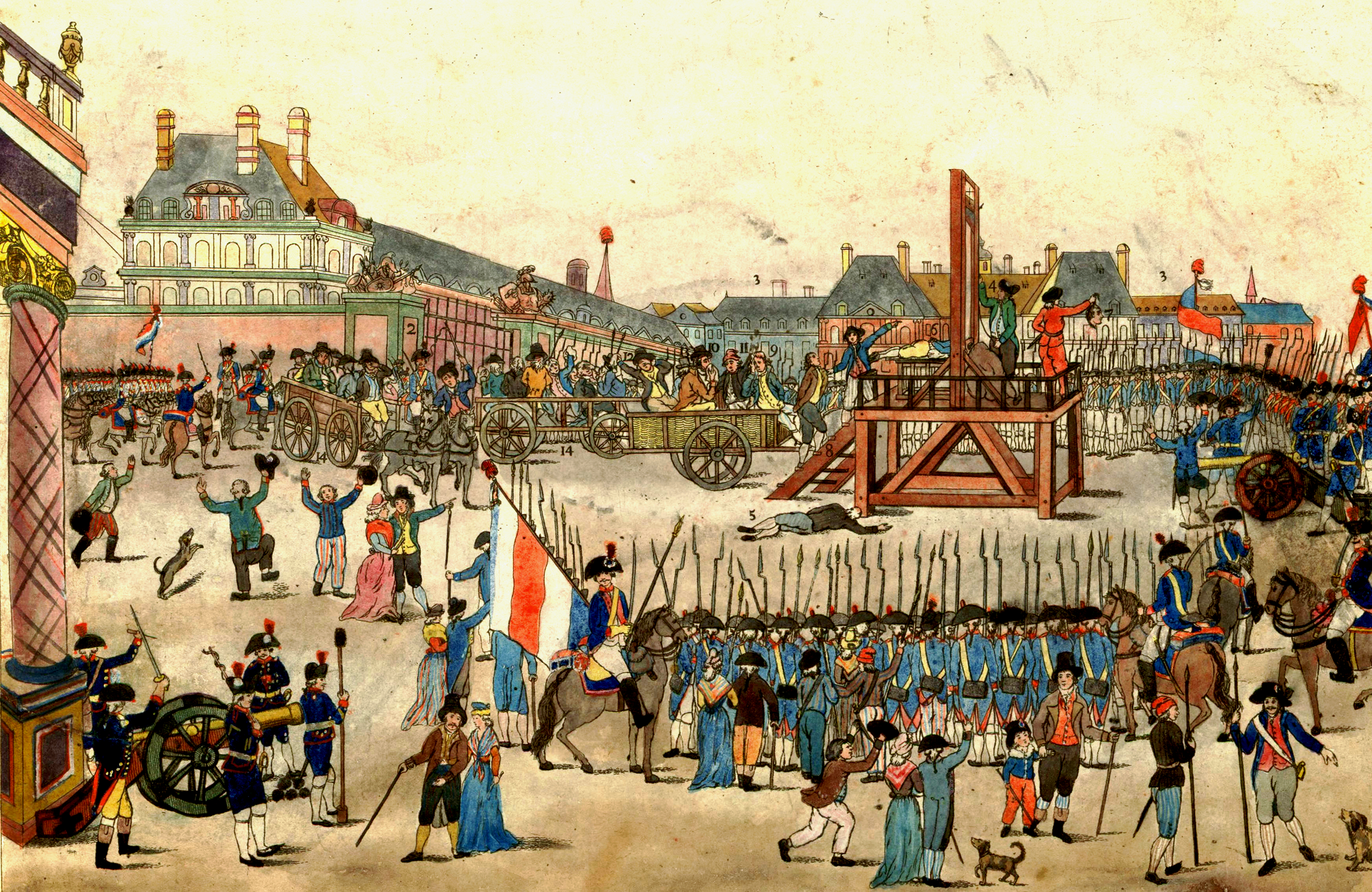
L’exécution de Robespierre, le 28 juillet 1794, marque la fin de la Grande Terreur.

La politique de Terreur inaugurée en juin 1793 semble porter ses fruits : les manifestations fédéralistes sont matées, les Vendéens sont écrasés, les attaques de la coalition sont repoussées. Cependant, le Comité de salut public souhaite asseoir la République.
Couthon, dans son rapport de la loi de prairial, souhaite à la fois débarrasser la république de ses ennemis et développer une nouvelle classe de petits propriétaires. Les décrets de ventôse décident la confiscation des biens de ces ennemis de la République, et leur distribution aux patriotes indigents, recensés par les autorités locales. Des commissions révolutionnaires doivent distinguer les vrais ennemis de la République des personnes injustement emprisonnées (le tribunal révolutionnaire ne doit juger que des accusés triés, en contradiction avec le décret du 19 mars 1793) ; une partie, seulement, verra le jour. En outre, le 27 germinal (17 avril 1794), un décret ordonne la suppression des tribunaux populaires en province ; tous les suspects doivent passer devant le tribunal révolutionnaire de Paris, sauf dans le Nord et le Vaucluse, où les commissions révolutionnaires d’Orange et de Cambrai sont maintenues.

## Loi de prairial et préparatifs du 9 thermidor

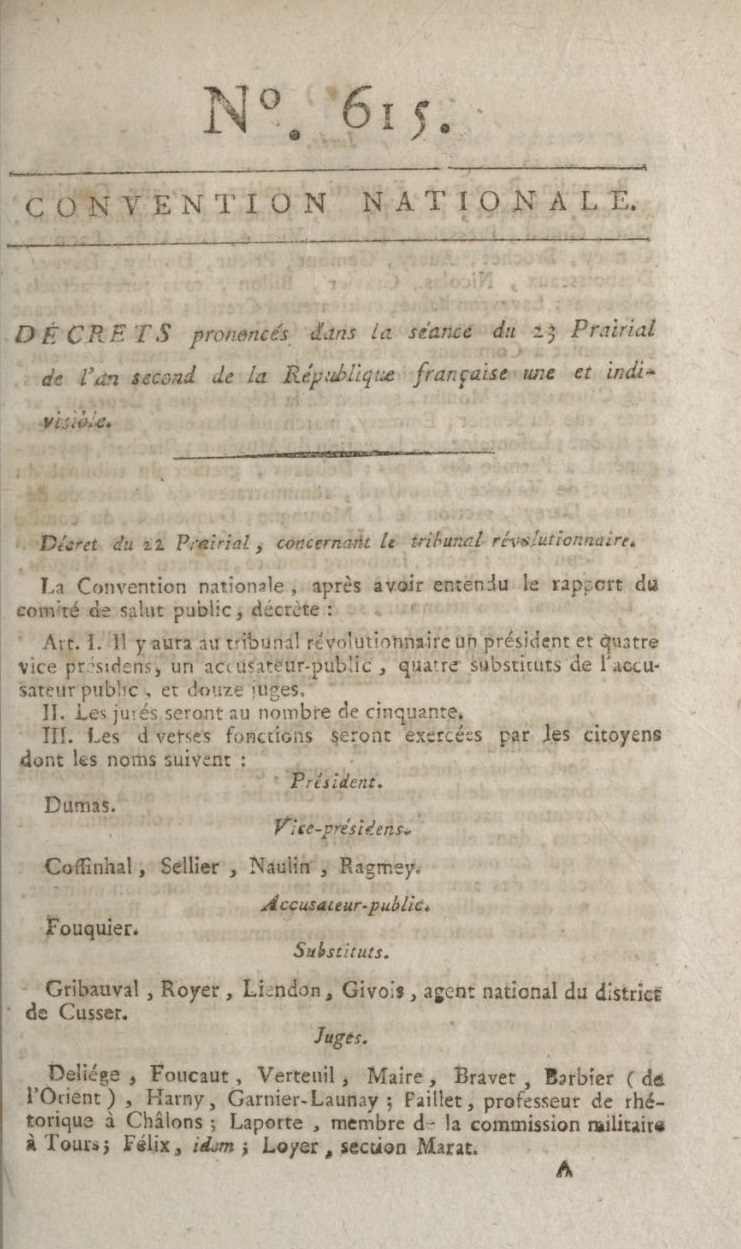
Décret du 22 prairial an II, concernant le Tribunal révolutionnaire.
Paris, BnF, 1794.

Enfin, la loi du 22 prairial An II (10 juin 1794), rédigée par Georges Couthon (les minutes sont conservées aux archives nationales), simplifiait les procédures de manière à accélérer les jugements ; elle instaura ce que l’on a appelé la Grande Terreur. La sentence était rendue selon l’intime conviction morale des juges et des jurés. Désormais, il n’existait que deux issues aux procès : l’acquittement ou la peine de mort.
Ces décisions débouchèrent sur une accélération des procédures de jugement et une augmentation des condamnations au Tribunal révolutionnaire, en juin et juillet 1794. Pour le seul mois de juin 1794, on procède à des exécutions massives à Paris presque tous les jours. Le tribunal révolutionnaire fait notamment appel à des témoins faux ou douteux pour condamner les suspects dont nombre sont guillotinés sans aucun acte d'accusation. Le 29 prairial an II (17 juin 1794), 54 personnes sont condamnées à mort dans le procès des chemises rouges. Au début de Thermidor, on comptait environ 8 000 suspects dans les prisons parisiennes. Les prisonniers hanovriens et anglais sont massacrés et la guérilla contre les chouans se poursuit avec violence.
La loi de Prairial représentait pour ses initiateurs un moyen de ramener la Terreur aux strictes « sévérités nécessaires », en limitant les causes d’exclusion politique : l’esprit de cette loi visait à absoudre tous ceux qui avaient été entraînés dans les excès contre-révolutionnaires à cause de leur ignorance (cela concernait beaucoup de fonctionnaires qui avaient suivi les sirènes de l’hébertisme), elle remettait en cause la systématisation de la répression en rapport avec la faute reprochée. De même, elle offrait une définition plus précise des motifs d’accusation (article 6), ce qui réduisait l’arbitraire. Déjà, en avril, Robespierre avait obtenu qu’on ne poursuive pas les nobles qui avaient acheté leur noblesse. De même, les articles 10, 11 et 18 disposaient que les comités de salut public et de sûreté générale devaient pouvoir contrôler les poursuites engagées devant le Tribunal révolutionnaire.
Pour Jacques Godechot, Olivier Blanc et Jean-Clément Martin, comme autrefois pour Albert Mathiez, la loi du 22 prairial aurait été sabotée par les adversaires de Robespierre afin de le discréditer, notamment lors de l'affaire des chemises rouges. Toutefois, Michel Biard souligne que cette hypothèse, « séduisante pour mieux comprendre les événements de Thermidor », souffre « du peu de fiabilité des sources sur lesquelles elle repose. » Patrice Gueniffey, de son côté, affirme que Robespierre a eu un rôle central dans l’élaboration de la loi du 22 prairial rédigée en fait par Georges Couthon – conçue intentionnellement comme un moyen de destruction des « ennemis du peuple », désormais définis selon des critères moraux et non politiques, indépendamment des périls susceptibles de menacer la Révolution. Hervé Leuwers, quant à lui, relie la loi du 22 prairial au climat passionnel du mois de juin 1794 provoqué par la dénonciation de tentatives d'assassinats contre Robespierre et Collot d'Herbois et la certitude d'un complot étranger, qui provoquent la décision de ne plus faire de prisonniers anglais et hanovriens, le 26 mai.
Depuis le printemps 1794, des dissensions sont apparues au sein du gouvernement révolutionnaire. Le Comité de sûreté générale est ulcéré par la création du bureau de police générale, par le Comité de salut public, qui empiète sur ses fonctions. De même, quand Robespierre reprend le dossier de l’affaire Catherine Théot, à travers laquelle Vadier moquait le culte de l’Être suprême et tentait de compromettre l’Incorruptible, Billaud-Varenne et Collot d'Herbois profitent de son départ volontaire du Comité de salut public – ne voulant pas s'associer aux crimes de la Grande Terreur – et tentent de le faire passer pour un tyran et un dictateur.
Carnot et la victoire de Fleurus, le 8 messidor (26 juin 1794). D’autant qu’en juillet, le malaise économique s’aggrave (le 9 thermidor, des ouvriers manifestent contre la décision de la Commune de Paris d’appliquer strictement le maximum des salaires). Par ailleurs, au sein de la Convention nationale, les représentants en mission corrompus et prévaricateurs, rappelés à Paris par Robespierre pour exagération dans l’accomplissement de leurs fonctions – ainsi Lebon à Arras qui voulut faire arrêter la sœur de Robespierre – intriguaient en secret à la mise en accusation de l’Incorruptible. Fouché prit la tête des opérations en concertation avec Tallien et Bourdon de l’Oise qui se savaient menacés eux aussi. À son retour des armées, après Fleurus, Saint-Just tenta de rétablir une apparence d’unité au sein du Comité de salut public ; avec Barère de Vieuzac, qui feignit de se rallier à ce projet, ils organisent avec leurs collègues une réconciliation de façade qui ne dura qu’un ou deux jours (4 et 5 thermidor). Sans méfiance, Saint-Just se chargea de rédiger un rapport manifestant l’unité retrouvée du gouvernement, et la création d’une seconde commission populaire (sur les quatre prévues à l’origine) fut décidée.

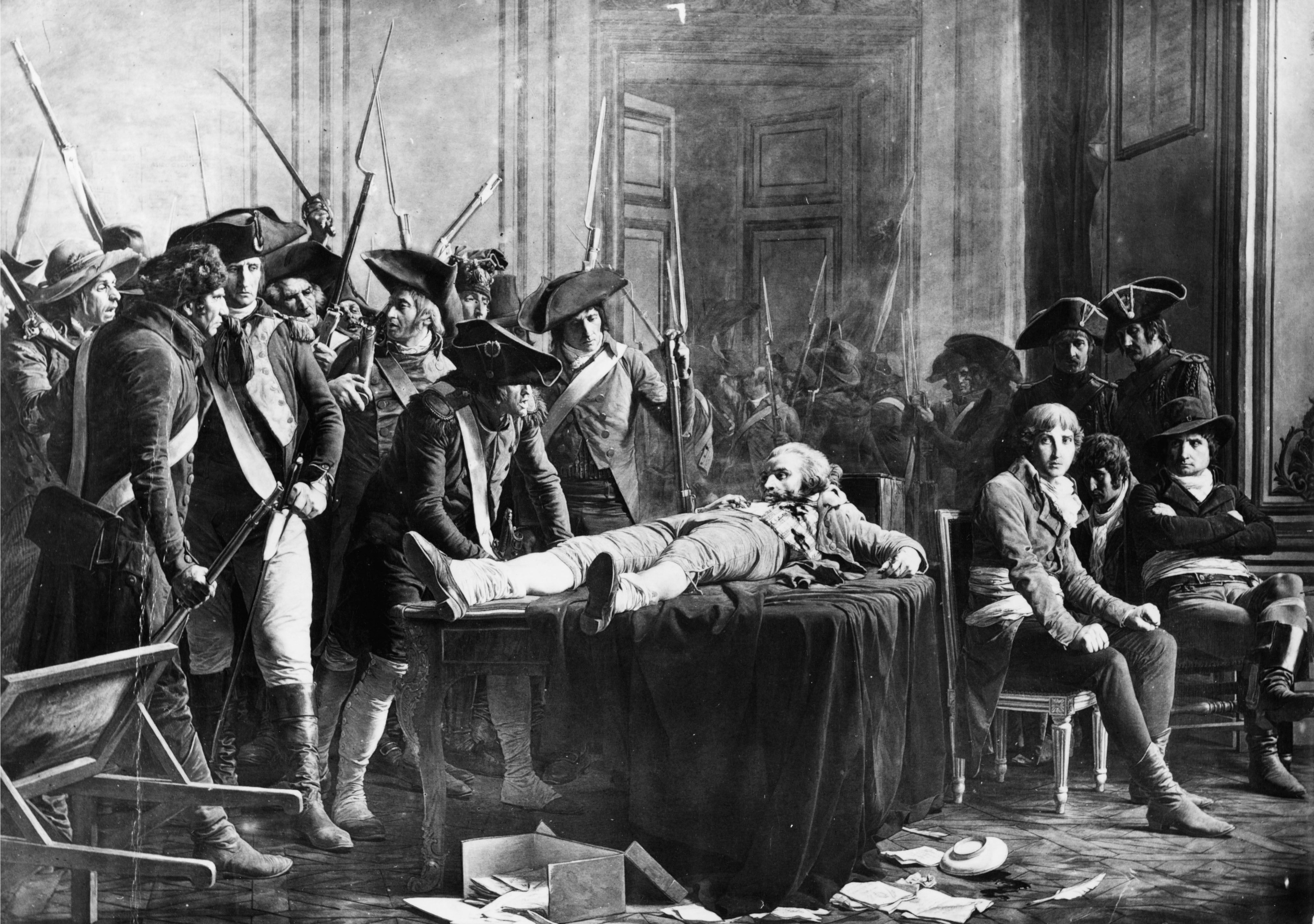
Le Matin du 10 thermidor (1877), de Lucien-Étienne Mélingue. Étendu sur une table, blessé, dans la salle de l'hôtel de ville, Robespierre est l'objet de la curiosité et des quolibets de thermidoriens, devant ses amis, défaits (Musée de la Révolution française).

En fait, les événements du 9 thermidor étaient programmés depuis un moment. Ne croyant pas à la sincérité de ses adversaires, l’Incorruptible décida d’en appeler à la Convention le 8 thermidor. Bien qu’applaudi dans un premier temps, il ne convainquit pas ceux qui étaient décidés à l’abattre. Car il demandait la punition des « traîtres » (dans les différentes interventions, qu’il s’agisse de Robespierre ou de Couthon, ils sont au moins cinq ou six parmi lesquels Fouché, Tallien, Bourdon, Legendre et probablement Barras), le renouvellement des bureaux du Comité de sûreté générale, l’épuration de ce Comité lui-même, subordonné au Comité de salut public, l’épuration du Comité de salut public lui-même, l’établissement d’une réelle « unité du gouvernement sous l’autorité suprême de la Convention nationale, qui est le centre et le juge », et la fin des factions au sein de la Convention. Le soir, Robespierre relit son discours aux Jacobins, où il fut vivement applaudi, tandis que Collot d’Herbois et Billaud-Varenne étaient conspués ; le peintre David promit alors à son ami de boire la ciguë avec lui. De retour dans les locaux du Comité de salut public, Jean-Marie Collot d’Herbois et Billaud-Varenne aperçurent Saint-Just, occupé à rédiger le rapport sur les événements au sein du gouvernement révolutionnaire, dont il avait été chargé, à la suite des réunions des 4 et 5 thermidor. Convaincus qu’il rédigeait leur acte d’accusation, ils se jetèrent sur lui en l’insultant et en l’accusant de préparer leur décret d’accusation. Choqué, Saint-Just quitta la salle ; il disparaît alors jusqu'au lendemain, à la Convention où, contrairement à ses promesses, il commença à lire son discours sans en avoir fait une lecture préalable à ses collègues du comité. Devant ce qu’ils prennent à tort pour l’attaque décisive des « robespierristes », les membres du Comité de salut public se joignirent alors au complot, qui s’était tramé avec l’appui des anciens représentants en mission rappelés et qui redoutent d'avoir à rendre des comptes (Tallien, Legendre, Fouché, Rovère, Guffroy, etc.). Ils savaient avoir l’appui des députés du Marais à qui on avait promis la fin de la Terreur. Le 9 thermidor, cette coalition hétéroclite obtint la chute de Robespierre, puis son exécution sans procès, après l’insurrection de la Commune.

## Thermidoriens contre anciens terroristes
Après quelques semaines, cette coalition qui avait réalisé le coup de force du 9 thermidor se défit d’elle-même. Elle éclata entre d’une part, les Thermidoriens, réunis autour de Tallien, Lecointre de Versailles ou encore Merlin de Thionville, et les « Montagnards de l’an III », partisans d’une poursuite de la Terreur, rassemblés autour de Barère, de Billaud-Varenne et de Collot d’Herbois, les anciens terroristes comme on les appelait déjà. À l’hiver 1794, les militants des sections populaires et les Babouvistes abandonnèrent leur dénonciation de la Terreur et des Jacobins et s’unissent aux Crêtois. Dès l’été 1794, cependant, la réaction thermidorienne commence, marquée par des règlements de comptes, exigés par les sections de Paris.
Les Thermidoriens mettent fin à la terreur économique et réintègrent les anciens députés girondins. Les sociétés jacobines sont dissoutes. Ils conservent cependant quelques éléments de la Terreur judiciaire, comme les lois contre les prêtres réfractaires et les émigrés. Jean-Baptiste Carrier est guillotiné en novembre 1794, les membres du Tribunal révolutionnaire de Paris en mai 1795, Joseph Lebon en octobre 1795. De nombreux Jacobins sont emprisonnés et plusieurs fonctionnaires accusés de « robespierrisme » révoqués. Parmi les personnes concernées, on peut citer Louis David, Jean Antoine Rossignol ou Napoléon Bonaparte, vite libéré. Par divers artifices, les grands artisans de la terreur, et à leur tête Bertrand Barère de Vieuzac, bien que dénoncés et décrétés d’arrestation puis mis en accusation, échappent à la guillotine. Collot et Billaud-Varenne sont néanmoins déportés, l’un mourra en Guyane, l’autre deviendra négrier. D’autres terroristes, comme le riche Vadier et ses collègues du sanguinaire Comité de sûreté générale, ou encore Joseph Fouché l’auteur avec Collot d’Herbois des terrifiantes mitraillades de Lyon parviennent à se faufiler entre les mailles du filet.
La loi du 10 juin 1794, 22 prairial An II, (extraits) :
« Article 4 : Le tribunal révolutionnaire est institué pour punir les ennemis du peuple.

Article 5 : Les ennemis du peuple sont ceux qui cherchent à anéantir la liberté publique. […]

Article 6 : Sont réputés ennemis du peuple, ceux qui auront provoqué le rétablissement de la royauté, ou cherché à avilir ou à dissoudre la Convention nationale et le gouvernement révolutionnaire et républicain. […] Ceux qui auront cherché à empêcher les approvisionnements de Paris, ou à causer la disette dans la République. […]

Article 7 : La peine portée contre tous les délits, dont la connaissance appartient au gouvernement révolutionnaire, est la mort. […] L’accusé sera interrogé à l’audience et en public : la formalité de l’interrogatoire secret qui précède est supprimée comme superflue […] S’il existe des preuves […], il ne sera point entendu de témoins. […] »

## Bilan

### Mesures économiques
L’objectif principal fut, pour éviter les insurrections populaires, d’assurer le ravitaillement des armées et de Paris contre les provocations des Exagérés de la Commune. Pendant le printemps et l’été 1793, la situation est dramatique : la valeur des assignats s’est fortement dépréciée et la pénurie menace la population. Les pillages se multiplient et les sans-culottes réclament des mesures énergiques. Pour faire face, la Convention décide de limiter certains prix dès le 4 mai 1793. En juillet, les municipalités peuvent utiliser la peine de mort contre les accapareurs (Loi sur l'accaparement). À partir du mois d’août, il est interdit d’envoyer des capitaux à l’étranger. Les sociétés par action, la Bourse et la caisse d’escompte sont fermées. Le 29 septembre 1793 est passée la loi du maximum général (extraits) :
« Les objets que la Convention nationale a jugés de première nécessité et dont elle a cru devoir fixer le maximum sont : le pain, la viande, le vin, les grains, les farines, les légumes, les fruits, le beurre, le vinaigre, le cidre, l’eau-de-vie, le charbon, l’huile, le savon, le sel, les viandes et poissons, le miel, le sucre, le papier, le chanvre, les laines, les cuirs, le fer et l’acier, le cuivre, les draps, la toiles et toutes les étoffes, les soieries exceptées. Le maximum du prix des denrées et des marchandises sera le prix que chacune d’elles avait en 1790. »
Le maximum général encourage le marché noir et met en difficulté les industries du textile.
- Taxation du prix des grains.
- Emprunts forcés sur les riches, confiscation des terres des « ennemis du peuple » et des suspects (décret du 26 février 1794), perquisitions chez les banquiers[242].
- Réquisitions encadrées par une Armée révolutionnaire et les gardes nationaux, ce qui se révèle efficace au moins jusqu’au début de 1794.
- Émission d’assignats, emprunts extérieurs
- La « Terreur financière » est engagée pour éviter l’hyperinflation, dès le 2 juin 1793.
- Dirigisme économique.

### Mesures sociales
- Loi du partage du 5 juin 1793 sur les successions ;
- Décret du 10 juin 1793 sur le partage des communaux, guère appliqué dans les faits, du fait de blocages locaux[243] ;
- Abrogation, à la demande de la Commune de Paris, le 23 juin 1793, de la loi martiale votée par l’Assemblée constituante en octobre 1789, pour réprimer les émeutes frumentaires ;
- 17 juillet 1793 : décret d'abolition totale des droits féodaux
- Décret d'abolition de l'esclavage du 29 août 1793 par le commissaire Sonthonax dans le nord et l'ouest de Saint-Domingue ;
- Décret d'abolition de l'esclavage du 21 septembre 1793 par le commissaire Polverel dans le sud de Saint-Domingue ;
- Novembre 1793 : décret sur le tutoiement obligatoire ;
- La Convention diminue le délai nécessaire entre le divorce et le remariage par le vote du décret du 8 nivôse an II (28 décembre 1793) ;
- Décret d'abolition de l'esclavage du 16 pluviôse an II-4 février 1794 par la Convention nationale dans toutes les colonies françaises ;
- Les indigents sont recensés, à la suite des décrets de ventôse, et reçoivent des indemnités prélevées sur les biens confisqués. Le soin des pauvres à domicile est organisé ;
- Projet de Code civil, jamais abouti.

### Mesures religieuses et culturelles

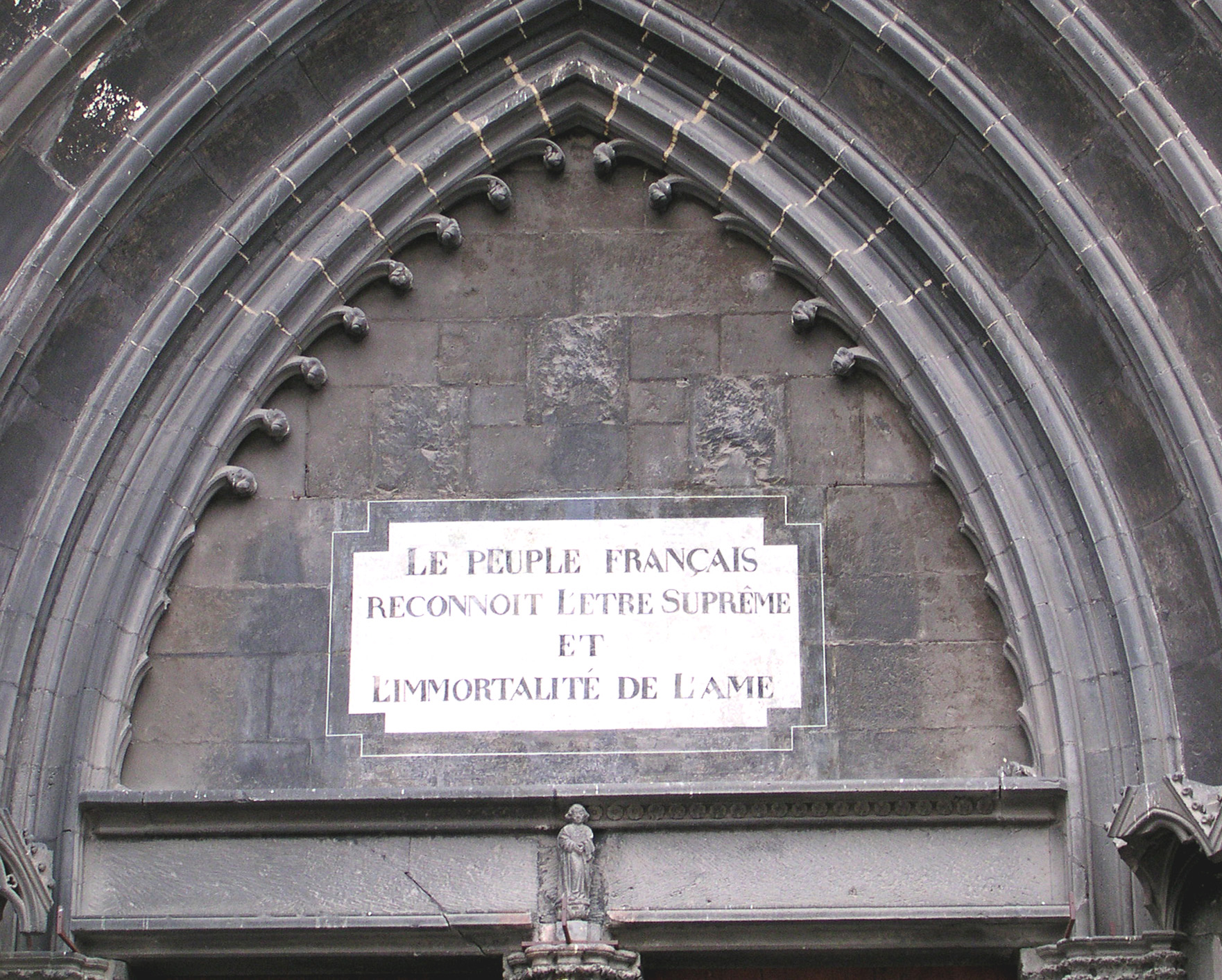
Cathédrale de Clermont-Ferrand : Le peuple français reconnoit l’Être Suprême et l'immortalité de l'âme (marquage à la peinture mis au jour lors d’une restauration).

- Suppression de toutes les congrégations le 18 août 1792 ;
- Suppression des universités le 15 septembre 1793 ;
- Suppression des académies en décembre 1793 ;
- Création d’un Calendrier républicain ;
- Création d’un calendrier de fêtes républicaines, dont la fête de la Raison et la fête de l’Être suprême, fixé par décret du 18 floréal an II (7 mai 1794) ;
- Une vague de déchristianisation se développe dans la capitale sous la direction de la Commune, et dans plusieurs départements de province, où elle est encouragée par des représentants en mission comme Fouché. 3 000 communes[244] changent de nom : par exemple, Versailles devient Berceau-de-la-Liberté. Dans la Nièvre, les cloches des églises sont fondues et des mascarades anticléricales sont organisées : on force les curés à parader sur un âne. Fouché fait donner une fête civique dans la cathédrale de Nevers[245]. Mais en novembre 1793, Robespierre prononce un discours aux Jacobins dans lequel il condamne l’athéisme[246]. En 1794, alors qu’il contrôle toutes les institutions républicaines, l’Incorruptible impose le culte de l'Être suprême et proclame l’immortalité de l’âme ;
- L’archevêque de Paris, Jean-Baptiste Gobel, et de nombreux prêtres démissionnent, de nombreuses églises sont désaffectées ou transformées en temples de la Raison ;
- Confusion entre prêtres réfractaires et prêtres constitutionnels, qui semblent tous suspects[réf. souhaitée] ;
- Censure des théâtres parisiens : le Comité de Salut Public propose que soient jouées « des pièces au patriotisme reconnu »[247] ;
- Culte de la Raison demandé par Robespierre. Fête de l’Être suprême (juin 1794).

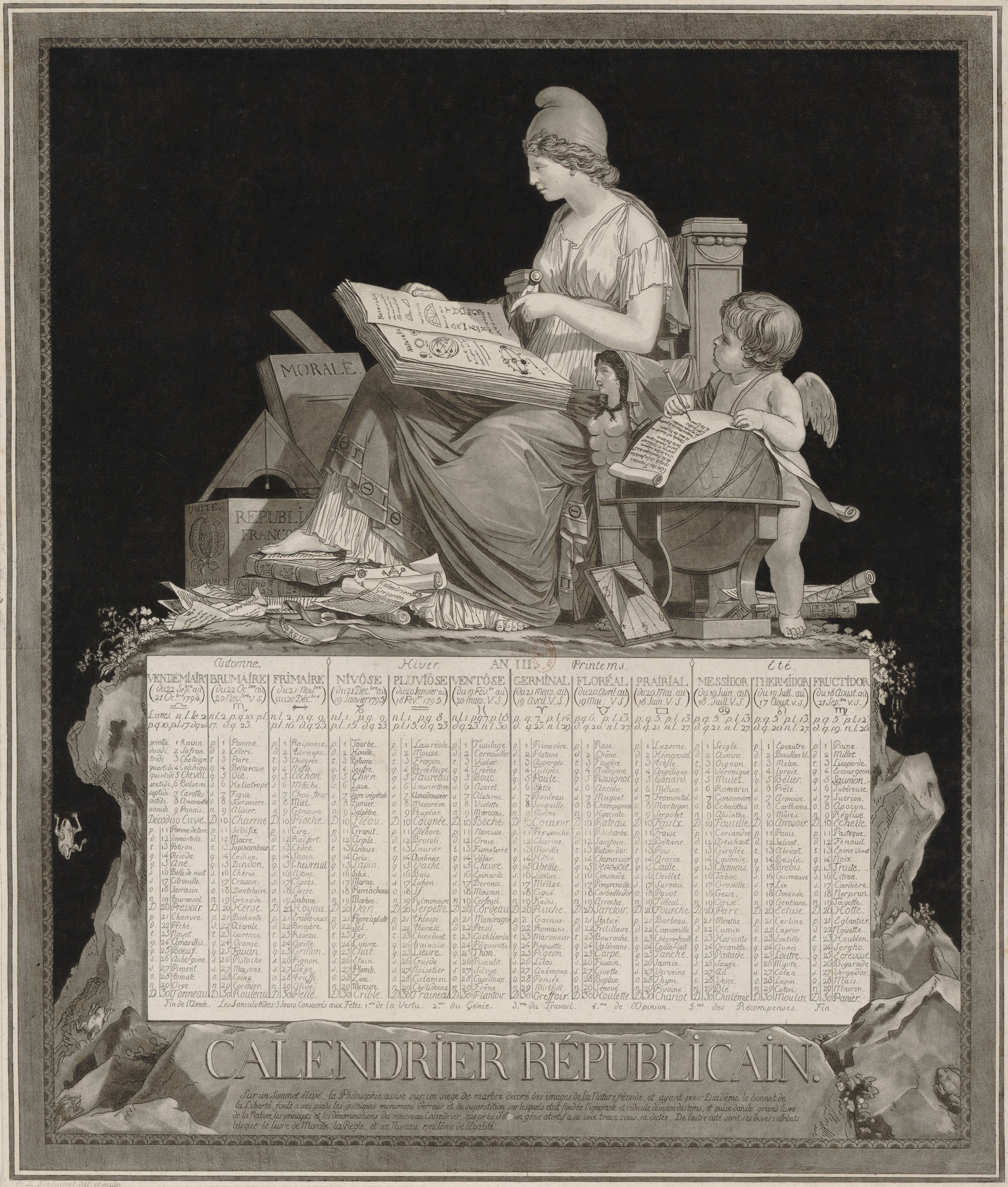
Calendrier républicain de 1794, dessin de Philibert-Louis Debucourt.

Dans la nouvelle organisation administrative (découpage en départements), les représentants en mission sillonnent la France pour appliquer les consignes de la Révolution. Les mesures de déchristianisation commencent à se faire sentir, comme le culte de la Raison, à partir de 1792-1793. Les agendas étaient le principal canal d’information des campagnes, faiblement alphabétisées. Il fallait donc supprimer le calendrier grégorien, et le remplacer par un nouveau calendrier. Des mesures de rétorsion sont prises vis-à-vis des prêtres réfractaires. 20 000 prêtres ont abandonné leurs ministères et 5 000 se sont mariés.

### Administration
Les prisons se multiplient à travers la France. Voir la Liste des prisons de Paris lors de la Révolution.

### Déchristianisation

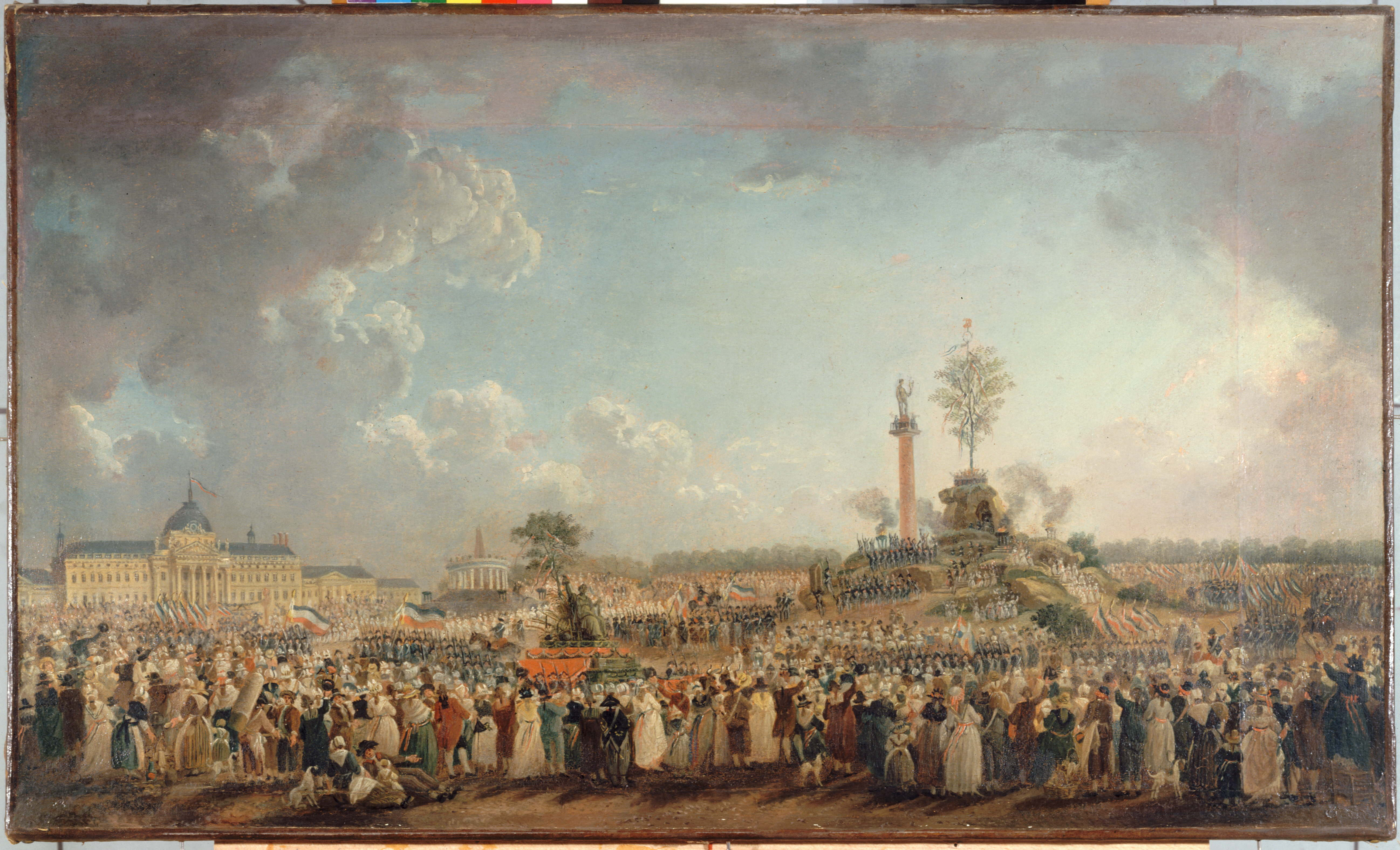
Pierre-Antoine Demachy, Fête de l’Être suprême au Champ de Mars (20 prairial an II - 8 juin 1794), 1794, musée Carnavalet, Paris.

La déchristianisation, déjà entamée avec le culte de la Raison, s’intensifie. Dans le rapport du 18 floréal, Robespierre présente, au nom du comité de salut public un calendrier de fêtes républicaines devant remplacer les fêtes catholiques, à travers lequel sont affirmées les valeurs républicaines et respecté le sentiment religieux de la majorité des Français de l’époque. La Convention affirme la croyance du peuple français en l’immortalité de l’âme et en l’Être suprême. La première fête de l'Être suprême, le 20 prairial an II (8 juin 1794), est orchestrée par le peintre David.
Les révolutionnaires attaquent les symboles de la monarchie absolue : la nécropole royale de Saint-Denis est livrée au pillage et plusieurs tombes royales sont dévastées. La Sainte Ampoule, utilisée pour le sacre royal, est détruite. De nombreuses églises subissent des mutilations ou des destructions.
Le culte catholique est interdit. Les églises parisiennes sont fermées le 23 novembre 1793, pour ne rouvrir que le 31 mai 1795. Elles sont transformées en temples de la Raison, ou bien en entrepôts. Le Concordat de 1802 entérine le retour au libre accès au culte.
Les agendas sont supprimés dans les campagnes, à la suite de l’instauration le 6 octobre 1793 du calendrier républicain. Le calendrier grégorien n’est rétabli qu’en 1806.
Le clergé non-jureur est incarcéré (Pontons de Rochefort), les Carmélites de Compiègne guillotinées le 17 juillet 1794.

### Bilan humain

#### Bilan général
Le bilan humain de la Terreur fait l'objet de débats entre historiens. Au XIXe siècle, le juriste Charles Berriat-Saint-Prix recense 14 807 condamnés à mort judiciairement. Puis, en 1935, l'historien américain Donald Greer fixe entre 16 594 et 17 000 le nombre des personnes condamnées à mort et exécutées et estime entre 10 000 et 12 000 le nombre des personnes exécutées sans jugement. Au total, Donald Greer conclut, en prenant en compte les personnes exécutées après jugement ou sans jugement et les personnes ayant trouvé la mort dans les prisons, que le bilan de la Terreur s'établit probablement entre 35 000 et 40 000 morts. Cette estimation devient une référence dans les décennies qui suivent.
Cependant en 1996, l'historien Jean-Clément Martin indique que le bilan de Donald Greer est sous-évalué, car « ces estimations n'ont pris en compte que la répression officielle, essentiellement urbaine, oubliant les massacres dans les campagnes ». En 2012, Jean-Clément Martin ajoute : « Le bilan humain demeure difficile, sinon impossible à faire. Dès 1795, les querelles à ce propos ont été importantes et improductives. Depuis, peu a été fait. Les estimations des condamnations judiciaires sont arrêtées depuis 1935 à une quarantaine de milliers, ne prenant pas en compte les massacres, tueries, exécutions et morts au combat ». En 2007, Jacques Hussenet écrit : « De moins en moins d'historiens croient encore aux 35 à 40 000 victimes de 1793-1794, une évaluation minimaliste colportée par routine ou aveuglement. […] Plus de deux cents ans après la Révolution, il nous manque encore un livre de référence sur le bilan répressif de la Terreur en France ».
Environ un demi-million de personnes ont été emprisonnées pendant la Terreur et 300 000 ont été assignées à résidence,.

#### Bilan humain par régions et catégories sociales
Près de quatre condamnations sur cinq ont été rendues pour cause de rébellion ou de trahison, contre seulement 1 % pour des motifs économiques, accaparement ou faux assignats, et 9 % pour délit d’opinion. Les historiens ont tenté d’établir le profil social des victimes de la Terreur : les études font apparaître que 31 % des condamnés à mort sont des artisans ou des compagnons, 28 % sont des paysans. Au total, 80 % des victimes appartiennent au Tiers État.
Pour les régions, Donald Greer donne les bilans suivants à propos des exécutions prononcées après jugement :
- 2 639 morts à Paris entre avril 1793 et juillet 1794, soit 16 % des exécutions en France[255]
- 27 morts dans les six départements de la région parisienne[256].
- 551 morts dans les trois départements du Nord[256],[257].
- 268 morts dans les cinq départements du Nord-Ouest[257]
- 8 674 morts dans les treize départements de l'Ouest, soit 52 % des exécutions en France[256],[257].
- 124 morts dans les treize départements du Centre[256],[257].
- 243 morts dans les treize départements de l'Est[256],[257].
- 476 morts dans les dix départements du Sud-Ouest[256],[257].
- 434 morts dans les neuf départements du Sud[256],[257].
- 3 158 morts dans les treize départements du Sud-Est, soit 19 % des exécutions en France[256],[257].

#### Bilan humain à Paris
À Paris, entre 1793 et 1795, 2 639 personnes sont condamnées à mort par le Tribunal révolutionnaire et guillotinées, dont 1 356 à 1 515 pendant la « Grande Terreur » du 14 juin au 27 juillet 1794. 377 condamnations à mort ont lieu entre le 1er novembre 1793 et le 31 mars 1794, et 2 229 du 1er avril au 31 juillet 1794. 1 306 dépouilles reposent dans la fosse commune du cimetière de Picpus.

#### Bilan humain en Vendée et dans l'Ouest
Géographiquement, c’est l'ouest de France, à cause de la répression de l'insurrection vendéenne, qui est le plus touché par la Terreur. La Loire-Inférieure, suivie immédiatement par le Maine-et-Loire, sont les deux départements où la répression fait le plus de victimes en France,. Dans le premier département, la Terreur fait 8 000 à 13 600 morts à Nantes. Dans le second, elle fait 8 500 à 9 000 morts à l'intérieur des villes d'Angers, d'Avrillé, de Doué-la-Fontaine, du Marillais, de Montreuil-Bellay, des Ponts-de-Cé, de Sainte-Gemmes-sur-Loire et de Saumur. Ces bilans incluent les exécutions après jugement, les exécutions sans jugement et les détenus morts dans les prisons. Pour Donald Greer, 42 % des exécutions prononcées après jugement en France ont eu lieu dans les quatre départements de la Vendée militaire.
Des milliers de personnes sont victimes d’exécutions sommaires ou de fusillades ordonnées par les commissions militaires révolutionnaires ou les représentants en mission, parfois sans jugement ou à la suite d'une instruction très sommaire. Parmi les exécutions les plus importantes, on relève les fusillades de Nantes (2 600 à 3 600 morts), les fusillades d'Avrillé (900 à 3 000 morts, probablement 1 500 à 2 000), les fusillades des Ponts-de-Cé (1 500 à 1 600 morts), les fusillades de Savenay (660 ou 662 morts), les fusillades de Noirmoutier (1 500 morts), le massacre du château d'Aux (209 morts), les fusillades du Marillais (peut-être 2 000 morts) et le massacre d'Avranches (800 morts).
Les massacres commis par l'armée républicaine font au moins plusieurs dizaines de milliers de morts, particulièrement entre décembre 1793 et juillet 1794 au moment de la fin de la Virée de Galerne et pendant les colonnes infernales. Ainsi, les 12 et 13 décembre 1793, à la bataille du Mans 10 000 à 15 000 Vendéens, hommes, femmes et enfants sont tués par les Républicains, la plupart victimes d'exécutions sommaires. Les rescapés sont rattrapés le 23 décembre à la bataille de Savenay où l'on dénombre encore 3 000 à 7 000 morts de tout âge et de tout sexe. Du 21 janvier au 17 mai 1794, les massacres commis par colonnes infernales du général Turreau font 20 000 à 50 000 victimes civiles vendéennes,,. Entre le 16 novembre 1793 au 27 février 1794, les exécutions par noyade, organisées à Nantes alors que la ville est dirigée par le représentant Jean-Baptiste Carrier font entre 1 800 et 4 800 morts,,.
Des milliers de détenus succombent également dans les prisons, avec 3 000 morts du typhus à Nantes,,,, 1 020 victimes à Angers, 510 à La Rochelle, 500 à 600 à Saumur, 200 femmes à Montreuil-Bellay, 200 à Niort, 184 à Doué-la-Fontaine et 105 aux Sables-d'Olonne.
Selon François Furet : « L'hécatombe des Vendéens, jointe au ravage de la Vendée, est le plus grand massacre collectif de la Terreur révolutionnaire »,.

#### Bilan humain dans le Sud-Est
Dans le Sud-Est, les mitraillages de Lyon font 1 687 morts et les fusillades de Toulon 900.

## Jugements
La Terreur a longtemps fait l’objet de débats entre les historiens. Elle constitue l’un des épisodes les plus controversés et passionnés de l’Histoire de France. Les discussions portent sur les causes, les responsabilités et le lien entre Terreur et Révolution.

### Jugements des contemporains

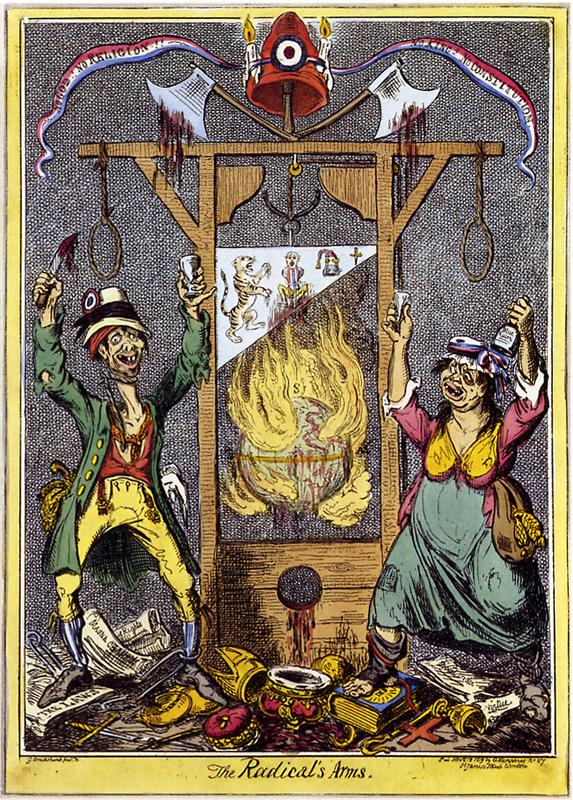
George Cruikshank. Caricature britannique, hostile à la Révolution française, 1819.

À Marseille et dans quelques villes, des citoyens, notamment les lecteurs de L’Ami du Peuple de Marat, inspirateur et auteur des massacres, et du Père Duchêne de Jacques-René Hébert, « juge du peuple » autoproclamé à la prison de la Force, se félicitent des meurtres pour des raisons qu’on n'a toujours pas fini d’élucider. Toutefois, plusieurs partisans de la Révolution, en France et en Europe, sont profondément choqués. En fait, ces massacres dans les prisons parisiennes, poursuivis en province les jours suivants, déclenchent une indignation généralisée et durable puisque le dossier des massacres de Septembre a été rouvert par tous les gouvernements et tous les régimes jusqu’à la Restauration.
Les libéraux européens, qui avaient placé leurs espérances dans la France révolutionnaire, désapprouvent les méthodes violentes et arbitraires du Comité de salut public. Le Saint-Siège condamna les égorgements de prêtres sans défense. Les catholiques assimilèrent les Vendéens et les prêtres réfractaires à des martyrs. Les monarques étrangers ainsi que les royalistes réprouvent l’exécution de Louis XVI et des nobles. Dès la période révolutionnaire, la Révolution française et sa période terroriste font l’objet de nombreux pamphlets et de nombreuses études, parmi les royalistes, qu’il s’agisse du roman l’Émigré (1797), où Gabriel Sénac de Meilhan développe une analyse intelligente et pondérée, de l’Essai sur les révolutions (1797) de Chateaubriand, qui est fasciné par la Révolution mais bouleversé par ses excès, des essais de Joseph de Maistre, qui voit dans la guerre civile qui ensanglante la France sous la Révolution une catastrophe d’ordre métaphysique, ou des Mémoires pour servir à l’histoire du Jacobinisme de l’original abbé Barruel, qui voit dans la Révolution un complot des francs-maçons, thèse contrecarrée par le Constituant Mounier et d'autres après lui. De même, parmi les républicains libéraux, on assiste à une critique de l’égalitarisme de l’an II, avec une dénonciation de la loi agraire, qui aurait été prétendument défendue par les Jacobins.

### Jugements postérieurs
Plusieurs philosophes ont réfléchi sur la portée et le « sens » à donner à l’épisode terroriste dès le XIXe siècle : Madame de Staël, Benjamin Constant. Louis-Gabriel de Bonald estime qu’elle est le prélude nécessaire d’une régénération. Sous la Restauration, on enseigne aux élèves que la Révolution française ne fut qu’une série de massacres et qu’une période d’anarchie généralisée. Les écrivains français Victor Hugo, Honoré de Balzac ou Alfred de Vigny « voient dans la violence révolutionnaire l’expression de la crise radicale des valeurs que la France a traversée… ». L’historien Hippolyte Taine est clairement hostile à la Terreur. À la fin du XXe siècle, de nombreux historiens ont mis en avant des documents relativisant la « théorie des circonstances » défendue par l’école léniniste puis stalinienne pour justifier ses propres atrocités. C’est la thèse selon laquelle le terrorisme aurait constitué, pour le gouvernement révolutionnaire, un instrument destiné à sauver la République de l’invasion militaire et de la contre-révolution. François Furet a indiqué qu’une répression modérée aurait suffi et il a mis en lumière les « dérapages » nombreux qui, en effet, ont accompagné la Révolution. Olivier Blanc s’est interrogé sur les raisons de ces dérapages dont certains, selon lui, n’étaient pas fortuits mais provoqués par certains révolutionnaires dont principalement Bertrand Barère, qui, pour des raisons diverses, voulaient éviter des négociations de paix et faire reconnaître la République par les états qui y étaient disposés.
Patrice Gueniffey consacre un essai à la « politique de la Terreur ». La définissant comme une stratégie destinée à provoquer un « degré de peur jugé nécessaire à l'accomplissement d'objectifs politiques », se basant intentionnellement sur l’arbitraire afin d’obtenir la soumission de tous les citoyens, l’auteur soutient que la Terreur est devenue un moyen de gouvernement destiné à asseoir la légitimité du régime révolutionnaire. Il la considère comme une fatalité dans toute révolution « considérée comme modalité du changement ». L’auteur tente de démontrer que, dès 1789, est apparue au sein même de l’Assemblée constituante une « rhétorique implacable et meurtrière ». Peu à peu, la concurrence entre les révolutionnaires a entraîné une surenchère de la violence, dans un contexte de décomposition de l’État. La Révolution a fabriqué et multiplié ses propres adversaires, sous le prétexte de complots, afin de permettre au système terroriste de se perpétuer, indépendamment des circonstances politiques et militaires. La période de la Terreur, présentée comme consubstantielle à la Révolution française, a continué de servir de repoussoir pour tous les pouvoirs libéraux, mais conservateurs. Pour les tenants des thèses adverses, elle continue à justifier d'une part le rejet de l’héritage révolutionnaire par les catholiques et les royalistes, d’autre part, de toute idéologie révolutionnaire (qualifiée par certains philosophes d’« utopistes », depuis les années 1980) par les libéraux et la gauche modérée. Par comparaison, la Terreur blanche désigne deux épisodes de l’histoire de France au cours desquels la répression est menée par les royalistes. Après la révolution russe d’octobre 1917, les communistes, autour de Lénine, instaurent ce qu’ils appellent la dictature du prolétariat qui se réclame de l’héritage terroriste de l’an II, pour asseoir le régime soviétique, tandis que, dans les territoires contrôlés par les armées blanches, favorables au tsar, se développe une autre terreur blanche, contre les communistes.

### Sens et contenu du mot terreur révolutionnaire
La Terreur comme instrument de gouvernement a pu être considéré comme indispensable, avec des nuances, et dans des sens différents, parmi les mouvements démocratiques des XIXe et XXe siècles, selon qu’ils parlaient de « terrorisme d'État » ou de « répression motivée en temps de guerre ». Certains, rares, auteurs acceptent le principe du terrorisme d’État : c’est par exemple le cas de l’écrivain et révolutionnaire allemand Georg Forster (1754-1794). Après une lecture globalement hostile à la terreur révolutionnaire, dans les premières décennies du XIXe siècle, un mouvement s’est développé parmi les historiens français pour expliquer, justifier et atténuer la portée des crimes commis durant cette période. Ils ont cherché à voir la Terreur comme une réponse liée aux circonstances, avec des lectures extrêmement différentes selon ce qu’ils entendaient par « Terreur », opposant des historiens modérés comme Edgar Quinet à des historiens socialisants comme Louis Blanc. Sous la IIIe République, l’opposition entre 1789 et 1793 qui prévalait jusque-là parmi les républicains modérés tend à s’estomper (selon le mot de Georges Clemenceau : « la Révolution est un bloc »).
Toutefois, un conflit opposa, sur ce point, Alphonse Aulard, l’un des principaux spécialistes de la Révolution à cette époque, défenseur de Danton, contre son ancien élève, Albert Mathiez, admirateur de Robespierre. Pour Mathiez, les sévérités préconisées par Robespierre étaient nécessaires, aussi défend-il le rôle du gouvernement révolutionnaire de l’an II et établit les sources du socialisme dans le discours robespierriste. Albert Mathiez, mort prématurément sans avoir eu le temps d’aborder la question de la responsabilité relative de Robespierre dans les dérapages de la terreur révolutionnaire, a eu une influence décisive sur plusieurs grands noms de l’histoire, qu’il s’agisse de Lucien Febvre, de Georges Lefebvre ou d'Albert Soboul (qui reprend la grille de lecture marxiste de l’histoire et offre un regard plus amène sur Hébert et les Exagérés). Les écoles de la IIIe République justifient la Terreur et les manuels Lavisse qui approuvent la mort de Louis XVI, la présentent sans nuance comme une réponse appropriée au soulèvement vendéen et à la coalition. S’impose peu à peu dans l’opinion française que la Terreur n’a été qu’une réponse à la violence de la monarchie absolue et aux agressions étrangères ; elle n’est exercée que par une minorité d’individus et ne doit pas faire oublier les sacrifices des autres Français.
La recherche historique de l’après Seconde Guerre mondiale tente d’analyser le mouvement révolutionnaire et la répression qu’il préconise dans ses structures politiques et socio-économiques, avec l’étude des mercuriales, de l’organisation du foncier, des pratiques agricoles, des structures proto-industrielles, etc. Le courant de la Nouvelle histoire se lance dans de grandes études sérielles, privilégiant les périodes longues. À partir de l’entre-deux-guerres, le courant de l’École des Annales, initié par Marc Bloch et Lucien Febvre, puis Fernand Braudel, dénonce le primat de l’histoire politique événementielle et la méthode positiviste de Langlois et Charles Seignobos, et base ses travaux sur des interrogations d’ordre économique, social ou culturel en multipliant les types de sources correspondant.
Dans la même orientation, les Annales historiques de la Révolution française, revue de la Société des études robespierristes (fondée en 1907, et dont le premier président fut Albert Mathiez) sous la direction de Georges Lefebvre et d’Albert Soboul, se désintéresse des épisodes sanglants de cette période, ne remet pas en cause l'« utilité » de la Terreur, s’attachant plutôt à l’analyse du rôle des classes sociales. Titulaire de l’histoire de la Révolution française à la chaire de la Sorbonne, Soboul étudie le mouvement sans-culotte, le mouvement jacobin, etc. Dans les années 1990, Michel Vovelle, membre de la société des études robespierristes, ne remet pas en cause les thèses de ses prédécesseurs. Il cherche néanmoins à renouveler les grandes études sociales et économiques, avec une approche plus directe de l’individu, liée à la micro-histoire et à l’histoire culturelle. En rupture profonde avec les thèses communisantes sur les « circonstances », François Furet et Denis Richet ont relancé en 1989 le débat historiographique, intégrant les nouvelles problématiques et plaçant la Révolution dans la longue histoire. Ils se placent depuis les années 1980 dans une perspective critique par rapport aux enseignements du régime soviétique et de l’idéologie communiste.

### Fondements idéologiques
Pour les Révolutionnaires, la Terreur va de pair avec la vertu rousseauiste. Saint-Just oppose, dans un discours à la Convention du 23 Pluviôse an II, la terreur à la vertu et la terreur aux aristocrates cachés sous le masque du patriotisme, désignant par-là certains membres de la Commune et des clubs : « Il est temps que tout le monde retourne à la morale, et l’aristocratie à la terreur ; il est temps de faire un devoir de toutes les vertus, de faire la guerre à toute espèce de perversité, de mettre la révolution dans l’état civil, d’immoler sans pitié sur la tombe du tyran tout ce qui regrette la tyrannie, tout ce qui est intéressé à la venger, tout ce qui peut la faire revivre parmi nous… Il y a dans la république une conjuration ourdie par l’étranger pour empêcher par la corruption que la liberté ne s’établisse ; c’est la ligue de tous les vices armés contre la vertu. Que la justice et la probité soient mises à l’ordre du jour ! ».
Dans son Rapport sur les principes de morale politique qui doivent guider la Convention nationale dans l’administration de la République du 18 pluviôse, Robespierre fait allusion aux « affaires », entre autres celle de la liquidation de la Compagnie des Indes, à quoi il oppose la vertu. Il écrit que : « la première maxime de notre politique doit être que l’on conduit le peuple par la raison, et les ennemis du peuple par la terreur. Si le ressort du gouvernement populaire dans la paix est la vertu, le ressort du gouvernement populaire, en révolution est à la fois la vertu et la terreur. La vertu, sans laquelle la terreur est funeste ; la terreur, sans laquelle la vertu est impuissante. La Terreur n’est autre chose que la justice prompte, sévère, inflexible : elle est donc une émanation de la vertu ; elle est moins un principe particulier qu’une conséquence du principe général de la démocratie appliqué aux plus pressants besoins de la patrie. »
Robespierre s’inscrit en faux contre Montesquieu, qui avait théorisé que les formes de gouvernement républicain et despotique ont en commun, pour principe, la vertu et la crainte, en ajoutant : « On a dit que la terreur était le ressort du gouvernement despotique. Le vôtre ressemble-t-il au despotisme ? Oui, comme le glaive qui brille dans les mains des héros de la liberté ressemble à celui dont les satellites de la tyrannie sont armés ».
« Que le despote gouverne par la terreur ses sujets abrutis, il a raison comme despote. Domptez par la terreur les ennemis de la liberté, et vous aurez raison comme fondateurs de la république. Le gouvernement de la révolution est le despotisme de la liberté contre la tyrannie. Cette vertu devient donc, comme celle du Prince de Machiavel, une vertu, moins morale que politique, dont l’ultime dessein est de conserver le pouvoir ».

### Sources primaires
- Mémoires sur la Révolution de France et recherches sur les causes qui ont amené la Révolution de 1789 et celles qui l’ont suivie (4 volumes), de Vincent-Marie de Vaublanc, texte en ligne. (spécialement le tome 2, livre IV, chapitre II p. 243-296), édition G-A Dentu, Paris, 1833.
- Pierre Caron, Paris pendant la terreur : rapports des agents secrets du ministre de l'intérieur, vol. 1, vol. 2.
- Gérard Walter (éd.), Actes du Tribunal révolutionnaire, Paris, Mercure de France, coll. « Le Temps retrouvé », 2005 (1re éd. 1968), 637 p. (ISBN 2-7152-2591-1).
- Anne de Mathan avec la participation de Bernard Fauconnier (éd.), Histoires de Terreur : les mémoires de François Armand Cholet et Honoré Riouffe, Paris, Éditions Honoré Champion, coll. « Bibliothèque d'histoire moderne et contemporaine » (no 45), 2014, 365 p. (ISBN 978-2-7453-2567-9, présentation en ligne), [présentation en ligne].

#### Ouvrages anciens
- Charles Berriat-Saint-Prix, La justice révolutionnaire à Paris et dans les départements, août 1792-prairial an III : d'après des documents originaux la plupart inédits, Paris, Michel-Lévy frères, 1870, 2e éd., XXXI-490 p. (lire en ligne).
- Mortimer Ternaux, Histoire de la Terreur, 1792-1794. D'après des documents authentiques et inédits, Paris, Michel Lévy frères, 1868-1869, vol. I, II, III, IV, V, VI, VII, tome VIII.
- Henri Wallon, Histoire du tribunal révolutionnaire de Paris, avec le journal de ses actes, t. 1, Paris, Hachette, 1880, XV-489 p. (lire en ligne).
- Henri Wallon, Histoire du tribunal révolutionnaire de Paris, avec le journal de ses actes, t. 2, Paris, Hachette, 1880, 587 p. (lire en ligne).
- Henri Wallon, Histoire du tribunal révolutionnaire de Paris, avec le journal de ses actes, t. 3, Paris, Hachette, 1881, 534 p. (lire en ligne).
- Henri Wallon, Histoire du tribunal révolutionnaire de Paris, avec le journal de ses actes, t. 4, Paris, Hachette, 1881, 560 p. (lire en ligne).
- Henri Wallon, Histoire du tribunal révolutionnaire de Paris, avec le journal de ses actes, t. 5, Paris, Hachette, 1881, 460 p. (lire en ligne).
- Henri Wallon, Histoire du tribunal révolutionnaire de Paris, avec le journal de ses actes, t. 6, Paris, Hachette, 1882, 515 p. (lire en ligne).

#### Études contemporaines

##### Études générales
- François Furet et Mona Ozouf, Dictionnaire critique de la Révolution française : Interprètes et historiens, Paris, Flammarion, 1988, 285 p. (ISBN 2-08-211537-2).
- Roger Dupuy, Nouvelle histoire de la France contemporaine, t. 2 : La République jacobine : Terreur, guerre et gouvernement révolutionnaire, 1792-1794, Paris, Éditions du Seuil, coll. « Points. Histoire » (no 102), 2005, 366 p. (ISBN 2-02-039818-4, présentation en ligne).
- Jean Tulard, Jean-François Fayard et Alfred Fierro, Histoire et dictionnaire de la Révolution française. 1789–1799, Paris, éd. Robert Laffont, coll. « Bouquins », 1987, 1998 [détail des éditions] (ISBN 978-2-221-08850-0)
- Jean-Clément Martin, Nouvelle histoire de la Révolution française, Paris, Éditions Perrin, 2012, 636 p. (ISBN 978-2-262-02596-0).
- Albert Soboul, Dictionnaire historique de la Révolution française, Paris, PUF, collection « Quadrige », 2005,  (ISBN 2-13-053605-0)
- François Furet, Denis Richet, La Révolution française, Paris, Hachette Littératures, 1999,  (ISBN 2-01-278950-1)

##### La Terreur
- Daniel Arasse, La Guillotine et l'imaginaire de la Terreur, Paris, Flammarion, 1987, 213 p. (ISBN 2-08-211530-5, présentation en ligne), [présentation en ligne].Réédition : Daniel Arasse, La Guillotine et l'imaginaire de la Terreur, Paris, Flammarion, coll. « Champs » (no 291), 1993, 213 p., poche (ISBN 2-08-081281-5).
- Antoine de Baecque, « Apprivoiser une histoire déchaînée : dix ans de travaux historiques sur la Terreur », Annales. Histoire, Sciences sociales, Paris, Armand Colin, no 4,‎ juillet-août 2002, p. 851-865 (lire en ligne).
- Antoine de Baecque (dir.), Pour ou contre la Révolution, Paris, Bayard, 2002.
- Antoine de Baecque, La Révolution terrorisée, Paris, CNRS Éditions, 2017, 238 p. (ISBN 978-2-271-11606-2, présentation en ligne).
- Laurent Bazin, « D'une Dictature à l'Autre : Images Cinématographiques de la Terreur », Proceedings of the Western Society for French History, vol. 17,‎ 1989, p. 198-204 (lire en ligne).
- Bronisław Baczko, Comment sortir de la Terreur : Thermidor et la Révolution, Paris, Gallimard, coll. « NRF essais », 1989, 353 p. (ISBN 2-07-071549-3, présentation en ligne).
- Richard Ballard (trad. de l'anglais par Solange Hine), La Terreur imprévisible : la Révolution en Aunis et Saintonge [« The Unseen Terror : The French Revolution in the Provinces »], Saintes, Le Croît vif, coll. « Documentaires », 2012, 334 p. (ISBN 978-2-36199-024-4).
- Michel Biard, La liberté ou la mort : mourir en député, 1792-1795, Paris, Éditions Tallandier, 2015, 363 p. (ISBN 979-10-210-0731-4, présentation en ligne).
- Michel Biard (dir.), Les politiques de la Terreur, 1793-1794 : actes du colloque international de Rouen, 11-13 janvier 2007, Rennes / Paris, Presses universitaires de Rennes / Société des études robespierristes, coll. « Histoire », 2008, 484 p. (ISBN 978-2-7535-0601-5 et 978-2-908327-67-0, DOI 10.4000/books.pur.4434, présentation en ligne), [présentation en ligne].
- Michel Biard (dir.) et Hervé Leuwers (dir.), Visages de la Terreur : l'exception politique de l'an II, Paris, Armand Colin, 2014, 269 p. (ISBN 978-2-200-60012-9, présentation en ligne), [présentation en ligne].
- Michel Biard et Marisa Linton, Terreur ! La Révolution française face à ses démons, Malakoff, Armand Colin, coll. « Mnémosya », 2020, 296 p. (ISBN 978-2-200-62351-7, présentation en ligne).
- Olivier Blanc, La dernière lettre. Prisons et condamnés de la Révolution, préface de Michel Vovelle, Paris, Robert Laffont, 1984; réédition poche, Paris, Hachette, collection « Pluriel », 1986 (avec critiques et commentaires).
- Olivier Blanc, Les Hommes de Londres : histoire secrète de la Terreur, Paris, Éditions Albin Michel, 1989, 253 p. (ISBN 2-226-03688-1).
- Olivier Blanc, La corruption sous la Terreur, Paris, Éditions Robert Laffont, coll. « Les hommes et l'histoire », 1992, 238 p. (ISBN 2-221-06910-2, présentation en ligne).
- Antoine Boulant, Le Tribunal révolutionnaire. Punir les ennemis du peuple, Paris, Perrin, 2018, 309 p.
- Philippe Bourdin, « La terreur et la mort, une écriture de la postérité », Historical Reflections / Réflexions Historiques, vol. 29, no 3 « Violence and the French Revolution »,‎ automne 2003, p. 451-468 (JSTOR 41299284).
- (en) Howard G. Brown, « Echoes of the Terror », Historical Reflections / Réflexions Historiques, vol. 29, no 3 « Violence and the French Revolution »,‎ automne 2003, p. 529-558 (JSTOR 41299287).
- Jean-Pierre Brancourt (dir.), De la peur à la Terreur (1789-1793), Suresnes, Fideliter, coll. « Vu de haut », no 8, 1989, 95 p., présentation en ligne.
- Jean-Pierre Brancourt, La Révolution dans ses œuvres, La Roche-Rigault, PSR, 1996, 294 p.  (ISBN 978-2-908-57109-7).
- (en) Howard G. Brown, Ending the French Revolution : Violence, justice and repression from the Terror to Napoleon, Charlottesville / Londres, University of Virginia Press, 2006, XII-461 p. (ISBN 978-0-8139-2546-2, présentation en ligne), [présentation en ligne], [présentation en ligne].
- Haïm Burstin, « Pour une phénoménologie de la violence révolutionnaire : réflexions autour du cas parisien », Historical Reflections / Réflexions Historiques, vol. 29, no 3 « Violence and the French Revolution »,‎ automne 2003, p. 389-407 (JSTOR 41299281).
- Loris Chavanette, « Écrire l’histoire de la Terreur ou le piège de la Méduse : Thibaudeau après le 9 thermidor », La Révolution française, no 10 « L'historien vivant (1789-1830) »,‎ 2016 (lire en ligne).
- Loris Chavanette (préf. Patrice Gueniffey), Quatre-vingt-quinze : la Terreur en procès, Paris, CNRS Éditions, 2017, 397 p. (ISBN 978-2-271-09001-0, présentation en ligne), [présentation en ligne].
- Pierre Caron, La Première Terreur, 1792, vol. 1 : Les Missions du Conseil exécutif provisoire et de la Commune de Paris, Paris, Presses universitaires de France, 1950, VIII-223 p. (présentation en ligne), [présentation en ligne].
- Richard Cobb, Les armées révolutionnaires. Instrument de la Terreur dans les départements. Avril 1793-Floréal An II, Paris-La Haye, Mouton and C°, 1961-1963, 2 volumes in-8°, VIII-1017 p., présentation en ligne, présentation en ligne.
- Émile Ducoudray, « « La main de l'étranger » en l'an II : fantasmes populaires et paranoïa gouvernementale », dans Jean-Paul Bertaud, Françoise Brunel, Catherine Duprat… [et al.] (dir.), Mélanges Michel Vovelle : sur la Révolution, approches plurielles / volume de l'Institut d'histoire de la Révolution française, Paris, Société des Études Robespierristes, coll. « Bibliothèque d'histoire révolutionnaire. Nouvelle série » (no 2), 1997, XXVI-598 p. (ISBN 2-908327-39-2), p. 243-252.
- (en) Dan Edelstein, « War and Terror : The Law of Nations from Grotius to the French Revolution », French Historical Studies, vol. 31, no 2,‎ printemps 2008, p. 229-262 (ISSN 0016-1071, DOI 10.1215/00161071-2007-021).
- (en) Dan Edelstein, The Terror of Natural Right : Republicanism, the Cult of Nature and the French Revolution, Chicago (Illinois), University of Chicago Press, 2009, XI-337 p. (ISBN 978-0-226-18438-8 et 0-226-18438-2, présentation en ligne).
- François Furet, « La Terreur sous le Directoire », Revue européenne des sciences sociales, Genève / Paris, Librairie Droz, t. 27, no 85 « Lumières, utopies, révolutions : espérance de la démocratie. À Bronislaw Baczko »,‎ 1989, p. 115-119 (lire en ligne).
- Anne Girollet, « Le témoin sous la Convention : un instrument de la Terreur », dans Benoît Garnot (dir.), Les témoins devant la justice : une histoire des statuts et des comportements, Rennes, Presses universitaires de Rennes, coll. « Histoire », 2003, 444 p. (ISBN 2-86847-756-9, lire en ligne), p. 129-138.
- Dominique Godineau, « Femmes et violence dans l'espace politique révolutionnaire », Historical Reflections / Réflexions Historiques, vol. 29, no 3 « Violence and the French Revolution »,‎ automne 2003, p. 559-576 (JSTOR 41299288).
- (en) Donald Greer, The Incidence of the Terror during the French Revolution : A Statistical Interpretation, Cambridge, Harvard University Press, coll. « Harvard historical monographs » (no VIII), 1935, VI-196 p. (présentation en ligne).
- Patrice Gueniffey, La politique de la Terreur : essai sur la violence révolutionnaire, 1789-1794, Paris, Fayard, 2000, 376 p. (ISBN 2-213-60575-0, présentation en ligne)Réédition : Patrice Gueniffey, La politique de la Terreur : essai sur la violence révolutionnaire, 1789-1794, Paris, Gallimard, coll. « Tel » (no 323), 2003, 376 p. (ISBN 2-07-076727-2).
- Patrice Gueniffey, « La Terreur : circonstances exceptionnelles, idéologie et dynamique révolutionnaire », Historical Reflections / Réflexions Historiques, vol. 29, no 3 « Violence and the French Revolution »,‎ automne 2003, p. 433-450 (JSTOR 41299283).
- Patrice Gueniffey, Histoires de la Révolution et de l'Empire, Paris, Éditions Perrin, coll. « Tempus » (no 383), 2011, 744 p. (ISBN 978-2-262-03333-0, présentation en ligne).
- Jacques Guilhaumou, « La formation d'un mot d'ordre : « Plaçons la terreur à l'ordre du jour » (13 juillet – 5 septembre 1793) », Bulletin du Centre d'Analyse du Discours de l'Université de Lille III, no 5 « La rhétorique du discours, objet d'histoire (XVIIIe-XXe siècles) »,‎ 1981, p. 149-196
- Jacques Guilhaumou, « La terreur à l'ordre du jour (juillet 1793 – mars 1794) », dans Dictionnaire des usages socio-politiques (1770-1815), fasc. 2, « Notions-concepts : héroïsme, libéral, liberté, loi agraire république, terreur, tyrannie, vertu », Paris, INALF / Klincksieck, 1987, p. 127-160. Version mise à jour, lire en ligne.
- Carla Hesse, « La preuve par la lettre : pratiques juridiques au tribunal révolutionnaire de Paris (1793-1794) », Annales. Histoire, Sciences sociales, Paris, Armand Colin, no 3,‎ mai-juin 1996, p. 629-642 (lire en ligne).
- Patrice Higonnet, « Le Sommeil de la Raison », Revue historique, Paris, Presses universitaires de France, no 653,‎ janvier 2010, p. 99-159 (DOI 10.3917/rhis.101.0099, lire en ligne).
- (en) Patrice Higonnet, « Terror, Trauma and the ‘Young Marx’ Explanation of Jacobin Politics », Past & Present, Oxford University Press, vol. 191, no 1,‎ mai 2006, p. 121-164 (DOI 10.1093/pastj/gtj010).
- François Hincker, « Comment sortir de la terreur économique ? », dans Michel Vovelle (dir.), Le tournant de l'an III : réaction et Terreur blanche dans la France révolutionnaire, Paris, Éditions du Comité des travaux historiques et scientifiques (CTHS), 1997, 610 p. (ISBN 2-7355-0343-7, présentation en ligne), p. 135-148.
- Annie Jourdan, « Les discours de la terreur à l'époque révolutionnaire (1776–1798) : étude comparative sur une notion ambiguë », French Historical Studies, Duke University Press, vol. 36, no 1,‎ hiver 2013, p. 51-81 (DOI 10.1215/00161071-1816482)
- Annie Jourdan, « Les journées de Prairial an II : le tournant de la Révolution ? », La Révolution française, no 10 « L'historien vivant (1789-1830) »,‎ 2016 (lire en ligne).
- Catherine Kintzler (dir.) et Hadi Rizk (dir.), La République et la Terreur : actes du séminaire organisé par le Collège international de philosophie, novembre 1993 - juin 1994, Paris, Éditions Kimé, coll. « Philosophie épistémologie », 1995, 159 p. (ISBN 2-84174-023-4, présentation en ligne).
- François Lebrun, « La logique de la Terreur », L'Histoire, no 113,‎ juillet-août 1988, p. 36-42.
- François Lebrun, « La Terreur à l'ordre du jour », Les collections de L'Histoire, no 25 « La Révolution française »,‎ octobre-décembre 2004, p. 74-79.
- Jean-Baptiste Legoff, « Dénoncer les conventionnels pendant la Terreur et la Réaction thermidorienne : des logiques et pratiques entre local et national », Annales historiques de la Révolution française, no 372,‎ avril-juin 2013, p. 81-104 (lire en ligne).
- Hervé Leuwers, « Robespierre, la Terreur incarnée ? Aux origines d'une personnalisation de l'an II », dans Michel Biard et Hervé Leuwers (dir.), Visages de la Terreur : l'exception politique de l'an II, Paris, Armand Colin, 2014, 269 p. (ISBN 978-2-200-60012-9), p. 197-210.
- (en) Marisa Linton, « The stuff of nightmares : plots, assassinations and duplicity in the mental world of the Jacobin leaders, 1793-1794 », dans David Andress (dir.), Experiencing the French Revolution, Oxford, Voltaire Foundation, University of Oxford, coll. « Studies on Voltaire and the Eighteenth Century » (no 5), 2013, VII-332 p. (ISBN 978-0-7294-1066-3, présentation en ligne), p. 201-218.
- Colin Lucas (trad. de l'anglais par Gérard Palluau), La structure de la Terreur : l'exemple de Javogues et du département de la Loire [« The Structure of the Terror. The Example of Javogues and the Loire »], Saint-Étienne, Université Jean Monnet, Centre interdisciplinaire d'études et de recherches sur l'expression contemporaine (CIEREC), coll. « Travaux » (no 69), 1990, XIV-375 p. (ISBN 2-901559-36-0, présentation en ligne).
- Éric de Mari (préf. Jacques Krynen, postface Michel Biard), La mise hors de la loi sous la Révolution française, 19 mars 1793 : An III : une étude juridictionnelle et institutionnelle, Issy-les-Moulineaux, LGDJ-Lextenso éditions, coll. « Thèses / Bibliothèque d'histoire du droit et droit romain » (no 30), 2015, XVI-598 p. (ISBN 978-2-275-04708-9, présentation en ligne).
- Jean-Clément Martin, « Un bicentenaire en cache un autre : repenser la Terreur ? », Annales historiques de la Révolution française, no 297,‎ juillet-septembre 1994, p. 517-526 (lire en ligne).
- Jean-Clément Martin, Révolution et contre-révolution en France : les rouages de l'histoire, Rennes, Presses universitaires de Rennes, coll. « Histoire », 1996, 226 p. (ISBN 2-86847-209-5, présentation en ligne, lire en ligne).
- Jean-Clément Martin, Violence et Révolution : essai sur la naissance d’un mythe national, Paris, Éditions du Seuil, coll. « L'univers historique », 2006, 338 p. (ISBN 2-02-043842-9, présentation en ligne), [présentation en ligne].
- Jean-Clément Martin, La Terreur : part maudite de la révolution, Paris, Éditions Gallimard, coll. « Découvertes Gallimard : histoire » (no 566), 2010, 127 p. (ISBN 978-2-07-043914-0, présentation en ligne).
- Jean-Clément Martin, « La terreur dans la loi. À propos de la collection Baudouin », Annales historiques de la Révolution française, no 378,‎ octobre-décembre 2014, p. 97-109 (lire en ligne).
- Jean-Clément Martin, La Terreur : vérités et légendes, Paris, Éditions Perrin, 2017, 240 p. (ISBN 978-2-262-06773-1).
- Jean-Clément Martin, « La Terreur, ou comment écrire l'histoire », Revue d'histoire moderne et contemporaine, Paris, Belin, nos 67-2,‎ avril-juin 2020, p. 135-154 (ISBN 978-2-41001-727-4, DOI 10.3917/rhmc.672.0135, lire en ligne).
- Albert Mathiez, La vie chère et le mouvement social sous la Terreur, Paris, Armand Colin, coll. « Bibliothèque historique », 1927, 620 p. (présentation en ligne), [présentation en ligne]. Réédition en 2 volumes : 
Albert Mathiez, La vie chère et le mouvement social sous la Terreur, t. 1, Paris, Payot, coll. « Le regard de l'histoire », 1973 (1re éd. 1927), 359 p. (ISBN 2-228-27110-1, lire en ligne). 
Albert Mathiez, La vie chère et le mouvement social sous la Terreur, t. 2, Paris, Payot, coll. « Le regard de l'histoire », 1973 (1re éd. 1927), 250 p. (ISBN 2-228-27120-9, lire en ligne).
- Arno Mayer (trad. Odile Demange), Les Furies : violence, vengeance, terreur aux temps de la Révolution française et de la Révolution russe [« The Furies : Violence and Terror in the French and Russian Revolutions »], Paris, Fayard, 2002, 677 p. (ISBN 978-2-213-61169-3, présentation en ligne), [présentation en ligne], [présentation en ligne].Recensions et débats :
 (en) Mary Nolan, « Ideology, Mobilization, and Comparison : Explaining Violence in The Furies », French Historical Studies, vol. 24, no 4,‎ automne 2001, p. 549-557 (DOI 10.1215/00161071-24-4-549) ;
 (en) David A. Bell, « Violence, Terror, and War : A Comment on Arno Mayer's The Furies », French Historical Studies, vol. 24, no 4,‎ automne 2001, p. 559-567 (DOI 10.1215/00161071-24-4-559) ;
 (en) Timothy Tackett, « Interpreting the Terror », French Historical Studies, vol. 24, no 4,‎ automne 2001, p. 569-578 (DOI 10.1215/00161071-24-4-569) ;
 (en) Arno J. Mayer, « Response », French Historical Studies, vol. 24, no 4,‎ automne 2001, p. 589-600 (DOI 10.1215/00161071-24-4-589).
- Jean-Maurice de Montremy, « 1789 et 1793 : la Terreur en question », L'Histoire, no 90,‎ juin 1986, p. 72-74.
- Philippe Münch, Le pouvoir de l'ombre : l'imaginaire du complot durant la Révolution française (1789-1801), Paris, Divergences, 2022, 214 p. (ISBN 979-10-97088-52-1).
- Arne Ording, Le Bureau de police du Comité de Salut public : étude sur la Terreur, Oslo, i kommisjon hos J. Dybwad, 1930, V-196 p. (présentation en ligne, lire en ligne).
- Mona Ozouf, « De thermidor à brumaire : le discours de la Révolution sur elle-même », Revue historique, t. 243,‎ janvier-mars 1970, p. 31-66 (lire en ligne).
- Mona Ozouf, L'École de la France : essais sur la Révolution, l'utopie et l'enseignement, Paris, Gallimard, coll. « Bibliothèque des histoires », 1984, 415 p. (ISBN 2-07-070202-2, présentation en ligne), « Thermidor ou le travail de l'oubli », p. 91-108.
- Jean-Pierre Poussou, « Massacres, terreur et vertu », Histoire, économie et société, Paris, CDU SEDES, no 1 « Le concept de révolution »,‎ 1er trimestre 1991, p. 55-69 (lire en ligne).
- Myriam Revault d'Allonnes, D'une mort à l'autre : précipices de la Révolution, Paris, Seuil, coll. « Esprit », 1989, 233 p. (ISBN 2-02-010719-8).
- Camille Richard, Le Comité de Salut public et les fabrications de guerre sous la Terreur, Paris, F. Rieder, coll. « Bibliothèque d'histoire moderne », 1922, XXIII-835 p., présentation en ligne.
- Robert Roswell Palmer (trad. Marie-Hélène Dumas, préf. François Furet), Le Gouvernement de la Terreur : l'année du Comité de salut public [« Twelve who Ruled : The Year of The Terror in the French Revolution »], Paris, Armand Colin, 1989, 359 p. (ISBN 978-2-200-37164-7, présentation en ligne).
- (en) William Finley Shepard, Price Control and the Reign of Terror : France, 1793-1795, Berkeley, University of California press, 1953, IX-139 p.
- Germain Sicard (dir.), Justice et politique : la Terreur dans la Révolution française, Toulouse, Presses de l'Université des Sciences sociales de Toulouse, coll. « Études d'histoire du droit et des idées politiques » (no 1), 1997, 428 p. (ISBN 978-2-909628-33-2, présentation en ligne, lire en ligne).
- Anne Simonin, Le déshonneur dans la République : une histoire de l'indignité, 1791-1958, Paris, Éditions Grasset, 2008, 758 p. (ISBN 978-2-246-62991-7, présentation en ligne), [présentation en ligne].
- (en) Ronen Steinberg, The Afterlives of the Terror : Facing the Legacies of Mass Violence in Postrevolutionary France, Ithaca / Londres, Cornell University Press, 2019, XIII-222 p. (ISBN 978-1-5017-3924-8).
- (en) Donald M. G. Sutherland (dir.), « Violence and the French Revolution », Historical Reflections / Réflexions Historiques, vol. 29, no 3,‎ automne 2003 (JSTOR i40058656).
- (en) Timothy Tackett, « Conspiracy Obsession in a Time of Revolution : French Elites and the Origins of the Terror, 1789-1792 », The American Historical Review, vol. 105, no 3,‎ juin 2000, p. 691-713 (JSTOR 2651806).
- (en) Timothy Tackett, « The Flight to Varennes and the Coming of the Terror », Historical Reflections / Réflexions Historiques, vol. 29, no 3 « Violence and the French Revolution »,‎ automne 2003, p. 469-493 (JSTOR 41299285).
- (en) Timothy Tackett, The Coming of the Terror in the French Revolution, Cambridge (Massachusetts) / Londres, Harvard University Press, 2015, X-463 p. (ISBN 978-0-674-73655-9, présentation en ligne), [présentation en ligne]. Traduction française : Timothy Tackett (trad. de l'anglais par Serge Chassagne), Anatomie de la Terreur : le processus révolutionnaire, 1787-1793 [« The Coming of the Terror in the French Revolution »], Paris, Éditions du Seuil, coll. « L'univers historique », 2018, 474 p. (ISBN 978-2-02-132367-2, présentation en ligne).
- Michel Vovelle, 1793, La Révolution contre l’Église, de la Raison à l’Être suprême, Bruxelles, Complexe, 1988.
- Sophie Wahnich, La Liberté ou la mort : essai sur la Terreur et le terrorisme, Paris, Éditions la Fabrique, 2003, 111 p. (ISBN 2-913372-25-2, présentation en ligne), [présentation en ligne]
- Sophie Wahnich, « L'étranger dans la lutte des factions : usage d'un mot dans une crise politique (5 nivôse an II - 9 thermidor an II) », Mots, Paris, Presses de la Fondation nationale des sciences politiques, no 16 « Langages. Langue de la Révolution française »,‎ mars 1988, p. 111-130 (lire en ligne).
- Sophie Wahnich, « De l'économie émotive de la Terreur », Annales. Histoire, Sciences sociales, Paris, Armand Colin, no 4,‎ juillet-août 2002, p. 889-913 (lire en ligne).
- Sophie Wahnich, La longue patience du peuple. 1792. Naissance de la République, Paris, Payot, 2008, 536 p.,  (ISBN 978-2-228-90277-9), présentation en ligne.
- Histoire de la France religieuse, sous la direction de Jacques Le Goff et René Rémond, le Seuil, tome 3, XVIIIe siècle - XIXe siècle (Indications sur le culte de l’Être suprême et la déchristianisation pendant la période).

##### Guerre de Vendée et chouannerie
- Jean-Joël Brégeon, Carrier et la Terreur nantaise, Paris, Éditions Perrin, coll. « Tempus », 2016, 368 p. (ISBN 978-2-262-06616-1).
- François Cadic, Histoire populaire de la chouannerie : traditions populaires (textes réunis et présentés par Fañch Postic), t. 1, Rennes, Presses universitaires de Rennes, coll. « Les œuvres de François Cadic », 2003, 608 p. (ISBN 2-84362-206-9, présentation en ligne).
- Louis-Marie Clénet, Les colonnes infernales, Éditions Perrin, coll. « Vérités et Légendes », 1993, 327 p.
- Collectif, Oublier nos crimes. L’amnésie nationale : une spécificité française, Paris, Autrement, Série Mutations no 144, 1994,  (ISBN 2-86260-470-4)
- Hervé Coutau-Bégarie et Charles Doré-Graslin (dir.), Histoire militaire des guerres de Vendée, Economica, 2010, 649 p.
- Nicolas Delahaye et Pierre-Marie Gaborit, Les 12 Colonnes infernales de Turreau, Pays et Terroirs.
- Roger Dupuy, La Bretagne sous la Révolution et l'Empire (1789-1815), Paris, Ouest-France Université, 2004.
- Élie Fournier, La terreur bleue, Éditions Albin Michel, 1984, 283 p. (ISBN 978-2-226-01985-1).
- Émile Gabory, Les Guerres de Vendée, Éditions Robert Laffont, 2009, 1504 p. (ISBN 978-2-221-11309-7).
- Alain Gérard, Vendée : les archives de l'extermination, La Roche-sur-Yon, Centre vendéen de recherches historiques, 2013, 684 p. (ISBN 978-2-911253-55-3).
- Hippolyte de La Grimaudière, Commission Brutus Magnier à Rennes, BiblioBazaar, LLC, 2009, 184 p. (première édition, Nantes, Société des bibliophiles bretons et de l'histoire de Bretagne, 1879, 178 pages).
- Fernand Guériff, La bataille de Savenay dans la Révolution, Le Pouliguen, Jean-Marie Pierre, 1988.
- Jacques Hussenet (dir.), « Détruisez la Vendée ! » Regards croisés sur les victimes et destructions de la guerre de Vendée, La Roche-sur-Yon, Centre vendéen de recherches historiques, 2007.
- Félix Jourdan, La chouannerie dans l'Avranchin, 1907, 82 p. (lire en ligne), partie I.
- Alfred Lallié, Les noyades de Nantes, Nantes, Imprimerie Vincent Forest et Émile Grimaud, 1878, 104 p.
- Alfred Lallié, Les prisons de Nantes pendant la Révolution, Nantes, Imprimerie Vincent Forest et Émile Grimaud, 1883, 98 p.
- Jean-Clément Martin, Blancs et Bleus dans la Vendée déchirée, Éditions Gallimard, coll. « Découvertes Gallimard », 1986, 160 p.
- Jean-Clément Martin, La Vendée et la Révolution : accepter la mémoire pour écrire l'histoire, Perrin / Gallimard, coll. « Tempus », 2007, 160 p. (ISBN 978-2-262-02597-7 et 2-262-02597-5).
- Jean-Clément Martin, Un détail inutile ? Le dossier des peaux tannées : Vendée, 1794, Paris, Vendémiaire, coll. « Révolutions », 2013, 154 p. (ISBN 978-2-36358-055-9, présentation en ligne).
- Jean-Clément Martin, Les Échos de la Terreur. Vérités d'un mensonge d'État, 1794-2001, Belin, 2018.
- Anne Rolland-Boulestreau, « Résonance d’une « perversion » : tanner la peau humaine en Vendée militaire (1793-1794) », Annales de Bretagne et des pays de l'Ouest, Rennes, Presses universitaires de Rennes, t. 120, no 1,‎ mars 2013, p. 163-182 (lire en ligne).
- Anne Rolland-Boulestreau, « Micro-histoire et terreur en province : itinéraire d'un « général incendiaire » en Vendée militaire (mars-juillet 1794) », Annales historiques de la Révolution française, no 380,‎ juin 2015, p. 25-44 (lire en ligne).
- Anne Rolland-Boulestreau, Les colonnes infernales : violences et guerre civile en Vendée militaire, 1794-1795, Paris, Fayard, 2015, 335 p. (ISBN 978-2-213-68151-1, présentation en ligne).
- Reynald Secher, Le Génocide franco-français, Éditions Perrin, 2006.
- Reynald Secher (préf. Hélène Piralian, Stéphane Courtois et Gilles-William Goldnadel), Vendée : du génocide au mémoricide : Mécanique d'un crime légal contre l'humanité, Cerf, 2011.
- Isabelle Soulard, Les Femmes dans la guerre de Vendée : Vendée, Maine-et-Loire, Loire-Atlantique, deux-Sèvres, Geste, 2006, 190 p. (ISBN 978-2-84561-234-1).

##### Historiographie
- Olivier Bétourné et Aglaia I. Hartig, Penser l'histoire de la Révolution : deux siècles de passion française, Paris, La Découverte, coll. « Armillaire » (no 18), 1989, 238 p. (ISBN 2-7071-1839-7).